# Lijst van afleveringen van De Kotmadam
Hieronder volgt een overzicht van afleveringen van De Kotmadam, met per aflevering een beschrijving van de plot.

## Overzicht
| Seizoen | Aantal afleveringen | Uitzenddata                         |  |
| ------- | ------------------- | ----------------------------------- |  |
| 1       | 14                  | 30 december 1991 – 30 maart 1992    |  |
| 2       | 18                  | 4 januari 1993 – 3 mei 1993         |  |
| 3       | 17                  | 7 februari 1994 – 30 mei 1994       |  |
| 4       | 17                  | 12 december 1994 – 3 april 1995     |  |
| 5       | 18                  | 27 november 1995 – 25 maart 1996    |  |
| 6       | 18                  | 9 december 1996 – 7 april 1997      |  |
| 7       | 18                  | 1 december 1997 – 30 maart 1998     |  |
| 8       | 17                  | 30 november 1998 – 22 maart 1999    |  |
| 9       | 13                  | 15 december 1999 – 15 maart 2000    |  |
| 10      | 15                  | 1 januari 2001 – 9 april 2001       |  |
| 11      | 12                  | 8 januari 2002 – 26 maart 2002      |  |
| 12      | 13                  | 6 januari 2003 – 31 maart 2003      |  |
| 13      | 13                  | 1 maart 2004 – 24 mei 2004          |  |
| 14      | 13                  | 1 november 2004 – 24 januari 2005   |  |
| 15      | 13                  | 25 november 2005 – 20 februari 2006 |  |
| 16      | 13                  | 31 augustus 2007 – 23 november 2007 |  |
| 17      | 13                  | 28 december 2008 – 22 maart 2009    |  |
| 18      | 13                  | 7 maart 2010 – 30 mei 2010          |  |
| 19      | 13                  | 20 februari 2011 – 15 mei 2011      |  |
| 20      | 13                  | 9 september 2012 – 6 december 2012  |  |
| 21      | 13                  | 10 maart 2013 – 2 juni 2013         |  |
| 22      | 13                  | 4 september 2016 – 27 november 2016 |  |
| 23      | 13                  | 18 november 2018 – 17 februari 2019 |  |
| 24      | 13                  | 20 november 2022 – 12 februari 2023 |  |
| 25      | 6                   | 30 november 2024 – 28 december 2024 |  |

1. ↑   Het volledige 25ste seizoen werd al op 25 juli 2024 op Streamz geplaatst.

## Seizoen 1
Hoofdcast: Katrien Devos (Jeanne Liefooghe-Piens), Mark Verstraete (Jef Liefooghe), Odilon Mortier (Odilon Bonheur), Anne Denolf (Samantha 'Sam' De Taeye), Pieter-Jan De Smet (Charles-Victor Blomme), Tom Van Landuyt (Billy), Christel Van Schoonwinkel (Betty Billen), Aron Wade (Koen Maertens)
| Nr. serie | Nr. seizoen | Titel van aflevering  | Opmerking                                                                               | Uitzenddatum     |  |
| --- | ----------- | --------------------- | --------------------------------------------------------------------------------------- | ---------------- |  |
| 1 | 1           | De verhuring - Deel 1 | eerste aflevering met Anne Denolf, Aron Wade en Pieter-Jan De Smet Uitgebracht op dvd 1 | 30 december 1991 |  |
| Jeanne en Jef hebben net een huis gekocht. Een gedeelte van het gelijkvloers richten ze in als snoepwinkeltje. Ze besluiten om de kamers op de bovenverdieping te verhuren als studentenkamers. Jeanne wil enkel jongens, maar Jef verhuurt stiekem toch aan een meisje met de naam Sam. |             |                       |                                                                                         |                  |  |
| 2 | 2           | De verhuring - Deel 2 | Eerste aflevering met Christel Van Schoonwinkel en Tom Van Landuyt Uitgebracht op dvd 1 | 6 januari 1992   |  |
| Wegens opzettelijke miscommunicatie worden er meer kamers verhuurd dan er in werkelijkheid zijn. Daarom dient de zolder omgebouwd te worden tot een extra kamer. Jef en Odilon klungelen enorm met de gyproc waardoor de kamer niet op tijd klaar geraakt. |             |                       |                                                                                         |                  |  |
| 3 | 3           | De eerste dag         | Uitgebracht op dvd 1                                                                    | 13 januari 1992  |  |
| Jeanne is blij omdat Jef een kamer heeft verhuurd aan een iemand die voor huisarts studeert en wiens ouders rijk zijn. Jeanne verwacht een voorbeeldstudent, maar Billy is een losbol eerste klas. Koen mag van zijn ouders geen kamer huren omdat er meisjes zijn totdat vader verneemt dat Charles-Victor economie studeert. Charles-Victor is niet blij omdat hij zijn intrek moet nemen in een niet-afgewerkte zolderkamer. Door een reeks toevalligheden denken de ouders van Koen dat zijn kot een bordeel is.      |             |                       |                                                                                         |                  |  |
| 4 | 4           | Ochtendverkeer        |                                                                                         | 20 januari 1992  |  |
| De studenten moeten zich aanpassen om in groepen te leven. Dit wil onder andere zeggen: beperkte tijd in de badkamer en tijdig aanwezig zijn voor de maaltijden. Charles-Victor wil uit de zolderkamer en tracht Billy te overtuigen om van kamer te wisselen. Billy is niet van plan dit te doen tot wanneer hij verneemt dat de zolderkamer een eigen douche krijgt. Koen is voor de eerste keer dronken. |             |                       |                                                                                         |                  |  |
| 5 | 5           | Muizenissen           | Uitgebracht op dvd 1                                                                    | 27 januari 1992  |  |
| Er zitten muizen in het huis. De studenten krijgen geld per gevangen muis. Dat zorgt ervoor dat iedereen verschillende manieren bedenkt om ze om het leven te brengen. Koen neemt ook een gevangen muis onder zijn hoede. Betty wil zoveel mogelijk geld verdienen en vindt plots verdacht veel muizen. |             |                       |                                                                                         |                  |  |
| 6 | 6           | Giovanni              | Uitgebracht op dvd 1                                                                    | 3 februari 1992  |  |
| Betty wisselt regelmatig van partner en heeft er zelfs meerdere op hetzelfde moment. Nu moet ze zowel uitgaan met Herman als Giovanni, een vakantielief uit Italië. Ze dumpt Giovanni bij Charles-Victor met het smoesje dat de Italiaan een zoon is van de ambassadeur. Billy voert Giovanni stomdronken waardoor deze genoodzaakt is naakt te overnachten in het bed van Betty. |             |                       |                                                                                         |                  |  |
| 7 | 7           | Verstuikbreuk         |                                                                                         | 10 februari 1992 |  |
| Sam komt in tijdsnood te zitten als ze haar droomjob als hostess niet kan combineren met bepaalde lessen. Ze veinst, met hulp van Billy, dat ze een gebroken arm heeft een draagt een verwijderbaar gips. Ze laat zich door iedereen verwennen. Jef isoleert zijn zieke planten in de keuken. Jeanne denkt dat het kruiden zijn. |             |                       |                                                                                         |                  |  |
| 8 | 8           | Netelsoep             |                                                                                         | 17 februari 1992 |  |
| Betty test een eigen gemaakte liefdesdrank op basis van netels. Jef heeft ook een product ontwikkeld om plantenluizen te bestrijden. De producten worden verwisseld. Billy heeft in een dronken bui een defecte geit gekocht die Koen repareert. Jeanne denkt dat Koen refereert aan een meisje in plaats van een auto. |             |                       |                                                                                         |                  |  |
| 9 | 9           | Fotograaf             |                                                                                         | 24 februari 1992 |  |
| Charles-Victor wil Betty als model voor een fotowedstrijd. De winnende foto verschijnt in Vogue. Ook Odilon wil een foto om op te sturen naar zijn jeugdliefde Astrid. De foto's geraken verwisseld. |             |                       |                                                                                         |                  |  |
| 10 | 10          | Computeritis          |                                                                                         | 2 maart 1992     |  |
| Jeanne krijgt belastingcontrole van meneer Destipperaere, een uiterst strenge en stipte man. Omdat Jeanne niets kan voorleggen, krijgt ze 1 week de tijd om alles in orde te brengen. Jeanne gebruikt Charles-Victors' computer, maar de gegevens gaan verloren. |             |                       |                                                                                         |                  |  |
| 11 | 11          | De Dijle              |                                                                                         | 9 maart 1992     |  |
| Nadat Betty in de krant leest dat studenten egocentrisch zijn ingesteld en zich niet met maatschappelijke zaken bezighouden, komt Billy met het idee om een optocht te houden tegen de vervuiling van de Dijle. CV wil niet deelnemen omdat zulke optochten meestal tot een confrontatie leiden tussen relschoppers en de politie. Jef en Odilon geven zich op om affiches in de cafés te hangen. Hun enige achterliggende reden is dat ze dan pintjes kunnen drinken omdat het onbeleefd is enkel een affiche te hangen. |             |                       |                                                                                         |                  |  |
| 12 | 12          | Arm schaap            |                                                                                         | 16 maart 1992    |  |
| Billy is naar een cantus geweest. Als hij ontwaakt heeft hij niet enkel een kater, maar staat er in zijn kamer ook een schaap. Het schaap richt heel wat schade aan en wordt weggeschonken aan een straatmuzikant. Dan verneemt Billy dat hij het schaap enkel had geleend van een vriend en dat deze het beest terug wil. |             |                       |                                                                                         |                  |  |
| 13 | 13          | Friet                 |                                                                                         | 23 maart 1992    |  |
| Jeanne gaat op dieet nadat ze een jurk van Betty paste en Odilon er een opmerking over maakte. Na het proeven van de frietjes die CV heeft gehaald, hebben Jef en Billy een discussie over wie de beste frieten bakt. Ze houden een weddenschap. Jef wilt de stemming vervalsen en schakelt de hulp van Odilon in. |             |                       |                                                                                         |                  |  |
| 14 | 14          | Levertraan            |                                                                                         | 30 maart 1992    |  |
| De eindexamens zijn in aantocht. Jeanne maakt zich vooral zorgen om Koen. Ze geeft hem levertraan zodat hij beter zou presteren. Echter drinkt Koen geen levertraan en houdt hij de schijn op om Jeanne geen pijn te doen. Ook Odilon heeft een examen om te promoveren. Hij vindt studeren echter moeilijk, daarom schakelt hij hulp in van CV om door zijn examen te loodsen. |             |                       |                                                                                         |                  |  |

## Seizoen 2
Hoofdcast: Katrien Devos (Jeanne Liefooghe-Piens), Mark Verstraete (Jef Liefooghe), Odilon Mortier (Odilon Bonheur), Anne Denolf (Samantha 'Sam' De Taeye), Pieter-Jan De Smet (Charles-Victor Blomme), Tom Van Landuyt (Billy), Christel Van Schoonwinkel (Betty Billen), Aron Wade (Koen Maertens)
| Nr. serie | Nr. seizoen | Titel van aflevering      | Opmerking                              | Uitzenddatum     |  |
| --- | ----------- | ------------------------- | -------------------------------------- | ---------------- |  |
| 15 | 1           | De vriend                 | Uitgebracht op dvd 1                   | 4 januari 1993   |  |
| Koen leert een gedicht om op te dragen op een bijeenkomst van de boerinnenbond. Gabriël, een galante jeugdliefde van Jeanne, duikt op. Hij geeft haar cadeautjes en haalt herinneringen op met haar. Jef denkt dat hij avances maakt op Jeanne en is bang dat ze weer een koppel zullen vormen. |             |                           |                                        |                  |  |
| 16 | 2           | Het examen                |                                        | 11 januari 1993  |  |
| Om te verhullen dat Betty niet voldoende heeft gestudeerd, maakt Billy haar professor wijs dat ze agorafobie heeft. Niet veel later belt een assistente van de professor dat zij werd aangesteld om het examen af te nemen in de kamer van Betty. De studenten gebruiken een zendertje zodat ze de vraag van de professor kunnen horen en aan Betty het antwoord kunnen doorgeven. Net wanneer het plan ontdekt is, doet de assistente een bekentenis.                                                              |             |                           |                                        |                  |  |
| 17 | 3           | De kotfuif                |                                        | 18 januari 1993  |  |
| Jeanne gaat met haar ex-collega's naar de Ardennen en Jef moet mee. De studenten zien de kans om eindelijk een kotfuif te organiseren, maar CV wil hier niets van weten. Dan besluit Jeanne om toch niet te gaan, waardoor de studenten een andere manier moeten zoeken om haar het huis uit te krijgen. De studenten organiseren een verkleedfeest waar er grappige situaties gebeuren. |             |                           |                                        |                  |  |
| 18 | 4           | Celle                     | Uitgebracht op dvd 1                   | 25 januari 1993  |  |
| Celle komt na tien jaar uit de gevangenis. Omdat hij nergens terechtkan, kan Sam Jeanne overtuigen om hem enkele dagen in huis te nemen. De andere studenten vrezen dat hun bezittingen zullen worden gestolen. Plots wordt er een doosje met geld gestolen en alle neuzen wijzen richting Celle. |             |                           |                                        |                  |  |
| 19 | 5           | Geheimen                  |                                        | 1 februari 1993  |  |
| CV is weldra jarig. Hij achterhaalt dat Jeanne, Sam en Betty in het geheim een verjaardagsfeest aan het voorbereiden zijn, niet wetende dat dat voor de verjaardag van Odilon is. Omwille van dat geheim zijn Jef en Koen ook bezig met het treffen van de voorbereidingen van Odilons verjaardagsfeest. Billy maakt Bertje wijs dat het zijn verjaardag zal zijn. Bertje moet heel wat geheimen bewaren, wat niet makkelijk is voor hem.                                                                           |             |                           |                                        |                  |  |
| 20 | 6           | S van Snoephuisje         |                                        | 8 februari 1993  |  |
| Jef kijk heel graag naar Rad van Fortuin. Als verrassing heeft Jeanne ervoor gezorgd dat hij mee kan doen aan het programma. Maar Jef wil dit niet maar geraakt toch op tv. Op aanraden van Charles-Victor koopt Jef de letter 'S' van 'Snoephuisje in de Maria-Theresiastraat 54 in Leuven' om zo gratis reclame te maken. Ondertussen had Jeanne alle potten en pannen verkocht omdat ze er zeker van is dat Jef nieuwe zou winnen.                                                                               |             |                           |                                        |                  |  |
| 21 | 7           | De baby                   |                                        | 15 februari 1993 |  |
| Jeanne krijgt een grote bestelling van een circusdirecteur omdat diens dromedaris al het snoepgoed heeft opgegeten. Daardoor heeft ze geen snoep meer voor haar andere klanten. Sam ontfermt zich over de baby van een vriendin, maar de vriendin komt haar maar niet halen. Jef probeert al dagen te bellen maar de telefoon blijft steeds bezet door de studenten. |             |                           |                                        |                  |  |
| 22 | 8           | Xylol                     | Uitgebracht op dvd 1                   | 22 februari 1993 |  |
| Jef ontdekt dat zijn planten luizen hebben. Koen vindt hoofdluizen in Charles-Victor zijn haar en Billy is van slag omdat hij schaamluizen heeft. Betty heeft er een goed middeltje voor: Xylol. |             |                           |                                        |                  |  |
| 23 | 9           | Terug van weggeweest      |                                        | 1 maart 1993     |  |
| Charles-Victor is opgestapt na een ruzie met Jef. Door de schok kan Jeanne niet meer praten en doet Odilon de winkel wat om problemen vraagt. De pretentieuze Karel, een neef van Jeannes dokter, neemt de kamer over. Niemand wil met hem te maken hebben omdat hij de vrouwelijke studentes lastigvalt en de mannen belachelijk maakt. Charles-Victor blijkt al geruime tijd verscholen te zijn in Betty's kamer en wil terugkeren.                                                                               |             |                           |                                        |                  |  |
| 24 | 10          | Bloemen                   |                                        | 8 maart 1993     |  |
| Jeanne is de leugens van Jef en de studenten beu en neemt een beslissing: voor elke leugen dient er 100 Belgische franken in een pot gestoken te worden. Betty ontvangt bloemen van een onbekende aanbidder. Sam is jaloers tot hij zich kenbaar maakt. Charles-Victor is verbaasd dat Odilon de antwoorden weet van een aartsmoeilijk kruiswoordraadsel. |             |                           |                                        |                  |  |
| 25 | 11          | Turks fruit               |                                        | 15 maart 1993    |  |
| Betty's Turkse vriend Bülent brengt een bezoekje. Ook Teddy Philips, een professor van de Universiteit van Oxford, meldt zich. Bülent is op zoek naar een studentenjob, maar niemand wil hem aannemen, wellicht omwille van racistische redenen. Sam is op slag verliefd op hem, tegen de zin van Jeanne. Charles-Victor wil graag kennis maken met Teddy maar al snel merkt hij dat het niet meteen klikt. |             |                           |                                        |                  |  |
| 26 | 12          | Pancreas                  |                                        | 22 maart 1993    |  |
| Jeanne maakt zich zorgen om haar moeder die aan aandoening heeft aan haar pancreas. Jef helpt Odilon met het instuderen van een theatertekst. Hij moet de rol spelen van een gevaarlijke bandiet, waardoor iedereen denkt dat Odilon gek geworden is. Billy neemt wraak op Charles-Victor nadat laatstgenoemde Billy's liefde Agnes heeft verteld over zijn fuifleven. |             |                           |                                        |                  |  |
| 27 | 13          | Antiek                    |                                        | 29 maart 1993    |  |
| Volgens Charles-Victor heeft Jeanne net een Thomas Chippendale-meubelstuk verkocht aan een spotprijs. De studenten willen wat bijverdienen en starten een schattenjacht in het huisvuil van de Leuvenaars. Charles-Victor doet alsof hij veel weet van antiek, tot ongenoegen van Betty, die hem wil laten beetnemen. Jeanne ontdekt dat De Lekkerbek, een concurrerende snoepwinkel chocolade truffels verkoopt waar iedereen dol op is. Ze probeert ze zelf te maken zonder enig succes.                          |             |                           |                                        |                  |  |
| 28 | 14          | Teentje look              |                                        | 5 april 1993     |  |
| Charles-Victor is verliefd op Annie, maar heeft geen ervaring in het verleiden. Daarom test hij zijn trucs uit op Koen, waardoor laatstgenoemde denkt dat Charles-Victor verliefd op hem is. Odilon heeft een teentje look gegeten waardoor hij erg ruikt uit zijn mond. De studenten en Jef helpen hem om van zijn slechte adem te geraken. |             |                           |                                        |                  |  |
| 29 | 15          | Waarzegster               |                                        | 12 april 1993    |  |
| Sams fiets, die ze net had gekocht op een openbare verkoop, is gestolen. Charles-Victor vindt de fiets terug, maar al snel blijkt het een andere te zijn. Jeanne doet beroep op Mayra, een parapsychologe en waarzegster. Zij denkt dat er een geest is in het huis. Mayra roept samen met de studenten een klopgeest op. |             |                           |                                        |                  |  |
| 30 | 16          | Biefstuk                  |                                        | 19 april 1993    |  |
| Jeanne voorziet biefstuk als avondeten voor Charles-Victor omdat hij dit moet eten van de dokter. De biefstuk wordt gebruikt als hulpmiddel om bij de studenten allerlei lichamelijke kwaaltjes op te lossen: een rode vlek onder de oksel, een blauw oog, hoofdpijn en een pijnlijke voet. De studenten raken niet eens of de biefstuk wel mag geserveerd worden aan CV of niet. Jef en Odilon willen gaan vissen. Maar de lamp van CV zijn kamer is stuk. Ze offeren hun vrije dag op om deze in orde te brengen. |             |                           |                                        |                  |  |
| 31 | 17          | Koentje's liefdesverdriet | Uitgebracht op dvd 1                   | 26 april 1993    |  |
| Koen wil stoppen met studeren en zwerver worden of naar het vreemdelingenlegioen gaan omdat Annemie, een studente op wie hij een oogje heeft, beslist heeft om vanaf nu tijdens de les naast een andere jongen te gaan zitten. De studenten proberen hem op te beuren. Dan komt Annie langs met een verrassende boodschap. Betty heeft een nieuwe vrijer. Omdat jongens niet op de meisjeskamer mogen blijven maakt ze Jeanne wijs dat hij geheugenverlies heeft.                                                   |             |                           |                                        |                  |  |
| 32 | 18          | Hallucinaties             | Laatste aflevering met Tom Van Landuyt | 3 mei 1993       |  |
| Met de examens in aantocht ziet een overspannen Betty overal naakte professoren. CV plaagt Betty daarom en beweert dat hij nooit stress heeft. Sam test haar massagetechnieken uit op drie jongens, waaronder de jongere broer van CV. CV is van dit alles niet op de hoogte en denkt krankzinnig te worden nadat hij naakte mannen in het huis ziet rondlopen. |             |                           |                                        |                  |  |

## Seizoen 3
Hoofdcast: Katrien Devos (Jeanne Liefooghe-Piens), Mark Verstraete (Jef Liefooghe), Odilon Mortier (Odilon Bonheur), Anne Denolf (Samantha 'Sam' De Taeye), Pieter-Jan De Smet (Charles-Victor Blomme), Geert Hunaerts (Jo Van der Gucht), Christel Van Schoonwinkel (Betty Billen), Aron Wade (Koen Maertens)
| Nr. serie | Nr. seizoen | Titel van aflevering | Opmerking                                                      | Uitzenddatum     |  |
| --- | ----------- | -------------------- | -------------------------------------------------------------- | ---------------- |  |
| 33 | 1           | Jo                   | Eerste aflevering met Geert Hunaerts                           | 7 februari 1994  |  |
| Jeanne is verbaasd wanneer Jo, een student tandheelkunde, zich aanmeldt met de mededeling dat hij de kamer van Billy heeft overgenomen. Jo maakt niet direct een goede indruk. Jeanne wil hem eruit hebben, al helemaal nadat hij van haar een karikatuur geschilderd heeft, en ze schakelt de hulp van de anderen in. Om de studenten te verwelkomen heeft Jeanne vol-au-vent klaargemaakt. Odilon is verlekkerd op het gerecht en wil graag mee eten. |             |                      |                                                                |                  |  |
| 34 | 2           | Model                |                                                                | 14 februari 1994 |  |
| Jo ontvangt twee naaktmodellen om te schilderen. Ook Jeanne wil dat Jo haar portretteert. Dit doet Jef vermoeden dat zij ook naakt zal poseren. Sam maakt een plan op voor een milieuvriendelijk academiejaar. De anderen zijn minder gedreven om het milieu een handje te helpen. Odillon heeft weer een ander probleem: Welke lolly moet hij nu kiezen voor een levensgevaarlijke gevangene zonder zijn leven te verliezen? |             |                      |                                                                |                  |  |
| 35 | 3           | Verkiezingen         |                                                                | 21 februari 1994 |  |
| Omwille van allerhande incidenten wil Jeanne een geheime stemming zodat iedereen zijn mening kan geven. Dit brengt Charles-Victor op het idee om ook te stemmen op het voorstel of hij en Jo van kamer verwisselen. Charles-Victor, die al lange tijd op de zolderkamer aast, tracht de andere studenten om te kopen om voor hem te stemmen. Jo helpt Jef voor het ingangsexamen aan de kunstacademie. Echter worden er geknoeid met de schilderijen. |             |                      |                                                                |                  |  |
| 36 | 4           | De sleutel           |                                                                | 28 februari 1994 |  |
| Betty is van mening dat Jo op haar verliefd is, maar het zelf niet beseft. Jeannes moeder blijkt plots kerngezond te zijn nu ze met "haar nieuwe liefde" naar Parijs gaat. Charles-Victor is achterdochtig en denkt dat de man enkel uit is op haar geld. Daarom bergt Jeanne alle waardevolle bezittingen van haar moeder op in een kluis en doet daarbij een beroep op Odilon, die op zijn beurt ook Fons inschakelt. Dan verneemt Jeanne dat Fons in de gevangenis zat wegens het kraken van brandkasten.                                                              |             |                      |                                                                |                  |  |
| 37 | 5           | Moeke                |                                                                | 7 maart 1994     |  |
| Koens moeder heeft ruzie met haar man. Daarom neemt ze intrek in het studentenhuis. Betty geeft haar advies om een sterke vrouw te worden, nadat zijzelf bedrogen is door haar (tweede) vriend Stijn. Al snel ergeren Jeanne, Jef en de studenten aan de bemoeizuchtigheid van mevrouw Martens. Jo zamelt allerhande objecten in voor een studentententoonstelling. |             |                      |                                                                |                  |  |
| 38 | 6           | Lijmen               | Uitgebracht op dvd 2                                           | 14 maart 1994    |  |
| Jeanne verwijt Jef dat hij onhandig is en dat Odilon alle huishoudelijke klusjes doet. Om zich te bewijzen, maakt Jef een eigen houtlijm om een afgebroken knoplade te herstellen. Echter, door zijn toedoen wordt de hele winkel een bouwwerf. Sam denkt dat ze zwanger werd tijdens een dronken vrijpartij. Charles-Victor vreest dat hij de vader is. |             |                      |                                                                |                  |  |
| 39 | 7           | Blindgangers         | Uitgebracht op dvd 2                                           | 21 maart 1994    |  |
| Charles-Victor manipuleert Koen om hem te helpen een worp te doen naar het voorzitterschap van een intellectuele studentenvereniging. Tijdens werken ontdekken Jeanne en Odilon een blindganger in hun huis. Om iedereen uit huis te jagen verzint Jeanne dat er ratten zijn in huis. |             |                      |                                                                |                  |  |
| 40 | 8           | Italië               |                                                                | 28 maart 1994    |  |
| Odilon ontdekt dat hij een reis heeft gewonnen naar Rimini en een reispartner zoekt. Er mag maar één persoon mee en de studenten gooien alles in de strijd om mee te kunnen. Jef achterhaalt dat de loting nog niet is gebeurd. Koen neemt een macho-look aan, start met smoren en drinken sinds hij een relatie heeft met Manu(ela). |             |                      |                                                                |                  |  |
| 41 | 9           | Jommeke              | Uitgebracht op dvd 2                                           | 4 april 1994     |  |
| Het vriest en de verwarming werkt niet meer. Jef schakelt een vakman in om deze te repareren. De reparateur werkt op Jeanne haar zenuwen door de hele tijd te praten. Betty vindt een puppy en wil deze adopteren. Omdat ze vreest dat Jeanne tegen honden is, verbergt ze het beest. |             |                      |                                                                |                  |  |
| 42 | 10          | Kiplekker            |                                                                | 11 april 1994    |  |
| Jeanne wil klanten van de hogere stand nadat Odilon haar verteld over een chique snoepwinkel. Toevallig komt een chique dame komt de snoepwinkel binnen en vraagt naar exclusief snoepgoed dat Jeanne uiteraard niet heeft. Jeanne maakt haar wijs dat dat snoepgoed net uitverkocht is. Ze nodigt de dame en haar man uit voor een exclusieve proefavond. De avond verloopt niet zonder slag of stoot. Jo heeft een schilderij gemaakt dat veel aandacht krijgt van de uitgenodigde gasten. Sam heeft een nieuwe baan. Odilon is bang dat ze een prostituee is geworden. |             |                      |                                                                |                  |  |
| 43 | 11          | Voeten               |                                                                | 18 april 1994    |  |
| De studenten doen een inzamelactie van kleren om naar Albanië te brengen. Betty is verliefd op Erwin maar hij is op Sam. Bertje kan Jeanne overtuigen om bij haar te slapen in plaats van bij zijn tante. Het wordt een slapeloze nacht omdat hij eigenlijk bij de meisjes wil liggen. De volgende dag zijn zowel Jo's schildpad als Bertje verdwenen. Jeanne vreest dat Bertje op weg is naar Albanië omdat hij in een doos met kleren in slaap gevallen is. Jo en Charles-Victor doen een onderzoek naar trappistbier.                                                  |             |                      |                                                                |                  |  |
| 44 | 12          | Reclame              |                                                                | 25 april 1994    |  |
| Jeannes concurrent heeft een geslaagde reclamecampagne opgestart. Via Betty neemt Jeanne een eigen reclameadviseur aan, maar deze is verslaafd aan alcohol. Uiteindelijk komt hij met een belachelijk duur voorstel, dus verzinnen de studenten zelf een campagne. Jo filmt "het kotleven" met zijn videocamera. Vooral Charles-Victor wil in de belangstelling staan. |             |                      |                                                                |                  |  |
| 45 | 13          | Hogerop              |                                                                | 2 mei 1994       |  |
| Jef schildert de trap, maar start onderaan. Daardoor komen hij en Charles-Victor op de bovenverdieping vast te zitten. Een ander gevolg is dat Charles-Victor niet naar de bijeenkomst van de exclusieve club "Het Blauwe Schild" kan gaan. Jeanne moet in opdracht van Koens moeder een vereniging voor hem vinden zodat hij meer naar buiten gaat. Jo tracht Koen te overtuigen om lid te worden van de volksdansgroep, omdat er mooie meisjes zijn. |             |                      |                                                                |                  |  |
| 46 | 14          | Sax                  |                                                                | 9 mei 1994       |  |
| Odilon gaat voor enkele dagen naar Amsterdam en geeft zijn saxofoon aan Jef ter bewaring. Al snel geraakt deze beschadigd en moeten de studenten deze zo snel mogelijk zien te herstellen. Er zijn werken in de straat. Jeanne en Betty hebben er enorm veel last van. |             |                      |                                                                |                  |  |
| 47 | 15          | Vrijdag de dertiende |                                                                | 16 mei 1994      |  |
| Het is "vrijdag de dertiende" en al snel neemt het bijgeloof bij Jeanne de bovenhand. Door al de maatregelen die zij en Odilon nemen vergeten ze dat het de verjaardag is van Koen. Op aanraden van de universiteit wordt in het studentenhuis een brandoefening gehouden. Tegelijkertijd komen de ouders van Koen op bezoek om een stuk taart te eten. Daarbij komt dat tijdens de oefening een echte brand in de slaapkamer van Jo ontstaat. |             |                      |                                                                |                  |  |
| 48 | 16          | Promotie             |                                                                | 23 mei 1994      |  |
| Jeanne achterhaalt dat de plantsoendienst op zoek is naar een ploegbaas. Ze wil dat Jef hiernaar solliciteert, wat hij niet wil omdat het hem nog meer werk bezorgt. Jeanne nodigt Jefs baas uit voor een diner. Jef moet nu de planten die hij op het werk had gestolen, verbergen. De studenten denken dat Jeanne en Jef hun huis gaan verkopen. Ze doen er alles aan om de verkoop tegen te houden. |             |                      |                                                                |                  |  |
| 49 | 17          | De Poolse            | Laatste aflevering met Pieter-Jan De Smet Uitgebracht op dvd 2 | 30 mei 1994      |  |
| De studenten verwachten bezoek van Olga, een Poolse studente. De jongens zijn niet enthousiast door hun vooroordelen. Olga blijkt een intelligent en knap meisje te zijn en Charles-Victor en Jo zijn al snel onder de indruk van haar. Jeanne heeft een reünie van haar vroegere werk als kassière. Ze wil haar vorige collega's jaloers maken. Jef ziet het niet zitten dat Jeanne weer een nieuwe jurk gaat kopen. |             |                      |                                                                |                  |  |

## Seizoen 4
Hoofdcast: Katrien Devos (Jeanne Liefooghe-Piens), Mark Verstraete (Jef Liefooghe), Odilon Mortier (Odilon Bonheur), Anne Denolf (Samantha 'Sam' De Taeye), Britt Van Der Borght (Ria Vranckx), Geert Hunaerts (Jo Van der Gucht), Christel Van Schoonwinkel (Betty Billen), Aron Wade (Koen Maertens), Tine Van den Brande (Véronique)
| Nr. serie | Nr. seizoen | Titel van aflevering | Opmerking                                                  | Uitzenddatum     |  |
| --- | ----------- | -------------------- | ---------------------------------------------------------- | ---------------- |  |
| 50 | 1           | Teutebel             | Eerste aflevering met Britt Van Der Borght                 | 12 december 1994 |  |
| Jeanne heeft een nieuwe zitkamer besteld, maar men levert telkens de verkeerde meubelen. Charles-Victor is met Olga naar Polen verhuisd. Odilon stelt voor dat Ria Vrankx, een onaantrekkelijke seutige studente, de kamer huurt. De studenten gaan niet akkoord en willen zelf een student kiezen. De verkiezing krijgt een verrassende wending als de kandidaten mekaar ontmoeten. |             |                      |                                                            |                  |  |
| 51 | 2           | Zotte Liefde         |                                                            | 19 december 1994 |  |
| Koen verbergt zich voor Ria omdat zij verliefd op hem is. Betty en Sam willen met Ria een studentengrap uithalen, maar Jo wordt ongewild het slachtoffer. Daardoor krijgt hij ruzie met Jeanne. Ria krijgt medelijden met Jo. Hij tracht Ria te doen inzien dat Koen geen goede partij voor haar is, maar daardoor wordt Ria op Jo verliefd. Bertje heeft geen zakgeld om snoep te kopen. Hij verzint een plan zodat ze hem gratis snoep kan geven. |             |                      |                                                            |                  |  |
| 52 | 3           | De Race              |                                                            | 26 december 1994 |  |
| Er wordt een zonnebank geleverd. Betty denkt dat ze deze van haar vader heeft gekregen als verjaardagsgeschenk. Jo en Koen verdienen geld bij door de zonnebank te verhuren aan vrouwelijke studenten. Echter dient de zonnebank als hoofdprijs voor een fietswedstrijd waar Sam aan meewerkt. Jef doet mee aan de wedstrijd met de hulp van Odilon en Sam. |             |                      |                                                            |                  |  |
| 53 | 4           | Dieven               | Uitgebracht op dvd 2                                       | 2 januari 1995   |  |
| Er is 3000 Belgische frank verdwenen uit de kassa. Jeanne verdenkt de studenten en schakelt de hulp in van Ria en Odilon om de dader te ontmaskeren. Koen bouwt voor dit onderzoek een oscilloscoop om tot leugendetector. Al snel blijkt dat zowat elke inwoner en zelfs Odilon de dader kan zijn. |             |                      |                                                            |                  |  |
| 54 | 5           | Afscheid             | Voorlopig laatste aflevering met Christel Van Schoonwinkel | 9 januari 1995   |  |
| Ria dingt mee met een wedstrijd om een studiebeurs in Australië te bemachtigen. Jeanne roept iedereen op om een bijdrage te leveren, tot ongenoegen van de studenten. Tot ze dan te weten komen dat Ria dan wel uit het studentenhuis gaat. Maar het is niet Ria die naar Australië mag gaan maar Betty. Odilon heeft weer een opvoering in de gevangenis en vraagt aan Jeanne of zij de kostuums kan maken voor hem en zijn gevangenen. |             |                      |                                                            |                  |  |
| 55 | 6           | Tante Germaine       |                                                            | 16 januari 1995  |  |
| Nu Betty in Australië is, staat er een kamer vrij. Tante Germaine, een strenge betweetster, dient te rusten na een val. Jeanne geeft haar tijdelijk onderdak in de vrije kamer tot groot ongenoegen van Jef. Dat is niet het enige probleem ten huize Het Snoephuisje: Er is een achterstallige betaling die nog dient te gebeuren anders zou er een deurwaarder moeten komen. Jef en Odilon proberen dit in orde te brengen maar vergeten telkens de cheque. |             |                      |                                                            |                  |  |
| 56 | 7           | Veronique            | Eerste aflevering met Tine Van den Brande                  | 23 januari 1995  |  |
| Ria volgt lessen polkadansen tot groot ongenoegen van de studenten. Zij willen Jeanne overtuigen dat Ria niet langer deze muziek speelt, maar Jeanne blijkt zelf grote fan te zijn. Bert stelt voor dat Veronique, die hij ontmoet heeft in Jeannes winkel, de leegstaande kamer huurt. Jeanne gaat akkoord, maar weet nog niet dat Veronique voor seksuologe studeert. Ondertussen hebben Ria en Sam zelf al voor een student gezorgd om de kamer over te nemen. |             |                      |                                                            |                  |  |
| 57 | 8           | Trouwplannen         |                                                            | 30 januari 1995  |  |
| Jo en Koen zijn verliefd op Veronique maar ze ziet beiden niet staan. Toch gaat ze akkoord op het voorstel van Jo voor een etentje. Odilon kondigt aan dat hij gaat trouwen. Jef doet er alles aan om hem van gedachten doen veranderen. Ria is jaloers omdat Jo een oogje heeft laten vallen op Veronique. Ze maakt Jeanne wijs dat Veronique Odilon probeert te verleiden. |             |                      |                                                            |                  |  |
| 58 | 9           | Vrienden             | Uitgebracht op dvd 2                                       | 6 februari 1995  |  |
| De sfeer in het studentenhuis is onder nul. Jef en Odilon hebben ruzie omdat Jef heeft valsgespeeld bij het kaarten. Daarnaast hebben Koen en Jo ook ruzie. Jeanne geeft overal de schuld aan de laatste. Veronique vraagt Ria om de pil te testen voor een onderzoek. Koen heeft van Jeanne pillen gekregen tegen zijn verkoudheid. Deze worden verwisseld en al snel heeft dit effect. |             |                      |                                                            |                  |  |
| 59 | 10          | De demonstratie      |                                                            | 13 februari 1995 |  |
| Jeanne organiseert een demonstratie van plastic potjes die zal worden gegeven door mevrouw De Berrekens. Wegens te weinig inschrijvingen zijn Jef, Odilon en de studenten genoodzaakt deze demonstratie te volgen. |             |                      |                                                            |                  |  |
| 60 | 11          | Salondansen          |                                                            | 20 februari 1995 |  |
| Koen moet een pakje naar Italië brengen maar hij heeft vliegangst. Sam en Jo proberen hem te helpen. Bertje heeft slechte punten voor Frans en vraagt aan Veronique om hem bijles te geven. Echter krijgt hij hulp van Ria, tegen zijn zin. Jeanne wil dat Jef met haar een cursus salondansen volgt. Hij wil liever biljarten met Odilon. Ook Ria krijgt de danskriebels en vraagt Jo om met haar naar het galabal te gaan. Ondertussen komen er telegrammen binnen van een zekere Herman. |             |                      |                                                            |                  |  |
| 61 | 12          | Twee druppels        | Uitgebracht op dvd 2                                       | 28 februari 1995 |  |
| Veronique zoekt brievenschrijvers voor een rubriek van een vriendin. Als Jef een brief leest van Jef dat hij bang is dat ze op haar moeder begint te lijken, is ze bang dat haar huwelijk op springen staat. Jeanne neemt stagiaire Anja aan, een nichtje van Odilon. Zij is minstens zo naïef en dom als Odilon. |             |                      |                                                            |                  |  |
| 62 | 13          | Aandelen             |                                                            | 6 maart 1995     |  |
| Jeanne is overwerkt en wordt aangeraden om op reis te gaan. Maar Jef heeft al hun spaargeld stiekem geïnvesteerd in aandelen. Even lijkt hij gered als hij ontdekt dat Jeanne een waardevolle vaas heeft gewonnen, tot een schatter langskomt. |             |                      |                                                            |                  |  |
| 63 | 14          | Levensverzekering    |                                                            | 13 maart 1995    |  |
| Jeanne wil een levensverzekering afsluiten. Jef wil hier echter niet van weten en probeert ervoor te zorgen dat ze denkt dat hij haar wil vermoorden om zo de premie van de verzekering op te strijken. De vader van Sam is jarig. Ria denkt verkeerdelijk dat ze samen is met een veel oudere man. |             |                      |                                                            |                  |  |
| 64 | 15          | Dromen               |                                                            | 20 maart 1995    |  |
| Jeanne en Ria hebben vreemde dromen en ze besluiten om deze te laten analyseren door een droomdeskundige. Koen en Jo zijn verliefd op Hildeke. Koen heeft het gevoel dat hij geen kans maakt en is bang dat ze voor Jo gaat kiezen. |             |                      |                                                            |                  |  |
| 65 | 16          | Surprise             |                                                            | 27 maart 1995    |  |
| Jeanne denkt dat Jef haar vijfenveertigste verjaardag vergeten is. Samen met de studenten organiseert hij echter een verrassingsfeest. Ria denkt dat Sam en Jef een relatie hebben achter de rug van Jeanne. Veronique heeft kaarten voor de Chippendales en probeert ze te verkopen. |             |                      |                                                            |                  |  |
| 66 | 17          | Het contract         | Uitgebracht op dvd 2                                       | 3 april 1995     |  |
| Jeanne heeft een contract getekend waardoor "Het Snoephuisje" onderdeel wordt van een grote Franse keten. Omdat het contract in het Frans is heeft ze deze niet goed genoeg kunnen lezen. De voorwaarden brengen niet alleen haar zaak maar ook de studenten in gevaar. Daarom proberen ze Jeanne in het slecht daglicht te zetten zodat het contract niet doorgaat. Ria wil juist wel dat Jeanne "de zaak van haar leven" doet en probeert de inspecteur juist wel te overtuigen. Odilon en zijn vriend repeteren voor het toneelstuk "Roodkapje en de boze wolf". Omdat Odilon ruzie krijgt met zijn tegenspeler stapt deze op. Hij vraagt aan Veronique om hem te helpen. Zij gaat akkoord, als ze het stuk mag regisseren. |             |                      |                                                            |                  |  |

## Seizoen 5
Hoofdcast: Katrien Devos (Jeanne Liefooghe-Piens), Mark Verstraete (Jef Liefooghe), Odilon Mortier (Odilon Bonheur), Anne Denolf (Samantha 'Sam' De Taeye), Britt Van Der Borght (Ria Vranckx), Geert Hunaerts (Jo Van der Gucht), Christel Van Schoonwinkel (Betty Billen), Aron Wade (Koen Maertens), Tine Van den Brande (Véronique)
| Nr. serie | Nr. seizoen | Titel van aflevering | Opmerking                                                                          | Uitzenddatum     |  |
| --- | ----------- | -------------------- | ---------------------------------------------------------------------------------- | ---------------- |  |
| 67 | 1           | Emile                | Uitgebracht op dvd 3                                                               | 27 november 1995 |  |
| Jo had herexamens en wil dit jaar van de eerste keer geslaagd zijn. Daarom vraagt hij studieadvies aan Ria. Ria neemt haar taak serieus en onderwerpt Jo aan een schema vol discipline. Jeanne heeft de winkel gepoetst met bruine zeep waardoor de vloer glad is. Emile, een klant, valt daardoor. Enkele dagen later komt hij terug in een rolstoel en eist van Jeanne een vergoeding omwille van zijn blijvende letsels. Dan blijkt dat Jeanne niet is verzekerd voor dergelijke ongevallen. |             |                      |                                                                                    |                  |  |
| 68 | 2           | Mannen               | Uitgebracht op dvd 3                                                               | 4 december 1995  |  |
| Nadat Sam zich inbeeldt dat ze wordt gestalkt, aanziet ze elke man als mogelijke verkrachter. Daarom geeft Ria een cursus zelfverdediging. Jo wilt bewijzen dat vrouwen er om vragen om lastiggevallen te worden. Hij kleedt zich aan als vrouw en gaat met de kotgenoten op stap. Jef is in de ban van een zeldzame plant. Jeanne gaat te rade bij Veronique, omdat ze denkt dat Jef geen zin meer heeft in seks.                                                                              |             |                      |                                                                                    |                  |  |
| 69 | 3           | Schietschijf         |                                                                                    | 11 december 1995 |  |
| Leuven is in de ban van gotcha, een spel waar je je vijand moet afschieten met een speelgoedpistool. Zelfs Ria doet mee. Jeanne heeft geen interesse totdat ze merkt dat de oudere generatie ook meedoet. Jef heeft een lookalike die nachtclubs bezoekt. Nu staat er plots een dame in de winkel die beweert dat Jef haar minnaar is met wie ze naar Tenerife gaat. |             |                      |                                                                                    |                  |  |
| 70 | 4           | De kuisvrouw         |                                                                                    | 18 december 1995 |  |
| Omdat Jeanne het beu is dat ze geen respect krijgt van de studenten voor haar huishoudkundige hulp neemt ze een poetsvrouw aan. Julia blijkt een enorme roddeltante te zijn waardoor ze Jeanne en haar vroegere collega tegen elkaar opzet. Daarnaast is Julia ook verliefd op Odilon. Veronique en Sam zijn bezig met enquêtes rond seksualiteit. Ze ondervragen iedereen op kot. |             |                      |                                                                                    |                  |  |
| 71 | 5           | Reddingssloep        |                                                                                    | 25 december 1995 |  |
| Jef en Jeanne trekken meer dan 32 000 Belgische franken terug van de belastingen en doen allerhande aankopen. Dan merkt Ria op dat ze geen geld krijgen, maar 32 000 franken moeten bijbetalen. Jef maakt Odilon wijs dat een vriend van hem dringend geld nodig heeft. Odilon en Sam zetten een aantal acties op om het geld bijeen gezameld te krijgen. Koen en Jo horen van Veronique dat haar oom een tattoo heeft. Jo wil er graag ook een laten zetten om indruk op de dames te maken.    |             |                      |                                                                                    |                  |  |
| 72 | 6           | Koffers              | Laatste aflevering met Tine Van den Brande Terugkeer van Christel Van Schoonwinkel | 1 januari 1996   |  |
| Jeanne is het beu dat de studenten zich niet aan de huisregels houden. Vandaar dat ze een drastisch besluit neemt: degenen die een overtreding begaan, kunnen hun koffers pakken. Koen en Jo willen een "kotruil" doen met twee Nederlandse studenten. Veronique gaat met haar vriend voor een halfjaar naar Afrika voor vrijwilligerswerk. En doordat Betty terugkeert uit Australië denkt Ria dat ze eruit is gezet. Jeanne slaat in paniek, is ze dan toch geen goede kotmadam?              |             |                      |                                                                                    |                  |  |
| 73 | 7           | Quarantaine          |                                                                                    | 8 januari 1996   |  |
| Odilon is ziek geworden maar komt toch een bezoekje brengen aan Het Snoephuisje. Betty, die een examen heeft en Jef, die een bijenkast in elkaar wil steken, profiteren van Odilon zijn ziekte. Ria is bang dat zij besmet gaat worden en sluit zich op in haar kamer. Jo en Koen halen een grap uit door haar wijs te maken dat ze in quarantaine moet blijven. Maar dan komt de controlearts langs.                                                                                           |             |                      |                                                                                    |                  |  |
| 74 | 8           | De pa van Ria        | Uitgebracht op dvd 3                                                               | 15 januari 1996  |  |
| De vader van Ria komt op bezoek. Omdat ze zich schaamt voor zijn beroep als bouwvakker en zijn moppen maakt ze Jeanne wijs dat ze van rijke komaf is. Jo en Koen willen naar de Verenigde Staten gaan voor een basketbalwedstrijd van Jo zijn richting. Daarvoor hebben ze cheerleaders nodig. Sam en Betty zijn niet geschikt omdat ze niet de "Amerikaanse maten" hebben. De meiden zijn beledigd en zinnen op wraak.                                                                         |             |                      |                                                                                    |                  |  |
| 75 | 9           | De spin              |                                                                                    | 22 januari 1996  |  |
| Betty is de flauwe grappen van Jo beu en wil hem een koekje van eigen deeg geven. Ze neemt een tarantula mee uit het lab om hem te doen schrikken. Maar dan ontsnapt het beest. In de straat opent weldra een nieuw café. Jeanne en mevrouw Hulpiau zijn tegen en richten een comité op. Zelfs de burgemeester komt op bezoek. Jef ziet dat niet zitten want hij heeft planten van de burgemeester in zijn serre staan.                                                                         |             |                      |                                                                                    |                  |  |
| 76 | 10          | Ambras               | Uitgebracht op dvd 3                                                               | 29 januari 1996  |  |
| Jef beslist om in staking te gaan. Jeanne vindt op haar beurt dat ze ook in staking kan gaan. Betty en Sam willen zich bij Koen in een goed daglicht plaatsen: hij is namelijk de pr-manager van een aantrekkelijke man die praeses wil worden van een studentenvereniging. Simon wilt van twee walletjes eten en zet de meiden tegen elkaar op. Toch vergeet hij dat er nog een derde dame op kot zit.                                                                                         |             |                      |                                                                                    |                  |  |
| 77 | 11          | Hypnose              |                                                                                    | 5 februari 1996  |  |
| Sam tracht aan hypnose te doen. Ze is er niet goed in en dat zorgt voor lastige situaties. Odilon heeft een liefdesbrief van een gevangene in het huis van Jef en Jeanne laten rondslingeren. Jeanne denkt dat hij verliefd is op haar en probeert kost wat kost het probleem op te lossen. |             |                      |                                                                                    |                  |  |
| 78 | 12          | Het groot lot        |                                                                                    | 12 februari 1996 |  |
| Koen krijgt het telefoonnummer van het meisje waarop hij verliefd is. Het nummer is echter van een sekslijn. Jeanne heeft meegedaan aan de lotto en denkt dat het lotje waarop het telefoonnummer staat van haar is. Ze is in de wolken als ze hoort dat ze een grote som geld heeft gewonnen. Jeanne maakt meteen plannen maar dan hoort ze dat het lotje niet van haar is maar van Koen. |             |                      |                                                                                    |                  |  |
| 79 | 13          | Horoscoop            |                                                                                    | 19 februari 1996 |  |
| Odilon herstelt de bromfiets van Jef, maar op het einde rest een onderdeel. Jo schrijft een horoscoop uit voor de krant om een meisje te kunnen versieren. Betty denkt dat het over haar gaat. |             |                      |                                                                                    |                  |  |
| 80 | 14          | De laureaat          | Eerste aflevering met Machteld Ramoudt                                             | 26 februari 1996 |  |
| Jef werkt 25 jaar voor de plantsoendienst en dat wordt gevierd, hoewel hij niets voelt voor een feest. Odilon wil een speech schrijven voor zijn beste vriend maar dat loopt niet van een leien dakje. Jo en Koen hebben een chemische formule gevonden voor een wasproduct en hopen daardoor rijk te worden. Het loopt echter fout: Het product maakt je helemaal groen. |             |                      |                                                                                    |                  |  |
| 81 | 15          | Voetbal              |                                                                                    | 4 maart 1996     |  |
| Bertje zamelt geld in voor een goed doel en het doel heiligt de middelen. Maar bij Jeanne vangt hij bot want Jef heeft net uitgerekend dat de inkomsten van haar winkeltje dramatisch achteruit gaan. Bij de studenten valt ook niet veel te rapen. Die denken alleen aan de beslissende match van de Rode Duivels die vanavond gespeeld wordt. |             |                      |                                                                                    |                  |  |
| 82 | 16          | Koppelen             |                                                                                    | 11 maart 1996    |  |
| De biljartploeg van Jef verliest elk jaar opnieuw de vriendschappelijke voetbalmatch tegen de sportvissers. Om een weddenschap te kunnen winnen schakelt Jef Odilon in als scheidsrechter. Jeanne moet van moeder Maertens horen dat Koen een verloofde heeft, en zij wist er nog helemaal niets van. Jeanne is er het hart van in. Als er iemand is met wie Koen zijn liefdesgeheimen kan delen, dan is het toch met haar! Dan blijkt dat Koen eigenlijk geen verloofde heeft..                |             |                      |                                                                                    |                  |  |
| 83 | 17          | B O B                |                                                                                    | 18 maart 1996    |  |
| Jeanne is ervan overtuigd dat ze aan iemand kan zien of dat die goed of slecht is. Haar goede klant en rijke zakenman mijnheer Krueger is volgens haar van onberispelijk gedrag. De B.O.B. is op zoek naar de dader van een diamantroof. Volgens hen is Het Snoephuisje de criminele opbergplaats is voor de diamanten. Odilon is op dieet. De studenten en Jef moeten solidair zijn volgens Jeanne. Betty heeft liefdesverdriet.                                                               |             |                      |                                                                                    |                  |  |
| 84 | 18          | E.H.B.O.             |                                                                                    | 25 maart 1996    |  |
| Jeanne woont tijdelijk bij haar moeder in omdat er bij haar buren werd ingebroken. Odilon en Koen installeren een alarm om haar moeder gerust te stellen. Odilon vergeet echter telkens de code. Betty is weer eens verliefd. Dit keer op een vrijwilliger van de E.H.B.O.-post van haar tennisclub waar ze haar enkel heeft verstuikt. Ze vraagt hem om een les E.H.B.O. te geven. Sam is jaloers omdat Betty haar niet had gevraagd. Toch slaagt ze er in om de les te kunnen geven.          |             |                      |                                                                                    |                  |  |

## Seizoen 6
Hoofdcast: Katrien Devos (Jeanne Liefooghe-Piens), Mark Verstraete (Jef Liefooghe), Odilon Mortier (Odilon Bonheur), Anne Denolf (Samantha 'Sam' De Taeye), Britt Van Der Borght (Ria Vranckx), Geert Hunaerts (Jo Van der Gucht), Christel Van Schoonwinkel (Betty Billen), Aron Wade (Koen Maertens), Danaë Van Oeteren (Pim Davignon)
| Nr. serie | Nr. seizoen | Titel van aflevering | Opmerking                                                                                 | Uitzenddatum     |  |
| --- | ----------- | -------------------- | ----------------------------------------------------------------------------------------- | ---------------- |  |
| 85 | 1           | Burenwaakdienst      | Uitgebracht op dvd 3                                                                      | 9 december 1996  |  |
| Na vandalisme aan de brievenbus van mevrouw Hulpiau wordt een burenwaakdienst opgezet. Niet iedereen is enthousiast om mee te doen en al snel worden er grappen uitgehaald. Ondertussen heeft Betty haar handen vol met haar nieuwe en oudere vriend. |             |                      |                                                                                           |                  |  |
| 86 | 2           | Bloedarmoede         |                                                                                           | 16 december 1996 |  |
| Sam is lid geworden van het Rode Kruis en spoort de anderen aan om bloed te komen geven. Jef heeft geen interesse, totdat hij verneemt dat ambtenaren dan een extra vrije dag krijgen. Omdat hij schrik heeft, stuurt hij Odilon in zijn plaats. Enkele dagen later opent Jeanne een brief van het labo waarin staat dat Jef bloedarmoede heeft. Jo wacht op een betaling van Jef nadat hij zijn gebit heeft onderzocht. Jef is echter niet van plan om meteen te betalen. Betty heeft een erotisch boek geleend met de bibliotheekkaart van Ria en kwijtgespeeld. Het boek brengt Ria tot waanzin.                            |             |                      |                                                                                           |                  |  |
| 87 | 3           | Eugene               |                                                                                           | 23 december 1996 |  |
| Jef mag van Jeanne niet gaan vissen totdat de deur gerepareerd is. Daarom schakelt Jef de hulp in van de onhandige Eugène. Sams studietoelage is stopgezet waardoor ze de huur niet meer kan betalen. Ze vraagt uiteindelijk uitstel aan Jeanne. Ook Betty, die rijke ouders heeft, wil uitstel zodat ze kleding kan kopen. |             |                      |                                                                                           |                  |  |
| 88 | 4           | Blinde Liefde        |                                                                                           | 30 december 1996 |  |
| Jo krijgt een tweedehands laptop. Ria vindt op de harde schijf een manuscript van het boek Blinde Liefde over een blinde schilder en zijn vriendin. Ria denkt verkeerdelijk dat Jo de auteur is en dat het verhaal over haar en Jo gaat. Meer nog: ze stuurt het verhaal op naar een uitgever. Iedereen is in de ban van Jo en zijn toekomstig boek. Maarhet manuscript is niet van hem. Odilon wil een tovertruc tonen. Sam helpt hem hierbij. |             |                      |                                                                                           |                  |  |
| 89 | 5           | Opa Gust             | Uitgebracht op dvd 3                                                                      | 6 januari 1997   |  |
| Jef en Jeanne erven van een rijke tante een harmonium. Jeanne wil dat Ria het testament aanvecht. De grootvader van Koen is zogezegd met de gepensioneerden naar Lourdes, maar is in Leuven uitgestapt om nog eens van het studentenleven te genieten. Met toestemming van Koen verbergt hij zich in diens kamer. Deze verstekeling zorgt ervoor dat Jeanne denkt dat haar tante komt spoken als wraak voor de aanvechting. |             |                      |                                                                                           |                  |  |
| 90 | 6           | Jef maakt het bont   |                                                                                           | 13 januari 1997  |  |
| Sam zet een actie op touw tegen bontmantels. Daarom steelt een vriend van haar zo'n mantel. Jeanne is boos omdat Jef stiekem verlof heeft genomen om te vissen terwijl hij had beloofd om met haar naar het Zwarte Woud te gaan. Jeanne vindt de bontjas en denkt dat dit een gift is van Jef om het goed te maken. |             |                      |                                                                                           |                  |  |
| 91 | 7           | Pietje               | Uitgebracht op dvd 3                                                                      | 20 januari 1997  |  |
| Odilon gaat enkele dagen op reis en laat zijn kanarie achter bij Jef. Wanneer Jef daarop niesbuien krijgt, denkt Ria dat hij allergisch is voor de vogel. Dan blijkt dat Jef allergisch is voor de kat die Koen op zijn kamer verbergt voor zijn vriendin Annemie. Wanneer de vogel uit de kooi is verdwenen, probeert Jeanne dit te verbergen voor Odilon. Betty mag geen jongens op haar kamer ontvangen maar denkt door een misverstand dat de rest wel hun liefjes op bezoek mogen krijgen. |             |                      |                                                                                           |                  |  |
| 92 | 8           | De prins komt        |                                                                                           | 27 januari 1997  |  |
| Het koningspaar brengt een bezoek aan Leuven. Koens studiewerk is niet tijdig af. Hij krijgt uitstel omdat de koning zogezegd incognito een bezoek brengt aan hun studentenkot. Jeanne denkt dat de koning echt op bezoek komt. Ze wil dat niemand hiervan weet en zo normaal mogelijk doet. Maar dit wordt rondverteld en dan staat de boel op stelten in Het Snoephuisje. Ondertussen wil Sam een ludieke actie voeren tegen proefdieren. |             |                      |                                                                                           |                  |  |
| 93 | 9           | Krampen              |                                                                                           | 3 februari 1997  |  |
| Nadat blijkt dat de wafels in de snoepwinkel vervallen zijn, schotelt Jeanne deze voor aan haar studenten. Jef is wilde paddenstoelen gaan plukken. Enkele uren later is iedereen ziek. Jo wil Betty's (eigenlijk haar vaders) BMW lenen om indruk te maken op een studente in Gent. Betty wil een grap uithalen en laat hem geloven dat de auto gestolen is. |             |                      |                                                                                           |                  |  |
| 94 | 10          | Reünie               |                                                                                           | 10 februari 1997 |  |
| Jeanne heeft op haar schoolreünie rondgebazuind dat ze in een chic herenhuis woont en personeel in dienst heeft. Jef heeft ze omschreven als een succesvol tuinarchitect. Nu staat plots een van de oud-leerlingen in de winkel. Jef doet zich voor als tuinarchitect en Odilon als zijn notaris. Ondertussen werkt Ria de andere studenten op de zenuwen. Sam en Betty proberen haar te koppelen via een contactadvertentie. Maar omdat er een knappe dokter reageert op deze advertentie wordt Betty zelf verliefd en geeft ze zich uit als Ria. De jongens willen Ria ook een lesje leren en beweren dat ze krankzinnig is. |             |                      |                                                                                           |                  |  |
| 95 | 11          | Sint-Niklaas         |                                                                                           | 17 februari 1997 |  |
| Wanneer Jeanne verneemt dat Sinterklaas overmorgen in De Lekkerbek komt, onderneemt ze actie om de Heilige Man bij haar de volgende dag te laten passeren. Iedereen wil voor Sinterklaas en Zwarte Piet spelen waardoor de ontmoeting met de Sint chaotisch verloopt. |             |                      |                                                                                           |                  |  |
| 96 | 12          | Gouden hand          | Laatste aflevering met Anne Denolf                                                        | 24 februari 1997 |  |
| Jef heeft met Gerard voor een aanzienlijk bedrag gewed op voetbal. Jeanne gaat voor enkele dagen naar Blankenberge en komt terug met een aanzienlijke som geld. De studenten denken dat zij in het casino heeft gewonnen. Al snel wordt er gedacht dat Jeanne een gouden hand heeft. Ze gebruiken haar om de Lotto te winnen. Sam kondigt aan dat ze haar studies verderzet in Gent maar door de lotto-trekking lijkt niemand daar aandacht voor te hebben. |             |                      |                                                                                           |                  |  |
| 97 | 13          | Pim                  | Eerste aflevering met Danaë Van Oeteren                                                   | 3 maart 1997     |  |
| De kamer van Sam wordt ingenomen door Pim, een meisje uit een arbeidersgezin. Jeanne denkt echter dat ze de dochter is van Étienne Davignon. Odilon heeft een verblijf gewonnen voor de ganse familie in een bungalowpark. Hij overtuigt Jeanne om voor zijn vrouw door te gaan. Jeanne wil dat de studenten meegaan en maakt de organisator wijs dat ze vijf kleine kinderen hebben. Maar dan stuurt de organisator een fotograaf om publiciteitsfoto's te nemen en moet iedereen de rol aangaan die Jeanne had verzonnen. |             |                      |                                                                                           |                  |  |
| 98 | 14          | Graffiti             |                                                                                           | 10 maart 1997    |  |
| Nadat vandalen twee keer de winkelruit hebben beklad, moeten Jef en Odilon tijdens de nacht de winkel bewaken. Ria is totaal van karakter veranderd nu ze samen is met Herman Jo achterhaalt dat Herman enkel interesse heeft in Ria's nota's. Ondertussen zit Bert met liefdesverdriet. Hij heeft het adres aan drie meisjes gegeven maar ontvangt nog steeds geen post van hun. |             |                      |                                                                                           |                  |  |
| 99 | 15          | Voodoo               |                                                                                           | 17 maart 1997    |  |
| Ria heeft stiekem een fitnesstoestel in haar kamer gezet dat regelmatig kortsluiting geeft waardoor de elektriciteit uitvalt. Pim geeft in het geniep een Surinaamse vriend, Patrice onderdak. Jeanne is boos op Jef omdat hij niet wil behangen bij haar moeder. Patrice laat Jeanne enorm schrikken waardoor ze hem aanziet als dief; de volgende dag gebeuren er vreemde dingen in huis. Volgens Odilon is er sprake van voodoo. Ondertussen denkt Betty dat ze haar aantrekkingskracht voor mannen kwijt is. |             |                      |                                                                                           |                  |  |
| 100 | 16          | Video                |                                                                                           | 24 maart 1997    |  |
| Betty is getuige van een verkeersongeval. Hij gaat met haar uit zodat ze niks zegt tegen de politie. Jef wil een nieuwe biljartkeu kopen, maar Jeanne wil een videorecorder. Odilon geraakt aan een zeer goedkope videorecorder, maar beseft niet dat deze gestolen is. Jo aanvaardt een opdracht om een replica te maken van een Monet. Koen insinueert dat de opdrachtgever het schilderij gaat verkopen als zijnde origineel. Dan krijgt men bezoek van de politie. |             |                      |                                                                                           |                  |  |
| 101 | 17          | Babyfoon             | Uitgebracht op dvd 3 (vermeld als 100e aflevering) en Laatste aflevering met Din Meysmans | 31 maart 1997    |  |
| Koen repareert een babyfoon, maar Jeanne gebruikt die om gesprekken over haar verjaardagscadeau af te luisteren. Ria probeert Jo jaloers te maken met Erik. Jo heeft ondertussen een ruzie met Jeanne omdat hij geen meisjes mag ontvangen op zijn kamer. Hij gebruikt de babyfoon om te bewijzen dat Ria en Erik meer doen dan enkel studeren. |             |                      |                                                                                           |                  |  |
| 102 | 18          | Huur                 | Laatste aflevering met Aron Wade en Danaë Van Oeteren                                     | 7 april 1997     |  |
| Nadat de kapper zijn prijs verhoogt en Jeanne daarnaast ook regelmatig een duur schoonheidssalon wil bezoeken, slaat ze de huur op. Dat terwijl de studenten klagen over de status van hun meubels. Als de studenten horen dat ze de huur wil opslaan ontstaat er een "oorlog". Om Jeanne toch van gedachten te laten veranderen maken ze een valse crème van organische rommel. |             |                      |                                                                                           |                  |  |

## Seizoen 7
Hoofdcast: Katrien Devos (Jeanne Liefooghe-Piens), Mark Verstraete (Jef Liefooghe), Odilon Mortier (Odilon Bonheur), Nicoline Dossche (Lus Haezevoets), Britt Van Der Borght (Ria Vranckx), Geert Hunaerts (Jo Van der Gucht), Christel Van Schoonwinkel (Betty Billen), Steve Geerts (Dieter)
| Nr. serie | Nr. seizoen | Titel van aflevering | Opmerking                                                                                | Uitzenddatum     |  |
| --- | ----------- | -------------------- | ---------------------------------------------------------------------------------------- | ---------------- |  |
| 103 | 1           | Huis Te Koop         | Eerste aflevering met Steve Geerts en Nicoline Dossche                                   | 1 december 1997  |  |
| Jeanne krijgt te horen dat sommige studenten niet meer terugkomen. Ze kan in het bijzonder niet accepteren dat Koen niet meer terugkomt. Jef heeft echter Lus en Dieter een kamer beloofd. Om Jeanne niet meer verdriet aan te doen moet Dieter zich uitgeven als de neef van Koen. Jo heeft ook een potentiële huurster meegenomen. Door een misverstand denkt Odilon dat Jef en Jeanne hun huis verkopen en stuurt potentiële kopers op hen af. |             |                      |                                                                                          |                  |  |
| 104 | 2           | Ma's Minnaar         |                                                                                          | 8 december 1997  |  |
| Lus verzorgt tijdelijk een boa constrictor. Jeannes moeder heeft een vriend, maar Jeanne denkt dat hij een bedrieger is. Dieter probeert nota's van Daisy, een goede studente, vast te krijgen. Hij kan haar echter niet uitstaan. Jo denkt dat Daisy een knap en leuk meisje is tot hij haar ontmoet. Het hele huis staat op stelten als de boa constrictor ontsnapt. |             |                      |                                                                                          |                  |  |
| 105 | 3           | Drugs                |                                                                                          | 15 december 1997 |  |
| Volgens Mimi nemen zowat alle studenten in Leuven drugs. Jeanne merkt op dat haar studenten zich verdacht gedragen en concludeert dat ook zij drugs nemen. Samen met Mimi en Ria zet ze een actiecomité op. Odilon vergist tussen de bloemsuiker en een pakje met drugs voor een gevangene. Jeanne bakt wafels met de "bloemsuiker" en eet ze samen met Mimi en Ria op waardoor ze gedrogeerd worden. De studenten willen Ria verrassen met studentikoze cadeaus voor haar verjaardag. Betty heeft een geladen pistool van haar nieuwe vriend gestolen waardoor de politie een razzia houdt in het snoephuisje. |             |                      |                                                                                          |                  |  |
| 106 | 4           | Dubbel               |                                                                                          | 22 december 1997 |  |
| Jo en Dieter hebben een blind date. Ze zijn verrast wanneer blijkt dat dit een eeneiïge tweeling is. Dieter lijkt meer succes te hebben bij de meisjes. Jo is jaloers en wil Dieter een loer draaien. Ria, die verliefd is op Jo wil niet dat een van de zussen met Jo uitgaat. Odilon en Jef hebben ruzie na een viswedstrijd. Jeanne probeert te bemiddelen. Ondertussen heeft Betty haar handen vol met twee mannen tegelijkertijd. |             |                      |                                                                                          |                  |  |
| 107 | 5           | Dakloos              |                                                                                          | 29 december 1997 |  |
| Jeanne neemt de dakloze Louis in huis tot ongenoegen van de studenten, behalve Lus. Jef haalt op zijn beurt ook heel wat daklozen in huis. Het zijn echter vrienden van Jef. Ondertussen zijn de studenten in de ban van het spel Monopoly. Betty schakelt een van de "daklozen" in om het spel te winnen. |             |                      |                                                                                          |                  |  |
| 108 | 6           | Kamers met aandacht  | Uitgebracht op dvd 4                                                                     | 5 januari 1998   |  |
| Ria heeft haar vileine reactie op een artikel in de krant gestuurd. Nu blijkt de auteur niemand minder dan de zoon van haar docent criminologie te zijn. Jef heeft een man uitgescholden, niet wetende dat dit een belastingcontroleur is. Deze dreigt nu een doorlichting te komen doen terwijl Jeanne had aangegeven dat ze maar twee kamers verhuurt. Tegelijkertijd zou de zoon van de notaris ook misschien volgend jaar komen logeren. Daarom zal hij langskomen om de kamers te bekijken. De broer van Lus, die opvoeder is in een gesloten jeugdinstelling, komt op bezoek. Hij brengt de studenten en Jeanne op het idee om zich uit te geven aan een pleegmoeder van criminele jongeren die de andere drie kamers bezetten. Maar dan komt de notaris en de docent van Ria op bezoek. |             |                      |                                                                                          |                  |  |
| 109 | 7           | Echtscheiding        |                                                                                          | 12 januari 1998  |  |
| Omdat Jef enkel nog aandacht schenkt aan zijn orchideeën, is bij Jeanne de maat vol en ze vertrekt naar haar moeder. De jongens nemen het op voor Jef, de dames voor Jeanne. Nu Jeanne er niet is, organiseren de studenten een kotfuif niet wetende dat Jeanne zich verbergt in het huis. |             |                      |                                                                                          |                  |  |
| 110 | 8           | Isabel               | Gastoptreden van Isabelle A                                                              | 19 januari 1998  |  |
| Jeanne bespioneert de buren nu ze via Mimi heeft vernomen dat zangeres Isabelle A daar een appartement heeft gehuurd. Ria probeert te bewijzen dat ze niet het slechtste karakter heeft door de andere studenten tegen elkaar op te zetten. Odilon is jarig en Jef heeft een verrassing van formaat: een taart waaruit een konijn uit springt. Alleen moet hij een "konijn" vinden. |             |                      |                                                                                          |                  |  |
| 111 | 9           | De reis              |                                                                                          | 26 januari 1998  |  |
| Odilon en Jo maken een komische act en nemen zinnen op op tape. Jeanne heeft een weekend Londen gewonnen, maar Jef wil niet mee en verkoopt de reis stiekem aan vrienden van Lus. Omdat hij dit niet wil opbiechten, laat hij een vals nieuwsbericht over de onveiligheid in Londen opnemen. Uiteraard worden de twee opnames verwisseld. Dieter helpt Jeanne met haar Engels en Jo nodigt een vriend uit Groot-Brittannië uit: Mike. |             |                      |                                                                                          |                  |  |
| 112 | 10          | Duiveneieren         |                                                                                          | 2 februari 1998  |  |
| Nu Mimi een sauna heeft gekocht, wil Jeanne er ook een. Jef is van mening dat hij die zelf veel goedkoper kan maken en start met de werken. Hij schakelt de hulp in van Odilon, maar deze denkt dat hij een duiventil moet bouwen. Jo heeft Lus beledigd. Nadat een (niet al te onpartijdige) bemiddeling door Ria niet geholpen heeft organiseren de studenten een boksmatch. |             |                      |                                                                                          |                  |  |
| 113 | 11          | 't Is proper         |                                                                                          | 9 februari 1998  |  |
| Ria is boos op haar moeder omdat die haar wil koppelen met een jongen uit de buurt. Jo wil een praktijktest uitvoeren maar wil iedereen testen buiten Ria. Als hij het opgeeft en Ria toch gaat onderzoeken denkt ze dat hij met haar naar bed wil. Jef moet het huis poetsen. Hij kijkt in de advertenties en laat kuisvrouwen op sollicitatiegesprek komen waarbij elk van hen een bepaald deel van het huis moet kuisen. |             |                      |                                                                                          |                  |  |
| 114 | 12          | De fax               | Uitgebracht op dvd 4                                                                     | 16 februari 1998 |  |
| Betty en Lus hebben een melige liefdesbrief van Jo gekopieerd en uitgedeeld. Als wraak gooien ze de palingen die Jef heeft gevangen in hun kamers. De meiden zijn niet onder de indruk dus gaan ze voor grovere middelen: confetti. Jeanne verneemt van haar boekhouder dat ze te weinig onkosten heeft, daarom koopt ze een faxtoestel. Omdat Jeanne niets kent van faxen, geeft ze opdracht aan Odilon om de bestellingen door te sturen. Maar Odilon zorgt er voor dat er meer bestellingen zijn als voordien. Ook een verkeerdelijk gestuurde fax zorgt ervoor dat Jeanne enorm kwaad wordt en ten aanval gaat. |             |                      |                                                                                          |                  |  |
| 115 | 13          | Ufo's                |                                                                                          | 23 februari 1998 |  |
| Jef is een helm kwijt, die hij als geschenk kreeg van zijn schoonmoeder, op een doop van ingenieursstudenten. Hij veinst te zijn ontvoerd door buitenaardse wezens. Jeanne speelt het spel mee, zeker omdat er veel ufo-fanaten nu de winkel bezoeken. Betty wil bewijzen dat ze zelf voor een inkomen kan zorgen en start als verkoopster-op-commissie. |             |                      |                                                                                          |                  |  |
| 116 | 14          | Inspectie            |                                                                                          | 2 maart 1998     |  |
| Nadat in Leuven een studentenhuis is uitgebrand, wil Jeanne investeren in brandblusapparaten en rookmelders. Jef ziet hier zijn kans om een watersproei-installatie te installeren in zijn veranda zodat zijn planten eenvoudig bewaterd kunnen worden. Om zijn gelijk te krijgen, laat hij een nepadviseur komen. Wat hij niet wist, is dat Ria ook een echte adviseur heeft ontboden. Maar ook Jeanne vraagt om de controleur van brandveiligheid zich voor te doen als controleur van huisvestiging. |             |                      |                                                                                          |                  |  |
| 117 | 15          | Bedreigd             |                                                                                          | 9 maart 1998     |  |
| Ria wint met een radiospelletje een etentje met Koen Wauters. Odilon heeft een blauw oog dat hem werd uitgedeeld door een net vrijgelaten gevangene. Wanneer die gevangene met een aantal vrienden plots in de winkel staat, voelt Jeanne zich bedreigd. Jo lacht Dieter uit omdat hij (zogezegd) verloren is van Lus bij het armworstelen. Om zich niet laten kennen gaat Dieter in de clinch met Franske, de gevangene. Die laatste is ook erg geïnteresseerd in de studentes. Om Odilon te beschermen moet hij mee een biljarttafel afhalen met Jef. Maar Jeanne sluit hem op in de badkamer. |             |                      |                                                                                          |                  |  |
| 118 | 16          | Hollywood            | Gastoptreden van Martine Jonckheere                                                      | 16 maart 1998    |  |
| Bij toeval is Jef op de achtergrond geraakt in een scène van Familie. Betty wil nu een rol in die soap en krijgt deze als non. Ondertussen heeft Lus het perfecte middel tegen bladluizen uitgevonden. Dieter en Jo zijn jaloers en helpen haar om de formule te verbeteren, nadat ze de testplant hebben vernield. Daardoor komt de regionale televisie langs om Jo te interviewen als uitvinder van het verdelgingsmiddel. Jef heeft gekaart met de mannen van de vuilkar voor geld, terwijl dit niet mag van Jeanne. Plots staan de mannen terug voor de deur en moet Jef ze uitgeven voor de filmploeg van "Familie". De enige die niets met Familie te maken heeft is Ria. Althans, dat zegt zij.                                                                                         |             |                      |                                                                                          |                  |  |
| 119 | 17          | Blauw bloed          |                                                                                          | 23 maart 1998    |  |
| Betty heeft een nieuwe vriend: baron Louis-Philippe. Hoewel de baron niet aantrekkelijk is en nogal infantiel overkomt, wil naast Betty ook Ria met hem vrijen. Jeanne wil dat iedereen zich deftig en adellijk gedraagt en nodigt hem uit voor een luxediner. Dieter voelt zich eenzaam nu de drie studentes hem hebben afgewezen om naar de film te gaan. Jef geeft hem afleiding: hij wil ervoor zorgen dat Gerard wordt gepakt voor valsspelen bij het vissen. Daarom moet Dieter visvoer "verdacht" laten maken. Omdat de andere studenten niet mee mogen eten bij het etentje bij de baron zinnen ze op wraak door het visvoer in het eten te stoppen. |             |                      |                                                                                          |                  |  |
| 120 | 18          | Geheim wapen         | Laatste aflevering met Geert Hunaerts, Christel Van Schoonwinkel en Britt Van der Borght | 30 maart 1998    |  |
| Lus wil dat haar buitenlandse pennenvriend Ilya tijdens zijn verblijf in België bij haar intrekt. Jo wil zijn vriendin Nadia onderdak geven nu haar relatie met Stanny over is. Omdat Jeanne niet toelaat dat iemand van het andere geslacht in de kamer blijft slapen, moet Ilya zich voordoen als Jo's neef en Nadia als diens zus. Jef heeft een ander probleem: het is weer de jaarlijkse voetbalwedstrijd tussen de Vrolijke Stoters en de vissersclub van Gerard. Hij wil dat Ilya, die sportkot doet en bij een Roemeense sportclub zit, opgesteld wordt. |             |                      |                                                                                          |                  |  |

## Seizoen 8
Hoofdcast: Katrien Devos (Jeanne Liefooghe-Piens), Mark Verstraete (Jef Liefooghe), Odilon Mortier (Odilon Bonheur), Nicoline Dossche (Lus Hazevoets), Pepijn Caudron (Gentil Aelvoet), Bert Van Poucke (Hugo Van Kompernolle), Esther Leenders (Tineke Creemers),  Steve Geerts (Dieter)
| Nr. serie | Nr. seizoen | Titel van aflevering     | Opmerking                                                                | Uitzenddatum     |  |
| --- | ----------- | ------------------------ | ------------------------------------------------------------------------ | ---------------- |  |
| 121 | 1           | Roomservice              | Eerste aflevering met Pepijn Caudron, Bert Van Poucke en Esther Leenders | 30 november 1998 |  |
| Het nieuwe academiejaar is begonnen en Jeanne verwelkomt Hugo, Tineke en Gentil. De laatste heeft al meteen ruzie met Jef omdat zijn kamer nog niet in orde is. Daarnaast zorgt Gentil ervoor dat er een tijdslot komt. De rest is niet tevreden en verzinnen een plan: Jeanne laten geloven dat ze de prijs van beste kotmadam kan winnen. Als snel legt ze haar studenten in de watten. |             |                          |                                                                          |                  |  |
| 122 | 2           | Nachtwinkel              |                                                                          | 7 december 1998  |  |
| Nu de studenten met overschotten sterkedrank zitten van een fuif, doet Het Snoephuisje dienst als nachtwinkel. Jef wil voorzitter worden van de biljartclub en heeft goedkope kleding op de kop getikt. Tineke krijgt de raad van Dieter om haar "Hollandse directheid" achterwege laten bij haar nieuwe vrijer |             |                          |                                                                          |                  |  |
| 123 | 3           | De Fons                  |                                                                          | 14 december 1998 |  |
| Door toedoen van Gentil lijkt Jef last te hebben van woedeaanvallen. Jeanne nodigt Odilons neef uit, van wie ze denkt dat hij psychiater is. De neef is zelf echter psychiatrisch patiënt. Dieter probeert Tineke te bewijzen dat ook de Belgische studenten niet om een stunt verlegen zitten. In zijn dronken bui steelt hij "De Fons", een bekend standbeeld in Leuven. |             |                          |                                                                          |                  |  |
| 124 | 4           | De Affaire Tamara        |                                                                          | 21 december 1998 |  |
| Het gerucht doet de ronde dat Hugo de slagersdochter zwanger heeft gemaakt. |             |                          |                                                                          |                  |  |
| 125 | 5           | Flupke                   |                                                                          | 28 december 1998 |  |
| Jef is voorzitter geworden van de biljartclub. Omdat hij Jeanne niet goed durft te zeggen dat hij nog meer van huis zal zijn, doet hij haar een hond cadeau. Geen gewoon klein hondje maar een echte loebas. Hugo heeft een blauw oog maar durft niet te zeggen van waar het vandaan komt. |             |                          |                                                                          |                  |  |
| 126 | 6           | Lingerie                 |                                                                          | 4 januari 1999   |  |
| Lus verkoop haar oude rommel maar het is waardeloos. Toch vindt Dieter een waardevolle telefoonkaart maar de beledigde Lus wil hem dat niet verkopen. Lus en Tineke opperen het idee om een lingerieverkoopavond te organiseren om toch geld in het laatje te stoppen. Jeanne ziet dat niet zitten en vreest dat dit de mannen in huis te veel zal ophitsen. De mannelijke studenten, Jef en Odilon gaan uit op vraag van Jeanne maar in werkelijkheid doen ze er alles aan en saboteren ze elkaar om toch te kijken naar de lingerieshow.                                                               |             |                          |                                                                          |                  |  |
| 127 | 7           | Overspel                 |                                                                          | 11 januari 1999  |  |
| De nieuwe ploegbaas van Jef is een vrouw en geeft hem de lastigste karweitjes. Dieter zegt Jef dat hij op haar emoties moet spelen. Hij verzint een fictieve slechte thuissituatie. Jeanne denkt dat Jef een affaire heeft met die dame. Ze verwent hem zodat hij niet van haar weg gaat. Gentil neemt wraak op Lus en Hugo en geeft een (verzonnen) alternatieve cursus om slim te worden. Hugo maakt er enorm gebruik van en denkt dat hij slimmer wordt van ondersteboven tijdschriften te lezen. |             |                          |                                                                          |                  |  |
| 128 | 8           | Annabel zit in de knel   |                                                                          | 18 januari 1999  |  |
| Mevrouw Hulpiau is op zoek naar twee actrices voor haar toneelvereniging: de rol van de seniele meid en die van de gravin. Jeanne en Mimi tonen interesse, maar er ontstaat ruzie over de rolverdeling. Lus beweert dat ze alles weet over drugs nu ze een waterpijp heeft gekocht. De jongens beleven het grootte plezier met de nepwiet tot Dimitri, de vriend van Hugo en Dieter voorstelt om echte marihuana te roken. Ondertussen helpen Tineke en Lus Jeanne met haar zenuwen. Het loopt goed mis als Jeanne aan de waterpijp komt.                                                                |             |                          |                                                                          |                  |  |
| 129 | 9           | Verbouwingen             |                                                                          | 25 januari 1999  |  |
| Hugo en Gentil willen respectievelijk Lus en Tineke fotograferen voor een look-a-likewedstrijd. De meiden hebben dit door en zinnen op wraak. Jef heeft een week verlof, maar dan blijkt dat zijn schoonmoeder deze week komt logeren. Jeanne krijgt dan toch een telefoontje van haar ma dat ze toch niet komt maar zegt dit niet aan Jef. Ondertussen doet Jef er alles aan om het te doen lijken dat de buren aan het verbouwen zodat Jeanne zijn schoonmoeder afbelt. |             |                          |                                                                          |                  |  |
| 130 | 10          | Bijgeloof                |                                                                          | 1 februari 1999  |  |
| Jef rekent op de hulp van Odilon bij het schilderen van de winkel. Maar Odilon wil geen vinger uitsteken: hij heeft gedroomd dat hij deze dag zal sterven. Jef doet er alles aan om Odilon te overtuigen dat hem niks zal overkomen. De studenten proberen korting op hun huur te bekomen. Lus gaat in hongerstaking en ondertussen zijn Hugo en Gentil bezig met de afmetingen van hun kamers. |             |                          |                                                                          |                  |  |
| 131 | 11          | Tuinman                  |                                                                          | 8 februari 1999  |  |
| Jeanne wil dat Jef in het zwart als tuinman gaat werken bij mevrouw Hulpiau. Jef heeft geen zin en belt naar de arbeidsinspectie om aan te geven dat er in Het Snoephuisje arbeidsfraude wordt gepleegd. Maar hij weet niet dat Jeanne een winkelmedewerkster in het zwart heeft aangenomen. Hugo en Dieter beweren dat Gentil homoseksueel is. Lus en Tineke denken dat hij wel een vriendin heeft. Ze organiseren een weddenschap. Gentil gebruikt een foto van mevrouw Hulpiau haar getrouwde dochter om te bewijzen dat hij een buitenlandse vriendin heeft. Maar mevrouw Hulpiau komt dit te weten. |             |                          |                                                                          |                  |  |
| 132 | 12          | Actiegroep               | Gastoptreden van Raymond Ceulemans                                       | 15 februari 1999 |  |
| Madame Hulpiau wil dat Jeanne voorzitster wordt van de actiegroep tegen studentendopen. De biljartclub krijgt bezoek van Raymond Ceulemans. Jef heeft dit echter verzwegen voor Odilon. Uiteindelijk staat Odilon toch op de foto met Raymond. Tineke heeft partiële examens, maar heeft niet gestudeerd omdat ze de term niet kende. De studenten helpen haar om door haar examen te geraken. |             |                          |                                                                          |                  |  |
| 133 | 13          | België-Holland           |                                                                          | 22 februari 1999 |  |
| Met hulp van Gentil heeft Dieter tickets gewonnen voor de voetbalmatch België-Holland. Gentil is van mening dat hij de rechtmatige winnaar is. Odilon heeft via een gevangene ook tickets bemachtigd. Jef vreest dat deze tickets vals zijn en wil ze stiekem omruilen met degene die Dieter en Gentil hadden gewonnen. Dan blijkt dat net op de avond van de match de rijke ouders van Tineke op bezoek komen en Jeanne wil dat Jef dit bijwoont. Ondertussen leert Lus Jeanne om "Hollands" te spreken.                                                                                                |             |                          |                                                                          |                  |  |
| 134 | 14          | Alles voor de wetenschap |                                                                          | 1 maart 1999     |  |
| Jeanne neemt deel aan een universiteitsonderzoek naar keukenbacteriën. Ze dwingt alle bewoners en bezoekers om buitenproportionele hygiënische maatregelen te hanteren. Hugo is verkouden en Gentil eist dat hij in quarantaine gaat. Ondertussen bedenken Odilon en Jef een hulpmiddeltje voor hun viswedstrijd met de hulp van Dieter. Er ontstaat een evacuatie omdat het een goedje een biologisch gevaar blijkt te zijn. |             |                          |                                                                          |                  |  |
| 135 | 15          | De brommer               |                                                                          | 8 maart 1999     |  |
| De brommer van Jef is stuk en Jeanne wil niet investeren in een nieuwe omdat de slaapkamer aan vervanging toe is. Odilon leent dan maar van een gevangene een zware chopper. Jef kan daar niet mee rijden en moet deze verkopen. Ze zoeken de broer van de gevangene maar dat is moeilijk dan gedacht. Gentil is de trompetmuziek van Hugo beu. Nadat Hugo te hard op zijn trompet blies in de microfoon waarbij Gentil hem afluisterde veinst hij dat hij doof is. Gentil krijgt de kamer van Hugo maar al snel verraadt hij zich.                                                                      |             |                          |                                                                          |                  |  |
| 136 | 16          | Het genie                |                                                                          | 15 maart 1999    |  |
| Jef wil niet quizzen in de ploeg van Odilon en heeft zich stiekem bij een andere ploeg ingeschreven. Jeanne wil dat Odilon wint en geeft hem bijlessen in de actualiteit. Odilon kan echter niks onthouden. Gentil is het beu dat de studentes met weinig kleren aan studeren omdat het hem afleidt. Hij neemt het op tegen Dieter in een quiz met Odilon waarbij bij hij elk juist antwoord een kledingstuk moet uittrekken. De antwoorden worden wel door een microfoontje doorgefluisterd. Hugo speelt een niet-onbelangrijke rol in dit verhaal met zijn didgeridoo.                                 |             |                          |                                                                          |                  |  |
| 137 | 17          | Nestwarmte               |                                                                          | 22 maart 1999    |  |
| Omdat Jef en Jeanne voor een weekend weggaan, mogen de studenten niet in het huis verblijven. Gentil wil dit net wel om niet te helpen met het verhuis van zijn tante en maakt Jeanne wijs dat hij door zijn vader wordt mishandeld. Jef heeft hem door en maakt hem het leven zuur. Odilon wil dat een van de studenten zijn nichtje bijles wiskunde geeft. Niemand van de jongens heeft interesse tot Odillon een foto van Tineke's vriendin gebruikt. Al snel hebben Dieter en Hugo ruzie over wie het meisje gaat helpen.                                                                            |             |                          |                                                                          |                  |  |

## Seizoen 9
Hoofdcast: Katrien Devos (Jeanne Liefooghe-Piens), Mark Verstraete (Jef Liefooghe), Odilon Mortier (Odilon Bonheur), Nicoline Dossche (Lus Hazevoets), Pepijn Caudron (Gentil Aelvoet), Bert Van Poucke (Hugo Van Kompernolle), Esther Leenders (Tineke Creemers),  Steve Geerts (Dieter)
| Nr. serie | Nr. seizoen | Titel van aflevering | Opmerking                                               | Uitzenddatum     |  |
| --- | ----------- | -------------------- | ------------------------------------------------------- | ---------------- |  |
| 138 | 1           | Honolulu             |                                                         | 15 december 1999 |  |
| Jeanne is jaloers op haar vriendinnen die verre reizen maken. Daarom maakt ze Gonda wijs dat ze net met Jef uit Honolulu is teruggekeerd. Omdat Gonda de foto's wil zien, krijgt de woonkamer een Hawaï-look zodat er een nepreportage van hun vakantie gemaakt kan worden. Dieter heeft twee lieven tegelijk. Hij is er blij mee, maar dan komen ze op hetzelfde moment bij hem langs. |             |                      |                                                         |                  |  |
| 139 | 2           | Vuurwerk             |                                                         | 22 december 1999 |  |
| Jeanne en Lus organiseren een kerstfeestje. Jef geeft onderdak aan een vuurwerkdeskundige, maar zegt tegen Jeanne dat de man een dakloze is. Door tal van misverstanden ontstaat er ruzie tussen de studenten en denkt Jeanne dat de "dakloze" een pyromaan is. |             |                      |                                                         |                  |  |
| 140 | 3           | Het Einde            |                                                         | 29 december 1999 |  |
| Jef en Odilon willen samen een visvijver kopen. Er staat er momenteel een te koop aan een gunstig tarief. Nadat Odilon in contact kwam met twee oplichters die hem wijsmaken dat de wereld binnen de 24 uur zal vergaan, wil hij niet investeren. Jef doet er alles aan om hem te overtuigen dat het niet zo is. Maar Jeanne steekt daar een stokje voor. De studenten denken nu ook dat het einde van de wereld nadert en organiseren een groot feest. |             |                      |                                                         |                  |  |
| 141 | 4           | Speldenkussen        |                                                         | 5 januari 2000   |  |
| Mevrouw Hulpiau en Mimi denken verkeerdelijk dat Jef Jeanne mishandelt nadat Jeanne per ongeluk op een speldenkussen is gaan zitten. Hun vermoeden wordt bevestigd wanneer Jeanne de volgende dag een blauw oog heeft. Lus vindt een bijl en schakelt de politie in uit vrees dat Jef Jeanne zal vermoorden. Tineke heeft niet voldoende gestudeerd en hoopt de examenvragen op een of andere manier te bemachtigen. Hugo, stapelverliefd op Tineke, wordt door Dieter aangespoord om de vragen te stelen uit de tas van de professor. Maar ook Gentil is op de loer.             |             |                      |                                                         |                  |  |
| 142 | 5           | Eurosubsidies        |                                                         | 12 januari 2000  |  |
| Dieter en Hugo schrijven naar Jeanne een valse brief met de melding dat kotbazen Europese subsidies krijgen wanneer ze minstens twee buitenlandse studenten in huis nemen. Tineke is van Nederland en Veerle, het nieuwe lief van Hugo, moet doorgaan als de Zweedse Vörle. Verder zetten ze een complot op zodat Gentil van het kot wordt gesmeten en Vörle de kamer kan overnemen. Jef veinst een burn-out. Als de controlearts van de controlearts "Aelvoet" is, doet hij er alles aan om op een goed blaadje bij Gentil te komen.                                             |             |                      |                                                         |                  |  |
| 143 | 6           | De gerante           |                                                         | 19 januari 2000  |  |
| Jeanne krijgt het aanbod om manager te worden van de lokale supermarkt. Jef is voor het idee: het maandloon is zo hoog dat hij thuis kan blijven. Jeanne wil niet ingaan op het aanbod omdat ze de studenten te hard zal missen. Daarom zet Jef de studenten op tegen Jeanne. Ondertussen zijn deze helemaal in de ban met de DJ-set van Hugo. Odilon denkt dat Jeanne en Jef gaan scheiden. |             |                      |                                                         |                  |  |
| 144 | 7           | Detective            |                                                         | 26 januari 2000  |  |
| Jeanne schakelt de hulp in van Odilon om als winkeldetective een oogje in het zeil te houden omdat er te veel snoep wordt gestolen. Zijzelf bereidt zich voor op een galareceptie van de gemeente, maar Jef heeft hen niet ingeschreven. Gentil en Hugo imiteren elkaar. |             |                      |                                                         |                  |  |
| 145 | 8           | Politiek             |                                                         | 9 februari 2000  |  |
| In de hoop dat Jeanne 's avonds minder thuis is, steunt Jef haar campagne om voorzitster te worden van de middenstandsvrouwen. Dan blijkt dat de vrouw van zijn baas ook naar die positie dingt. Tineke leert van Lus hoe ze op een Vlaamse manier een verkiezingscampagne kan uitbouwen. Hugo probeert geld te verdienen met een sandwichboard. |             |                      |                                                         |                  |  |
| 146 | 9           | Het trouwkleed       |                                                         | 16 februari 2000 |  |
| Om aan haar nota's te geraken, doet Gentil alsof hij verliefd is op de onaantrekkelijke Thérèse en met haar wil trouwen. Dan vindt Thérèse een trouwjurk die eigenlijk bedoeld is voor een vriendin van Tineke en trekt de verkeerde conclusies. Tineke, die de trouwpartij mee helpt organiseren, telefoneert voortdurend naar Nederland waardoor de telefoonrekening enorm hoog oploopt. Maar zelf wil ze er niks van zeggen. Door een aantal misverstanden denkt Jeanne dat Tineke en Gentil gaan trouwen. Odilon moet vermageren van de dokter. Jef helpt hem op zijn manier. |             |                      |                                                         |                  |  |
| 147 | 10          | Voor wat hoort wat   |                                                         | 23 februari 2000 |  |
| Tineke vreest dat ze zal buizen voor haar examen. Gentil beweert dat hij de leerstof nog kent. Vandaar dat hij, verkleed als vrouw, het examen zal afnemen op voorwaarde dat Hugo en Dieter zich ook als vrouw verkleden. Jeanne wil meer tijd doorbrengen met Jef. Wanneer ze verneemt dat in het biljartcafé ook een televisie is, beslist ze om vanaf nu mee te gaan naar het biljarten, dit tot ongenoegen van Jef en Odilon. |             |                      |                                                         |                  |  |
| 148 | 11          | De Duitsers          |                                                         | 1 maart 2000     |  |
| Mimi heeft een invitatie gekregen om bij de nieuwe Duitse buren te gaan dineren. Jeanne is jaloers omdat zij zowat de enige uit de straat is die nog geen uitnodiging heeft ontvangen. Als zij en Jef toch uitgenodigd worden zegt Jeanne dat de Duitsers een biljarttafel hebben zodat hij toch meegaat. Hugo is gedumpt. De meiden troosten hem maar Gentil lacht hem uit. Om Gentil een lesje te leren doen ze extreem aardig tegen hem. |             |                      |                                                         |                  |  |
| 149 | 12          | Cultuur              |                                                         | 8 maart 2000     |  |
| Jef heeft huisarrest omdat hij gespot werd met de studenten in een louche café. Tineke heeft twee tickets voor een "moderne dansvoorstelling" en vraagt Jeanne mee. Jeanne weet niet dat het een optreden van Chippendales betreft. Omdat ze bang is dat er over haar geroddeld wordt doet ze zich voor als iemand anders. Odilon wil een huisvrouw maar Dieter heeft een advertentie gemaakt voor een huwelijkskandidate. Gentil en Lus hebben ruzie over proefdieren. |             |                      |                                                         |                  |  |
| 150 | 13          | Heilige vissen       | Laatste aflevering met Steve Geerts en Nicoline Dossche | 15 maart 2000    |  |
| Omdat Jef en Jeanne ruzie hebben over hun vakantiebestemming – een zonvakantie of een visvakantie in Schotland – stelt Jeannes moeder voor om met hun gedrieën op reis te gaan naar Lourdes. Gentil wil met Tineke naar een feest van de universiteit waar enkele ministers op aanwezig zouden zijn, niet wetende dat het een verkleedbal is. Lus doet Hugo geloven in de magische kracht van stenen door hem met opzet te laten winnen in een schaakspel. Hugo steelt daardoor allemaal stenen om ze duur te verkopen.                                                           |             |                      |                                                         |                  |  |

## Seizoen 10
Hoofdcast: Katrien Devos (Jeanne Liefooghe-Piens), Mark Verstraete (Jef Liefooghe), Odilon Mortier (Odilon Bonheur), Margot Brabants (Brigit Ghoetseels), Pepijn Caudron (Gentil Aelvoet), Bert Van Poucke (Hugo Van Kompernolle), Esther Leenders (Tineke Creemers), Fabrice Delecluse (Lukas)
| Nr. serie | Nr. seizoen | Titel van aflevering | Opmerking                                                  | Uitzenddatum     |  |
| --- | ----------- | -------------------- | ---------------------------------------------------------- | ---------------- |  |
| 151 | 1           | Filosofie            | Eerste aflevering met Fabrice Delecluse en Margot Brabants | 1 januari 2001   |  |
| Studente pedagogie en filosofie Brigitte heeft interesse om de kamer van Lus over te nemen, vandaar dat Jeanne haar heeft wijsgemaakt alles over filosofie te weten. Het wordt echter een probleem als alles wat ze zegt een filosofische betekenis heeft. Dieter heeft zijn huur opgezegd. Jef wil zijn kamer gebruiken om er een biljarttafel te zetten, maar weet niet dat Dieter zijn uitbundige vriend en feestvarken Lukas naar het studentenhuis heeft gestuurd om de kamer over te nemen. Gentil heeft een nieuwe computer maar is bang dat Hugo hem om zeep gaat helpen. |             |                      |                                                            |                  |  |
| 152 | 2           | Pantoffelheld        |                                                            | 8 januari 2001   |  |
| Hugo heeft een job als buitenwipper gekregen. Om wat ervaring op te doen, helpen Tineke en Lukas hem door rollenspelen te spelen en oefent hij op Gentil. Jef wilt graag fietsen kopen maar is bang dat Jeanne er niet mee akkoord gaat. Jeanne vindt dat Jef een pantoffelheld is, maar haar mening verandert nadat hij beweert Hugo een blauw oog te hebben geslagen, wat niet waar is. Ze is bang dat Jef een oncontroleerbare bruut is geworden. |             |                      |                                                            |                  |  |
| 153 | 3           | Honoré               |                                                            | 15 januari 2001  |  |
| Honoré, een verre neef van Jef, brengt een bezoek en pakt Jeanne meteen in. Hij is echter niet de succesvolle zakenman die hij zich voordoet. Gentil denkt veel geld te kunnen verdienen door aandelen te kopen en tracht de anderen te overtuigen om mee te investeren. Niemand is geïnteresseerd maar dan ontmoet hij Honoré. |             |                      |                                                            |                  |  |
| 154 | 4           | Blond                |                                                            | 22 januari 2001  |  |
| De studenten willen spaghetti-avond organiseren, maar Jeanne staat dat niet toe. Jef beweert dat hij haar beter kan overtuigen dan de studenten. Daarom dient hij zich te bewijzen tegen de volgende avond en maakt hij een weddenschap met Lukas. Degene die verliest, moet zijn haar blond verven. Brigitte is verdrietig omdat ze de enige van haar jaar zou zijn die nog maagd is. Om toch meer succes te hebben met de mannen gaat ze mee uit en drinkt zich lam. Als dat niet helpt, geeft Tineke haar stylingtips om een vent aan te trekken. Gentil merkt het gedrag van Brigitte op en probeert Jeanne in te zien dat Brigitte niet het brave meisje is dat ze kent.                                          |             |                      |                                                            |                  |  |
| 155 | 5           | Testament            |                                                            | 29 januari 2001  |  |
| Odilon wil na zijn dood zijn organen afstaan. Gentil denkt verkeerdelijk dat Odilon terminaal is en weldra zal sterven. Daarom tracht hij Odilon te overtuigen om hem als wettelijke adoptiezoon aan te nemen in de hoop zijn erfenis binnen te rijven. Lukas en Hugo gaan naar Rock Heultje samen met hun vriend Jan. Tineke is meteen verliefd en wil heel graag mee, tegen de zin van Lukas. Ze houden een weddenschap dat Tineke één nacht in een zelf opgezette tent kan slapen. Hugo, die ervan droomt om in dezelfde tent als Tineke te slapen, helpt haar stiekem. |             |                      |                                                            |                  |  |
| 156 | 6           | Heibel               |                                                            | 5 februari 2001  |  |
| Jef wil dat Jeanne een kamer verhuurt aan Baldewijns, de zoon van de schepen van personeelszaken omdat hij dan hoopt op glijdende uren. Omdat er te weinig kamers zijn, moeten Hugo bij Lukas slapen. Hugo ontdekt dit en zorgt ervoor dat Baldewijns bij Jeanne en Jef gaat slapen. Gentil vindt een nieuw dieet uit op basis van kleuren. Het heeft zijn effect om te vermageren, vooral omdat de combinaties niet te eten zijn. Een journalist komt hem interviewen dus moet Odilon vertellen dat hij 21 kilo is afgevallen met dit "Gentiliaans dieet". |             |                      |                                                            |                  |  |
| 157 | 7           | Verkeerd             |                                                            | 12 februari 2001 |  |
| Omdat Jeanne niet toelaat dat mensen van het andere geslacht op een kamer blijven slapen, veinst Hugo homoseksueel te zijn in de hoop dat zijn nieuwe liefde, Lieve, kan overnachten. Gentil vreest dat Hugo op hem verliefd is. Volgens Tineke en Lukas is Hugo's geaardheid afkomstig van een dominerende moederfiguur of kotmadam. Brigitte wil wel Hugo en zijn geaardheid steunen. Jef maakt Jeanne wijs dat hij op sollicitatie gaat, maar gaat in werkelijkheid biljarten. |             |                      |                                                            |                  |  |
| 158 | 8           | De snoeptaart        |                                                            | 19 februari 2001 |  |
| Hugo heeft te ver in de muur geboord waardoor hij de onderliggende kamer kan inkijken. Daarom maakt hij enkele nieuwe gaatjes in de hoop te kunnen binnen gluren bij Tineke. Jeanne verkoopt zelfgemaakte snoeptaarten, maar ze zien er niet uit. Jef wil gaan vissen en bestelt daarom verscheidene snoeptaarten zodat Jeanne veel werk heeft. Maar snoeptaarten maken blijkt wel een talent te zijn van Brigitte. |             |                      |                                                            |                  |  |
| 159 | 9           | Rijles               |                                                            | 26 februari 2001 |  |
| Mimi durft aan Jeanne niet toegeven dat ze alweer gebuisd is in haar theoretisch rijexamen. Ze vraagt Lukas om haar tegen betaling les te geven. Aan Jeanne maakt ze wijs dat ze Lukas leert naaien. Gentil verstaat onder de term naaien iets anders en denkt dat Mimi en Lukas een koppel vormen vandaar dat hij Mimi's man Jos inlicht over de affaire. Jef doet alsof hij rugpijn heeft om verlof te kunnen nemen. Gentil zegt dat het komt door de matras die te oud is. Hugo wil deze graag hebben omdat het een dubbele is. Hij heeft namelijk een nieuwe vlam: Nicole. |             |                      |                                                            |                  |  |
| 160 | 10          | Toverdrank           |                                                            | 5 maart 2001     |  |
| Jeanne maakt zich zorgen omdat Jef naar een vrijgezellenfuif moet waar een striptease-act wordt uitgevoerd. Om haar gerust te stellen geeft Lukas een "toverdrank" aan hem om zijn libido te verlagen. Jef komt 's nachts dronken thuis met een beha. Hij doet er alles aan opdat Jeanne dit niet te weten komt. Hugo krijgt hoop nu de relatie tussen Tineke en Bjorn gedaan is. Gentil zorgt ervoor dat Tineke en Brigitte in hetzelfde bed slapen en maakt dan Hugo wijs dat de twee vrouwen een lesbische relatie hebben. Als hij ontdekt dat het "toverdrank" een omgekeerd effect heeft doet hij dat in de koffie voor Tineke. Jeanne drinkt deze per vergissing op en denkt dat ze nu elke man gaat bespringen. |             |                      |                                                            |                  |  |
| 161 | 11          | Swami                |                                                            | 12 maart 2001    |  |
| Brigitte heeft een nieuwe vorm van meditatie ontdekt via een oosterse Swami. Jeanne wil dat Jef de woonkamer behangt. Om daar onderuit te komen, bekeert ook Jef zich tot het Swamiisme. Gentil wordt betrapt met een Playboy-tijdschrift. Hij wordt gechanteerd door Tineke om zijn notities te geven. |             |                      |                                                            |                  |  |
| 162 | 12          | Truus                |                                                            | 19 maart 2001    |  |
| Een brief in de vestzak van Odilon, verzonden door een Truus uit Amsterdam, doet Jeanne vermoeden dat hij een lief heeft. Ze vreest dat Truus uit is op zijn geld. De brief is echter bedoeld voor een gedetineerde. Hugo en Gentil houden een weddenschap om ter langste op een boot op de oceaan te zitten. Dankzij Lukas komt Hugo niet meteen van de honger om. |             |                      |                                                            |                  |  |
| 163 | 13          | Heldendaad           |                                                            | 26 maart 2001    |  |
| Een dronken Jef is in de Dijle gesukkeld, maar maakt Jeanne wijs dat hij de hond van een arme, oude man heeft gered. Wanneer Jeanne en Brigitte dit in de media willen verspreiden, tracht Jef dit nog te verhinderen door te zeggen dat het eigenlijk de burgemeester zelf was die in het water was gevallen en dat niemand dat mag weten. Tineke is haar notities kwijt en wil deze van Gentil lenen. Hij gaat er niet mee akkoord. Om Tineke te helpen vraagt Hugo Gentil hulp om te slagen voor zijn examens. |             |                      |                                                            |                  |  |
| 164 | 14          | Boetseerklas         |                                                            | 2 april 2001     |  |
| Jeanne heeft zich ingeschreven voor een cursus boetseren, maar het resultaat is betreurenswaardig. Jef wil dat Jeanne de cursus blijft volgen omdat zij dan minder thuis is. Daarom schakelt hij "een kunstkenner" in. Omdat daardoor Jeanne haar volledige aandacht naar het boetseren gaat, doet Tineke de winkel. Zij wil bijverdienen om een cadeau te kopen voor haar moeders verjaardag en verkoopt er ook haar kleren. Al snel wil Gentil zijn oude bezittingen verkopen. |             |                      |                                                            |                  |  |
| 165 | 15          | Het etentje          | Laatste aflevering met Pepijn Caudron                      | 9 april 2001     |  |
| Tineke wil graag naar een duur restaurant gaan met een Belg omdat ze "nog ouderwets zijn en haar eten zullen betalen". Ze sluit een weddenschap met Lukas dat ze iemand zo ver krijgt. Omdat Hugo noch Gentil interesse hebben, tracht ze Odilon te overtuigen. Lukas en Hugo leren daarom aan Odilon "tafelmanieren". Jef schakelt hulp in van Brigitte en Gentil om een IQ test te winnen waar heel wat vismateriaal mee te winnen valt. |             |                      |                                                            |                  |  |

## Seizoen 11
Hoofdcast: Katrien Devos (Jeanne Liefooghe-Piens), Mark Verstraete (Jef Liefooghe), Odilon Mortier (Odilon Bonheur), Margot Brabants (Brigit Ghoetseels), Mout Uyttersprot (Filip de Faucille), Bert Van Poucke (Hugo Van Kompernolle), Esther Leenders (Tineke Creemers), Fabrice Delecluse (Lukas)
| Nr. serie | Nr. seizoen | Titel van aflevering | Opmerking                                                   | Uitzenddatum     |  |
| --- | ----------- | -------------------- | ----------------------------------------------------------- | ---------------- |  |
| 166 | 1           | Chips                | Eerste aflevering met Mout Uyttersprot                      | 8 januari 2002   |  |
| Filip beledigt Hugo over diens intelligentie. Lucas komt met een plan om Filip in het ootje te nemen: Hugo heeft nu een hersenimplantaat waardoor hij slim is. Hugo kan feilloos kruiswoordraadsels en cryptogrammen oplossen, maar Filip weet niet dat Hugo de oplossingen reeds weet. Jef maakt Jeanne wijs dat hij Oscar helpt in een biologische groentetuin, maar gaat stiekem vissen. Jeanne wil dat Jef groenten meebrengt om te verkopen in de winkel. Om niet door de mand te vallen, koopt Jef de groenten in de supermarkt. |             |                      |                                                             |                  |  |
| 167 | 2           | Piercing             |                                                             | 15 januari 2002  |  |
| Jeanne wil afvallen, maar een liposuctie is te duur en diëten te moeilijk. Jef wil niet dat Jeanne vermagert. Hugo achterhaalt dat Tineke ergens een piercing heeft en gebruikt de grove middelen. Odilon overhoort het gesprek en is verbaasd over de lage prijs van de piercing en dat dit aan huis kan. Odilon heeft de termen piercing en liposuctie echter verwisseld. Daardoor laat Jeanne de betreffende man komen en krijgt ongevraagd een navelpiercing. |             |                      |                                                             |                  |  |
| 168 | 3           | Colette              |                                                             | 22 januari 2002  |  |
| Filip heeft een afspraak met Colette. Om ervoor te zorgen dat Hugo, die Colette ook wel ziet zitten, uit de buurt blijft, moet Filip Hugo pornoboekjes bezorgen. Deze geraken echter op Filips kamer verzeild. Verder zijn er ook enkele dakpannen stuk. Jef schakelt de hulp in van Odilon die op zijn beurt twee ex-gedetineerden inhuurt. Een echte vakman kan niet komen want Jef heeft aandelen die hij niet wil verkopen. Maar Jeanne is wel erg enthousiast over de goedkope werkkrachten. |             |                      |                                                             |                  |  |
| 169 | 4           | Lumbago              |                                                             | 29 januari 2002  |  |
| Tineke en Brigitte komen poker spelen met Lukas en Hugo. Ze bakken er niks van en worden uitgelachen door de jongens. Jef helpt de meisjes om goed te worden in poker. Om te bewijzen dat ze wel kunnen pokeren, dagen Tineke en Brigitte de jongens uit voor een potje strippoker. Dit tot ongenoegen van Filip, omdat de studenten erg luid zijn. Odilon en Jef moeten een lek in de veranda repareren. Omdat Jef geen zin heeft, maakt hij Jeanne wijs dat Odilon een gevaarlijke nekblessure heeft. Jeanne doorziet de leugen en veinst een lumbago te hebben waarop Jef zijn armen zogezegd breekt. Mimi ontfermt zich over het gewonde trio. Dat terwijl ze echt ziek is en hulp nodig heeft voor de lokale Chiro.             |             |                      |                                                             |                  |  |
| 170 | 5           | Tango                |                                                             | 5 februari 2002  |  |
| Jeanne is het beu dat Jef zijn planten in de weg staan. Op aanraden van Lukas zou ze een hobby moeten zoeken. Ze komt uit op tangodansen en wil Jef hierbij betrekken. Hij heeft echter geen zin om zijn biljartavonden op te geven. Hugo krijgt van Odilon onrechtstreeks het advies om te doen alsof Tineke hem niet interesseert. Hij tracht haar jaloers te maken door al zijn aandacht op Brigitte te richten. |             |                      |                                                             |                  |  |
| 171 | 6           | De zoon              |                                                             | 12 februari 2002 |  |
| Jeanne laat Tineke haar dromen analyseren. Volgens Tineke heeft Jef een buitenechtelijk kind. De elektriciteit is aan vervanging toe. Odilon laat de werken uitvoeren door zijn nieuwe collega Armand. Door toedoen van Filip gelooft Jeanne dat Armand dat kind is. Hugo heeft zijn radio hersteld door erop te kloppen. Nu denkt hij dat hij alles kan repareren door er eens goed op te meppen. Brigitte heeft ondertussen haar handen vol met haar uiterlijk want ze heeft een nieuwe vriend. Daarom maakt ze gebruik van Hugo's "gerepareerd" materiaal. |             |                      |                                                             |                  |  |
| 172 | 7           | Kleptomanie          |                                                             | 19 februari 2002 |  |
| Filip verbergt een gouden balpen van Tineke in Hugo's kamer om hem van diefstal te kunnen betichten. Zo hoopt hij dat Hugo van kot wordt gesmeten. De andere studenten gaan in de tegenaanval en veinzen dat Hugo lijdt aan kleptomanie. Hugo ontdekt al snel de voordelen van deze drang en misbruikt deze. Om Filip een loer terug te draaien, verzint Lukas een plan. Jef wil een nieuwe vishengel, maar heeft geen geld. Daarop breekt hij zijn huidige vishengel. Hij geeft dit aan bij de verzekeringsmaatschappij met de uitleg dat Odilon deze per ongeluk heeft stukgemaakt. Odilon voelt zich echter erg schuldig. |             |                      |                                                             |                  |  |
| 173 | 8           | Minnaar              |                                                             | 26 februari 2002 |  |
| Omwille van een ruzie over het voorzitterschap bij de biljartclub wil Odilon de televisie van Jef en Jeanne niet repareren. Daarom vraagt hij Roger om deze te herstellen zodat Jef en Odilon toch naar het biljart kunnen. Jeanne achterhaalt dat Roger geen hersteller is. Uit wraak doet ze alsof Roger haar minnaar is, maar daardoor zet ze haar eigen huwelijk op spel. Hugo doet alsof hij een posttraumatisch stresssyndroom heeft om een eerder gemaakte afspraak niet na te komen. De andere studenten beramen een complot waardoor Hugo denkt werkelijk het syndroom te hebben. Ze gebruiken daarvoor Hugo's onderbroek.                                                                                                  |             |                      |                                                             |                  |  |
| 174 | 9           | Amazone              |                                                             | 5 februari 2002  |  |
| Jeanne verneemt via Mimi dat Jef een grote geldprijs heeft gewonnen met het biljarten. Jef was van plan dit te verzwijgen zodat hij een visvakantie kan boeken. Jeanne verwacht dat ze een mooie verrassing krijgt. Wanneer Jef dat verneemt, tracht hij via valse tips Jeanne te doen geloven dat ze een cursus paardrijden krijgt. Omdat Jeanne schrik heeft van paarden, hoopt hij dat zij afziet om toch op visvakantie te kunnen gaan. Maar Jeanne is vastberaden en zal haar paardenangst overwinnen. Philip wil bewijzen tegenover Lukas dat hij de studenten zo rond zijn vinger kan winden. Hij organiseert een pop poll en koopt de studenten om.                                                                          |             |                      |                                                             |                  |  |
| 175 | 10          | Goudvis              |                                                             | 12 maart 2002    |  |
| Odilon is in de rouw omdat zijn goudvis Gaston dood is. Jef moet klusjes opknappen en haalt Jeanne over om dit door Odilon te laten doen zodat hij zijn gedachten kan verzetten. Jeanne gaat akkoord, maar daardoor moet Jef nu het huishouden doen. Om hiervan verlost te geraken, doet hij onder andere opzettelijk de was verkeerd. Hugo verneemt dat er brand is uitgebroken in een peda. Hij overtuigt Jeanne om drie studentes onderdak te geven in zijn kamer. Maar de Peda blijkt alleen mannelijke studenten te hebben. |             |                      |                                                             |                  |  |
| 176 | 11          | Vorig leven          |                                                             | 19 maart 2002    |  |
| Jeanne is boos omdat de biervoorraad alweer op is en beslist dat men maar water moet drinken. Hugo is al enkele dagen alcoholvrij. Hij heeft weer hoop omdat Tineke hem al een paar dagen niet heeft uitgescholden. Tineke wil juist van Hugo af en schakelt de hulp in van "relatietherapeut" Piet. Piet moet Hugo overtuigen dat hij in een vorig leven een konijn was en aangezien Tineke daar allergisch aan is, ze nooit een koppel kunnen vormen. Daardoor raakt hij erg depressief en wil zich beroven van het leven. Lukas herkent Piet en betrekt Jef in een complot zodat Jeanne terug bier toelaat. Zo zou Jef in zijn vorig leven zijn verdronken in een waterput waardoor hij nu een aversie heeft om water te drinken. |             |                      |                                                             |                  |  |
| 177 | 12          | Big Mother           | Laatste aflevering met Fabrice Delecluse en Esther Leenders | 26 maart 2002    |  |
| Tineke smokkelt Paul, een oudere man, binnen om enkel te overnachten omdat hij zijn trein heeft gemist. Ze maakt Hugo wijs dat Paul haar docent is die bijles komt geven. Paul blijkt echter getrouwd en wil alleen maar met Tineke naar bed. Jeanne installeert een bewakingscamera in de winkel omdat er te veel diefstallen gebeuren. Ze kan enkel Hugo op heterdaad betrappen, maar vermoedt dat ook Tineke snoep steelt. Daarom installeert ze de camera op Tinekes kamer. Ondertussen lopen de echte dieven in de winkel rond. Jef wil Odilon moe maken zodat hij wint bij het biljarten. Maar daardoor delft hij zijn eigen graf.                                                                                             |             |                      |                                                             |                  |  |

## Seizoen 12
Hoofdcast: Katrien Devos (Jeanne Liefooghe-Piens), Mark Verstraete (Jef Liefooghe), Odilon Mortier (Odilon Bonheur), Margot Brabants (Brigit Ghoetseels), Mout Uyttersprot (Filip de Faucille), Bert Van Poucke (Hugo Van Kompernolle), Marianne Devriese (Lies), Han Coucke (Stef)
| Nr. serie | Nr. seizoen | Titel van aflevering | Opmerking                                             | Uitzenddatum     |  |
| --- | ----------- | -------------------- | ----------------------------------------------------- | ---------------- |  |
| 178 | 1           | Blind date           | Eerste aflevering met Han Coucke en Marianne Devriese | 6 januari 2003   |  |
| Jef denkt dat Jeanne zijn verjaardag is vergeten. Via Odilon tracht hij haar eraan te doen herinneren en een hint te geven om een nieuwe vishengel te kopen. Door een miverstand denkt Jef dat Odilon Jeanne heeft gevraagd om een tweedehandsvislijn cadeau te geven. Stef geeft Odilon het telefoonnummer om de vislijn te kopen maar het is een nummer voor het bestellen van een stripteaseuse. Hugo neemt deel aan Blind Date. Om zichzelf niet belachelijk te maken, krijgt hij coaching van de andere studenten. |             |                      |                                                       |                  |  |
| 179 | 2           | Babyboom             |                                                       | 13 januari 2003  |  |
| Jef wil naar een biljarttoernooi, maar heeft geen kaartje. Vandaar dat hij het ticket van Robert wil bemachtigen. Hij hoopt dit als beloning te krijgen indien hij en Jeanne enkele dagen op diens baby passen. Jeanne krijgt de smaak te pakken en wil een kinderdagverblijf openen. Het is voor Evert niet duidelijk of Brigitte met hem seks wil of niet. Hugo en Lies geven respectievelijk advies aan Evert en Brigitte. |             |                      |                                                       |                  |  |
| 180 | 3           | Juf Jeanne           |                                                       | 20 januari 2003  |  |
| Stef tracht wat geld te winnen door dagelijkse bloopers te filmen en op te sturen naar Videodinges. Hij gebruikt Hugo ervoor maar het lukt maar niet om de bloopers te filmen. Hugo heeft het door en zint op wraak. Filips vader heeft besloten het zakgeld van zijn zoon drastisch te verlagen. Nu hoopt Filip geld te kunnen verdienen door les te geven aan de kinderen van buitenlandse diplomaten. Jeanne wil deze kinderen Nederlands leren. |             |                      |                                                       |                  |  |
| 181 | 4           | Jacuzzi              |                                                       | 27 januari 2003  |  |
| Hugo is verliefd op Sabine, maar zij heeft een relatie met een student ingenieur die een cabrio bezit. Daarom installeert Hugo op zijn kamer een jacuzzi. Jef wil de badkamer niet plamuren en maakt Jeanne wijs dat men tijdens zijn jaarlijkse medische controle zware hartproblemen heeft vastgesteld. Zijn plan keert echter tegen hem als ze alles verbiedt wat hij leuk vindt. |             |                      |                                                       |                  |  |
| 182 | 5           | Kromme haak          |                                                       | 3 februari 2003  |  |
| Omdat de snoepwinkel de laatste tijd verlieslatend was, heeft Jef – zonder medeweten van Jeanne – deze verbouwd tot een vissportwinkel. Filip stelt aan Jeanne voor om samen te werken met De Lekkerbek. Stef heeft een relatiebureau opgestart met fictieve klantenfiches. Hugo wil zoveel mogelijk vrouwen uit dat bestand ontmoeten. Ondertussen ontloopt hij zijn tante Madeleine. |             |                      |                                                       |                  |  |
| 183 | 6           | Papegaai             |                                                       | 10 februari 2003 |  |
| Cri-Cri, de papegaai van de moeder van Jeanne, komt enkele dagen naar het studentenhuis. Jef vreest dat dit de eerste stap is van zijn schoonmoeder in een verhuis. Daarnaast heeft Cri-Cri de beledigingen van schoonmoeder geleerd en krijst het beest deze continu naar Jef. Om van de papegaai af te geraken vraagt hij Hugo om een gevaarlijk beest in huis te nemen zodat Jeanne alle dieren kan wegdoen. Stef probeert ruzies tussen de kotgenoten te regisseren. Omdat de studenten veel te soft zijn probeert hij ze zelf op te stoken. |             |                      |                                                       |                  |  |
| 184 | 7           | Buitenshuis          |                                                       | 17 februari 2003 |  |
| Jeanne krijgt het aanbod om een kaderfunctie te krijgen op de hoofdzetel van een snoepfabrikant. Jef ziet dit onmiddellijk zitten en stelt voor dat hij het ganse huishouden zal doen. Hij is er zeker van nog voldoende tijd over te hebben om dagelijks te gaan vissen. Hun eigen snoepwinkel behouden ze waardoor ze Jos aannemen als verkoper. Jeanne vreest dat de complete aandacht van Lies en Brigitte naar de sexy Jos gaat. Daarom moet Jos doorgaan voor een homoseksueel. Jos neemt zijn taak zeer serieus en let er ook op dat Jef al zijn huishoudelijke karweien grondig en feilloos doet. Ondertussen heeft Hugo zijn zinnen gezet op Sylvie. Hij wil een goede indruk maken op haar vader, die loodgieter is. |             |                      |                                                       |                  |  |
| 185 | 8           | Den hacker           |                                                       | 24 februari 2003 |  |
| Jeanne is jaloers op mevrouw Renard omdat zij lid is geworden van een exclusieve club. Daarom maakt ze iedereen wijs dat ze lid is geworden bij een dure golfclub. Hugo schakelt de hulp in van computerhacker Gerry om zijn examenpunten aan te passen. De hacker gaat akkoord op voorwaarde dat Hugo hem aan Lies koppelt. Gerry hackt ook een krantenartikel waarin ze schrijven dat Jeanne een grote som heeft geschonken aan een voetbalclub. De andere studenten zijn van mening dat Jeanne rijk en gierig is en trachten haar financieel uit te melken. |             |                      |                                                       |                  |  |
| 186 | 9           | Skipret              |                                                       | 3 maart 2003     |  |
| Odilon werd gevraagd om scheidsrechter te spelen op een biljarttoernooi met voormalig kampioen Raymond Ceulemans. Mimi is op skivakantie geweest. Jeanne is jaloers en boekt voor haar en Jef ook een skivakantie. Die vakantie valt uiteraard in de week van het toernooi. Hugo verft zijn haar zwart nadat hij in de clinch kwam te liggen met een lid van de Hells Angels. Met zijn zwarte haar lijkt Hugo erg op Stef. Stef overtuigt Hugo om zijn broek uit te trekken in een vol auditorium, zodat Stef aan Lies kan bewijzen dat hij veel durft. Maar dan trekt Hugo zijn broek uit bij een uitreiking van een eredoctoraat.                                                                                            |             |                      |                                                       |                  |  |
| 187 | 10          | Nieuwe man           |                                                       | 10 maart 2003    |  |
| Jeanne wil dat Jef "een nieuwe man" wordt en helpt in het huishouden. Jef is dit uiteraard niet van plan. Odilon vreest dat dit op een echtscheiding uitdraait en beslist dan om het huishouden te doen. Filip is van mening dat het Engelse klassensysteem de beste oplossing is. De andere studenten zetten Filip zijn kamer overhoop. Uit wraak brengt Filip een nepvader mee, die vertelt dat Filip vroeger gepest werd. De andere studenten krijgen hierdoor een schuldgevoel. |             |                      |                                                       |                  |  |
| 188 | 11          | In het leger         |                                                       | 17 maart 2003    |  |
| Fernand zou een week op zee gaan vissen, maar heeft zijn arm gebroken. Jef wil het ticket aan een goedkopere prijs kopen en maakt Jeanne wijs dat hij door zijn voormalige legerkolonel is opgeroepen voor een missie in Afrika. Filip heeft ontdekt dat Evert bij Brigitte is blijven overnachten, wat tegen de regels is. Omdat niemand Filip gelooft, plaatst hij een camera. Uit wraak hebben de meiden een vriendin uitgenodigd zodat deze het lief van Filip kan spelen. |             |                      |                                                       |                  |  |
| 189 | 12          | De film              | Gastoptreden van Marc Coessens                        | 24 maart 2003    |  |
| Stefs neemt een film op en is op zoek naar een oubollig snoephuisje. Jeanne is tegen, maar Hugo haalt haar toch over door te zeggen dat ze zelf wellicht een kleine rol krijgt. Omdat van dat laatste niets aan is, geeft Stef haar een vals scenario waarin Jeanne een transseksueel moet spelen. Hij hoopt dat Jeanne zo van de rol afziet, maar zij wil nog steeds meespelen zeker sinds ze weet dat acteur Marc Coessens ook een rol heeft. Filip nodigt Lies uit om met zijn familie een trip te maken met hun nieuwe jacht. Zij wil op voorwaarde dat de andere studenten mee mogen. Ondertussen hebben Jef en Odilon wilde plannen bij het vissen. De wormen liggen echter niet waar ze moeten zijn.                    |             |                      |                                                       |                  |  |
| 190 | 13          | De rotte appel       | Laatste aflevering met Bert Van Poucke                | 31 maart 2003    |  |
| Nadat hij een weddenschap verloren heeft, stookt Filip ruzie tussen Jeanne en Odilon. Deze wordt erger als Odilon op de taart van Jeanne zit. Jef probeert te bemiddelen. Lies past op de kevers van Bas. Stef wil een reportage maken over iemand met een pervers karakter. Echter gedraagt Hugo zich veel normaler als hij voor de camera staat. Als hij verneemt dat Lies enkel in zijn kamer wil slapen mochten de kevers ontsnappen, gooit hij kevers in het rond. Plots heeft Stef meer filmmateriaal. |             |                      |                                                       |                  |  |

## Seizoen 13
Hoofdcast: Katrien Devos (Jeanne Liefooghe-Piens), Mark Verstraete (Jef Liefooghe), Odilon Mortier (Odilon Bonheur), Margot Brabants (Brigit Ghoetseels), Mout Uyttersprot (Filip de Faucille), Louis van der Waal (Bas), Marianne Devriese (Lies), Han Coucke (Stef)
| Nr. serie | Nr. seizoen | Titel van aflevering | Opmerking                                                                             | Uitzenddatum  |  |
| --- | ----------- | -------------------- | ------------------------------------------------------------------------------------- | ------------- |  |
| 191 | 1           | Hotel Bellevue       | Eerste aflevering met Louis Van Derwaal                                               | 1 maart 2004  |  |
| Jeanne vertelt Mimi dat ze naar Spanje op reis gaat, hoewel ze vliegangst heeft. Daarom verbergt ze zich een hele week in haar eigen huis. De studenten denken dat Jeanne echt op reis is en willen een kotfuif houden. Jef wilt vooral gaan vissen en zorgt voor ruzie tussen de studenten. Vooral voor Bas is de fuif belangrijk: hij wil zijn nieuwe vlam Anja uitnodigen. |             |                      |                                                                                       |               |  |
| 192 | 2           | Donor                |                                                                                       | 8 maart 2004  |  |
| Jeanne is boos op Jef omdat hij alweer gelogen heeft en te veel tijd doorbrengt met zijn planten. Jef besluit dan om Jeanne mee te nemen op een vakantie naar de Ardennen. Om aan het geld te geraken, verkoopt hij het zaad van een zeldzame plant die hij gestolen heeft op het werk. Wanneer er plots een dame in de winkel staat die het zaad van Jef wil kopen, denkt Jeanne dat dit over Jefs sperma gaat. Filip heeft een nieuwe liefde gevonden: de dochter van busfabrikant Van Hool. Wanneer hij ontdekt dat ze Van Gool heet en haar vader buschauffeur is, dumpt hij haar. Maar de West-Vlaamse geeft niet op.                                                                              |             |                      |                                                                                       |               |  |
| 193 | 3           | Rusthuis             |                                                                                       | 15 maart 2004 |  |
| Jeanne is het beu dat de studenten bijna elke avond dronken zijn en verbiedt hen om 's avonds nog op café te gaan. Tot haar verbazing gaat Jef akkoord en is hij ook bereid om 's avonds thuis te blijven. Hij wil echter bij haar in een goed daglicht komen zodat hij een nieuwe brommer kan aanschaffen. Odilon is zijn oom in het rusthuis gaan bezoeken en heeft zichzelf, Jef en Jeanne op de wachtlijst gezet. Jeanne denkt echter dat Jef haar moeder op de wachtlijst heeft gezet. Nadat Bas verneemt dat hij tot nu toe enkel alcoholvrij bier heeft gedronken – en er omwille van psychologische redenen toch dronken van werd – beslist hij om enkel nog zware Belgische bieren te drinken. |             |                      |                                                                                       |               |  |
| 194 | 4           | Erotica              |                                                                                       | 22 maart 2004 |  |
| Jef verzwijgt op vraag van Odilon dat hij naar het jaarlijkse feest van de vissersclub is geweest omdat er pralines van De Lekkerbek waren en niet van Het Snoephuisje. Wanneer Brigitte in de gang kaartjes verliest van de eroticabeurs en Jeanne deze vindt, denkt ze verkeerdelijk dat Jef en Odilon naar die beurs geweest zijn. Lies raadt haar aan om wat meer spanning in hun seksleven te brengen. Stef heeft een rol te pakken als bewakingsagent nadat hij gelogen heeft goed met honden overweg te kunnen. Evert, het lief van Brigitte, brengt een hond van zijn tante mee waarmee Stef kan oefenen.                                                                                       |             |                      |                                                                                       |               |  |
| 195 | 5           | Hondsdol             |                                                                                       | 29 maart 2004 |  |
| Professor Landuyt geeft een tuinfeest en Filip heeft zich opgegeven om daar de afwas te doen. Hij krijgt hulp van Brigitte omdat hij haar heeft wijsgemaakt dat ze mag zingen. Jeanne wil ook op dat feest zingen omdat ze denkt beter te zijn dan Brigitte. Jef wil naar de uitverkoop van een viswinkel, maar de winkel is enkel open tijdens zijn werkuren. Hij vraagt Stef of hij aan een vals doktersbriefje kan geraken. De bedoeling was dat Jef door een hond gebeten zou zijn, maar Odilon denkt verkeerdelijk dat Jef hondsdolheid heeft. |             |                      |                                                                                       |               |  |
| 196 | 6           | Varkenspest          |                                                                                       | 5 april 2004  |  |
| Tante Alice komt voor enkele dagen op bezoek. Jef ziet dat niet zitten en haalt het hangbuikzwijn van zijn vriend Swa in huis in de hoop dat tante Alice vertrekt. Wanneer blijkt dat Alice is opgegroeid op een boerderij, schildert Jef stippen op het varken en beweert dat het dier ziek is. Jeanne doorziet de leugen en veinst dat tante Alice haar erfenis aan het ronddelen is. Stef heeft backstage-tickets bemachtigd van de Red Hot Chili Peppers. Filip en Jeanne richten een actiecomité op tegen het concert. Bas heeft spacecake meegenomen en Brigitte eet er een stuk van. Dan blijkt de spacecake toch de oplossing te zijn voor de boycot van het concert.                           |             |                      |                                                                                       |               |  |
| 197 | 7           | De ambassadeur       |                                                                                       | 12 april 2004 |  |
| Jeanne wil niet dat Tsjin Tsjin, de nieuwe vriendin van Stef, op zijn kamer blijft slapen. Zij verandert van mening nadat ze tot het besef is gekomen dat het meisje de dochter is van de Chinese ambassadeur en begint prompt aan een talencursus Chinees. Op aanraden van Mimi nodigt ze de ouders van Tjsin Tsjin uit. Wat ze niet weet, is dat de "Chinese Ambassadeur" een restaurant is. Odilon heeft een blauw oog door een gevangene. Lies leert hem karate om zich te verdedigen terwijl Bas hem probeert te overtuigen dat praten de beste oplossing is. |             |                      |                                                                                       |               |  |
| 198 | 8           | Het been             |                                                                                       | 19 april 2004 |  |
| Nu Jeanne haar enkel verzwikt heeft en Jef zijn planten moet behandelen tegen wortelrot, staat Lies in voor het huishouden. Zij zegt Jef dat hij sociaal verlof kan aanvragen om het huishouden te doen. Jef verklaart tegen zijn baas dat Jeanne een kunstmatig been heeft dat moet worden vervangen. Stef verkoopt prullaria die zogezegd ooit in bezit waren van filmsterren waaronder het horloge dat Brad Pitt droeg tijdens Seven years in Tibet en het kunstbeen van de vrouw van Paul McCartney. Brigitte en Bas willen deze "unieke" spullen kopen. |             |                      |                                                                                       |               |  |
| 199 | 9           | Bowling              |                                                                                       | 26 april 2004 |  |
| Stef vraagt Odilon om naar de bowling te gaan. Ook Filip en Jef, die een weddenschap hebben, dagen elkaar uit voor een partijtje bowlen. Jeanne is jaloers omdat Mimi op televisie verscheen. Jeanne wil ook op televisie verschijnen en vraagt aan de studenten om haar te laten bedanken in een rubriek. Omdat de studenten het te druk hebben, belt Jeanne zelf naar de televisie en doet zich voor als Mieke. Mieke wil Jeanne bedanken omdat ze de beste kotmadam van Leuven is. Er komt daadwerkelijk een televisieploeg die zowel Jeanne als Mieke in dezelfde scène wil. Dat is uiteraard moeilijk, zeker nadat Jeanne met haar vinger geklemd raakt in een bowlingbal.                         |             |                      |                                                                                       |               |  |
| 200 | 10          | Snoeipijn            |                                                                                       | 3 mei 2004    |  |
| Odilon is verdrietig sinds hij een brief heeft ontvangen van de gevangenis met de melding dat hij wordt overgeplaatst naar Antwerpen. De brief is nep en werd opgesteld door Jef. Zo hoopt hij dat Jeanne naar de plantsoendienst belt met de melding dat haar man tijdens de snoeiweek niet kan komen werken om zijn vriend te troosten. Jeanne achterhaalt de waarheid van de brief en geeft hem een koekje van eigen deeg: Jef wordt overgeplaatst naar de zoo van Antwerpen. Brigitte organiseert een fuif voor het vertrek van Odilon. Lies heeft een nieuwe aanhouder: Walter. Ze gebruikt hem voor zijn notities maar haar plan keert zich tegen haar.                                           |             |                      |                                                                                       |               |  |
| 201 | 11          | Benny                |                                                                                       | 10 mei 2004   |  |
| Jef heeft 2500 euro gewonnen, maar verzwijgt dit voor Jeanne. Wel geeft hij 100 euro aan Brigitte als gift voor de hartoperatie van Benny, niet wetende dat Benny een koala is. Evert, de vriend van Brigitte, heeft ook geld ingezameld. Hij brengt beide donaties naar de bank. Brigitte is hiervan niet op de hoogte en vreest dat het geld werd gestolen. Al snel wordt Stef als verdachte aangezien, zeker nu blijkt dat hij een nacht bij de politie heeft doorgebracht voor drugsbezit. Filip denkt echter dat Stef een aanslag beraamt op prins Filip. |             |                      |                                                                                       |               |  |
| 202 | 12          | Italiaans virus      |                                                                                       | 17 mei 2004   |  |
| Lies schept op dat ze met haar nieuwe Italiaanse liefde Marcello een hotelkamer heeft gehuurd. Bas vreest dat Marcello een handelaar is in blanke slavinnen en haalt Jeanne ertoe over om de post van Lies te openen. Brigitte komt dit te weten. Samen met klasgenoot Frederik en Lies maken ze een valse brief op waarin Marcello bekent aids te hebben. Jef heeft bewust op Odilon gestemd als nieuwe schatbewaarder van de biljartclub. Hij weet dat Odilon niet goed is in rekenen en boekhouding. Jef wil de fouten uit de boekhouding halen om de biljartclub ervan te overtuigen dat hij beter is. Verder wil hij geld uit die boekhouding verduisteren voor de aankoop van biljartmateriaal.   |             |                      |                                                                                       |               |  |
| 203 | 13          | Vermist              | Laatste aflevering met Louis Van Derwaal en Margot Brabants Laatste aflevering in 4/3 | 24 mei 2004   |  |
| Omdat Jef niet wil helpen met een verfbeurt in het biljartlokaal, zegt Jeanne dat hij een uitvlucht heeft: zijn schoonmoeder komt op bezoek. Wanneer dat laatste ook werkelijkheid blijkt te zijn, belt Jef zijn schoonmoeder op om te zeggen dat Jeanne haar in Lier verwacht. Hij brengt Jeanne daarvan niet op de hoogte dus wordt er een grote zoekactie opgezet wanneer schoonmoeder wordt vermist. Odilon heeft Filip zien buitenkomen bij een dure repetitor. Filip wil het niet toegeven en maakt een contract op zodat Odilon toegeeft dat hij hem niet gezien had. |             |                      |                                                                                       |               |  |

## Seizoen 14
Hoofdcast: Katrien Devos (Jeanne Liefooghe-Piens), Mark Verstraete (Jef Liefooghe), Odilon Mortier (Odilon Bonheur), Mieke Dobbels (Saskia Moerman),  Mout Uyttersprot (Filip de Faucille), Jan Van Hecke (Arnold De Meyer), Marianne Devriese (Lies), Han Coucke (Stef)
| Nr. serie | Nr. seizoen | Titel van aflevering  | Opmerking                                                                      | Uitzenddatum     |  |
| --- | ----------- | --------------------- | ------------------------------------------------------------------------------ | ---------------- |  |
| 204 | 1           | Nikita                | Eerste aflevering met Jan Van Hecke en Mieke Dobbels Eerste aflevering in 16/9 | 1 november 2004  |  |
| In ruil voor extra verlof past Jef op Nikita, de kat van zijn baas Gerard. Omdat Jeanne allergisch is voor katten verbergt Jef het dier. Ook Odilon tracht de kat voor Jeanne te verbergen en beweert dat Gerard een minnares heeft. De studenten verwachten bezoek van Natasha, een Russische studente. Al snel aanziet Jeanne Natasha als die minnares. |             |                       |                                                                                |                  |  |
| 205 | 2           | Smaragden en robijnen |                                                                                | 8 november 2004  |  |
| Jef heeft via Arnold een ring gekocht als verjaardagsgeschenk voor Jeanne. Mimi denkt dat de ring nep is, totdat een juwelier bevestigt dat deze enkele duizenden euro's waard is. Jef, die Arnold nog moet betalen, beseft dan dat hij hem geen 5000 Belgische frank schuldig is, maar wel 5000 euro. Daarom laat Jef Odilon inbreken in de biljartkantine om de opbrengst van de vrouwenwedstrijd te stelen. Stef, die ondertussen samen is met Lies, beweert dat hij niet jaloers zou zijn indien zij zou uitgaan met een andere jongen. Saskia wil dat controleren en stuurt Lies op restaurant met de sexy Yuri. |             |                       |                                                                                |                  |  |
| 206 | 3           | Trucage               |                                                                                | 15 november 2004 |  |
| Omdat de visclub bijna failliet is, wordt een jaarkalender gemaakt waar de vissers poseren met hun visgerief. Stef, Jeanne en Mimi zijn van mening dat de kalenders niet zullen verkopen. Daarom gebruikt Stef Photoshop om de visnetten te vervangen door halfnaakte modellen. Nadat Jeanne zo'n kalender vindt, denkt ze dat de vissers werkelijk hebben geposeerd met naaktmodellen. Saskia wil geen studentendoop of -opdracht uitvoeren totdat Lies voorstelt dat ze samen met Arnold in een slaapzak moet kruipen om daarin hun kleding om te wisselen. |             |                       |                                                                                |                  |  |
| 207 | 4           | Op wieltjes           |                                                                                | 22 november 2004 |  |
| Omdat Artur een blessure heeft aan zijn pink, kan Jef toch deelnemen aan het provinciaal kampioenschap vissen. Het probleem is dat de wedstrijd op dezelfde dag valt waarop hij en Odilon van Jeanne de kamers moeten behangen. Als uitvlucht maakt Arnold voor Jef een valse invitatie voor de reünie van de jeugdvereniging. Jef is zeker dat Jeanne niet zal meekomen aangezien het om een rolschaatsfuif gaat. Zij verneemt echter dat de burgemeester ook in die club zat en wellicht aanwezig zal zijn. Volgens Filip bevat kraantjeswater een te grote hoeveelheid aan natrium. Dit brengt Stef op een idee: hij verkoopt aan Jeanne "puur zuiver bronwater", maar in werkelijkheid vult hij de bidons op de badkamer met kraantjeswater. Jeanne vindt dit bronwater zo goed dat ze beslist om het ook in de winkel te verkopen. |             |                       |                                                                                |                  |  |
| 208 | 5           | Huwelijk              |                                                                                | 29 november 2004 |  |
| Jef heeft stiekem zijn laatste verlofdagen opgenomen. Dat blijkt nu een probleem te zijn aangezien hij en Jeanne vijfentwintig jaar zijn getrouwd en Jeanne een romantische reis op de Rijn heeft geboekt. Wettelijk gezien kan Jef nog verlof krijgen wanneer hij met Jeanne trouwt, maar dat is hij al. Wanneer Jeanne verneemt dat Jef geen verlof meer heeft, zet ze hem op straat. Stef kocht voor Lies sexy lingerie, maar Stef denkt dat Saskia het pakje heeft geopend en wil dat controleren. Daardoor denkt zij dat Stef een oogje op haar heeft. |             |                       |                                                                                |                  |  |
| 209 | 6           | Hoog bezoek           |                                                                                | 6 december 2004  |  |
| Jeanne zit in zak en as nu Stef en Lies hebben aangekondigd te verhuizen naar een appartement. Filip stelt Jeanne voor aan de rijke burggraaf Jean-François die hun kamers wil overnemen. De andere studenten zien de komst van Jean-François niet zitten, dus verzinnen ze allerlei smoesjes zodat dit niet zou gebeuren. Saskia legt Jeanne in de luren: haar oom is een dubbelganger van koning Albert II. Deze oom maakt Jeanne wijs dat een prins op zoek is naar een studentenkamer. Jean-François haakt af en de prins komt uiteraard ook niet. |             |                       |                                                                                |                  |  |
| 210 | 7           | Jeanne d'Arc          |                                                                                | 13 december 2004 |  |
| Jeanne speelt de rol van Jeanne d'Arc in een massaspektakel. Ze heeft zich kandidaat gesteld nadat ze vernam dat de nicht van burgemeester Louis Tobback ook acteert. Door een misverstand denkt Jeanne dat Julienne een lesbienne is die op haar verliefd is. Arnold is het gestalk van Saskia beu en verbergt zich voor haar. De andere studenten laten een stripper komen om Saskia's verlangen naar Arnold te doen inkeren. Saskia stuurt de stripper naar de repetitie. Jeanne maakt daar gretig gebruik van door duidelijk te maken dat ze voor de mannen is. |             |                       |                                                                                |                  |  |
| 211 | 8           | Kerstmis              |                                                                                | 20 december 2004 |  |
| Nadat Jef verneemt dat Jeannes moeder met kerstavond komt, kan hij Jeanne overtuigen om een zieke actrice in het kerstspel te vervangen. Niet veel later blijken ook twee acteurs ziek te zijn en dwingt Jeanne dat Jef en Odilon deze rollen overnemen. Odilon kan de tekst niet onthouden waardoor het verhaal over de geboorte van Jezus een andere verhaallijn krijgt. Lies stelt Stef voor aan haar hoogzwangere vriendin Myriam. Hierdoor denkt Stef dat Lies ook een kind wil. Arnold verdenkt Myriams vriend Seppe van slagen en verwondingen nadat Myriam verklaart dat haar blauwe plekken afkomstig zijn van een banale val. Op kerstavond bevalt Myriam in de woonkamer van Jef en Jeanne. |             |                       |                                                                                |                  |  |
| 212 | 9           | Survival              |                                                                                | 27 december 2004 |  |
| De studenten gaan tijdens het weekend op citytrip en Jeanne wil met hen mee. De studenten willen dit niet en maken Jeanne wijs dat ze op survivaltocht gaan. Zelfs de meest gruwelijke verhalen over zulke tochten doen Jeanne echter niet afzien van haar standpunt om deel te nemen. Jef spoort haar zelfs nog extra aan: als Jeanne niet thuis is, kan hij op zee gaan vissen. Omdat de studenten niet voldoende budget hebben, zijn ze uiteindelijk genoodzaakt om naar het appartement van Filips vader aan de Belgische kust te gaan. |             |                       |                                                                                |                  |  |
| 213 | 10          | Chatten               |                                                                                | 3 januari 2005   |  |
| Lies overtuigt Jeanne om te leren chatten. Stef houdt audities voor een film die door een van zijn professoren wordt gemaakt. Omdat Jeanne verslaafd is geworden aan het chatten, verwaarloost ze het huishouden. Jef en Stef bedisselen een plan zodat Jeanne niet langer chat. Ze sturen de acteurs van Stefs auditie op Jeanne af. |             |                       |                                                                                |                  |  |
| 214 | 11          | Verloren zoon         |                                                                                | 10 januari 2005  |  |
| Odilon en Arnold verklappen aan Jeanne dat Jef stiekem wil gaan vissen. Jef maakt de sarcastische opmerking dat Arnold even dom is als Odilon en diens zoon zou kunnen zijn. Wanneer Odilon dan verneemt dat hij de moeder van Arnold goed heeft gekend, denkt hij werkelijk dat Arnold zijn zoon is. De naïeve Odilon geeft aan Arnold zakgeld en waardevolle cadeaus. Omwille van een misverstand denken Mimi en Jeanne dat Arnold een buitenechtelijk kind is van Jef. Wanneer Jeanne tegen Stef zegt dat Lies een goed meisje is en wellicht een even goede vrouw als zijzelf zal worden, vreest Stef dat Lies een dominerende draak zal worden. |             |                       |                                                                                |                  |  |
| 215 | 12          | Muggenlarven          |                                                                                | 17 januari 2005  |  |
| Jeanne heeft per ongeluk de Bulgaarse muggenlarven, die Jef wou gebruiken voor de viswedstrijd, uit de ijskast gehaald waardoor deze niet langer bruikbaar zijn. Jef bestelt nieuwe larven via internet en betaalt de aankoop met het geld dat bedoeld was voor de reparatie van de airco-installatie. Jef en Odilon trachten de airco zelf te herstellen. Omdat Saskia nog steeds verliefd is op Arnold, komt Stef met een idee. Hij verkleedt zich als vrouw en doet zich voor als de vriendin van Arnold. Een gedetineerde heeft zijn vriendin Zizi echter naar de snoepwinkel gestuurd met een cake waarin ontsnappingsmateriaal zit. Odilon moet deze aan de gedetineerde geven. De politie is Zizi op het spoor en zij lijkt enorm veel op de verklede Stef waardoor de verkeerde persoon wordt opgepakt.                         |             |                       |                                                                                |                  |  |
| 216 | 13          | De streaker           |                                                                                | 24 januari 2005  |  |
| Jeanne nodigt mevrouw De Borrekes uit, de vrouw van de nieuwe CEO van Interbrew. Filip assisteert Jeanne en geeft haar lessen hoe om te gaan met zulke mensen. Stef wil Lies verrassen met een trip naar Parijs. Omdat hij geen geld heeft, gaat hij een weddenschap aan: hij krijgt 250 euro wanneer hij streakt tijdens een voetbalmatch. Hij wint de wedstrijd, maar er verschijnt van dit incident een wazige foto in de krant. Wanneer Jeanne achterhaalt dat Jef in de winkel 250 euro heeft ontvangen betreffende een weddenschap, vreest ze dat hij de streaker is. |             |                       |                                                                                |                  |  |

## Seizoen 15
Hoofdcast: Katrien Devos (Jeanne Liefooghe-Piens), Mark Verstraete (Jef Liefooghe), Odilon Mortier (Odilon Bonheur), Mieke Dobbels (Saskia Moerman), Mout Uyttersprot (Filip de Faucille), Jan Van Hecke (Arnold De Meyer), Marianne Devriese (Lies), Han Coucke (Stef)
| Nr. serie | Nr. seizoen | Titel van aflevering | Opmerking                                                                   | Uitzenddatum     |  |
| --- | ----------- | -------------------- | --------------------------------------------------------------------------- | ---------------- |  |
| 217 | 1           | De mol               |                                                                             | 28 november 2005 |  |
| Filip klaagt omdat Stef zich enkel in boxershort naar de badkamer begeeft. De studenten besluiten van kamer te wisselen. Jef zoekt een uitvlucht om niet te moeten helpen op de werkdag van de vissersclub. Die vindt hij als er een mol opduikt in de tuin. Als gevolg van zijn mollenjacht heeft Jef een blauw oog. De andere leden van de vissersclub verdenken Jeanne van huiselijk geweld. |             |                      |                                                                             |                  |  |
| 218 | 2           | Schoonouders         |                                                                             | 5 december 2005  |  |
| Jeanne wil een nieuwe kast, maar Jef gebruikt het geld voor visgerief en laat Odilon een antieke eiken kast meenemen vanop diens zolder. Voor het vervoer haalde Odilon de kast uit elkaar en nu proberen Arnold en hij deze weer in mekaar te steken. Filip klaagt over het te intieme gedrag van Stef en Lies. Jeanne wil daarom hun ouders spreken. Stef stuurt een nepmoeder en Lies een nepvader. Filip heeft echter de echte vader van Stef en de echte moeder van Lies opgebeld. |             |                      |                                                                             |                  |  |
| 219 | 3           | Stinkend rijk        |                                                                             | 12 december 2005 |  |
| Mimi pocht dat ze een optie heeft genomen op een appartement aan zee. Ze vraagt zich af waarom Jef en Jeanne dat nog niet hebben. Daarop bespaart Jeanne op zowat alles in de hoop ook zulk appartement te kunnen kopen. Jef moet een stinkende regenpijp onder handen nemen, maar hij wil de volgende dag gaan vissen. Odilon vertelt aan Jeanne een verzonnen verhaal over een gevangene genaamd Verstappen, die zo'n vijftien jaar geleden zijn huis heeft verkocht maar vergeten is om zijn verstopte goud mee te nemen. Omdat Jeanne het huis gekocht heeft van die Verstappen, is ze er zeker van dat dat goud ergens in haar huis ligt. |             |                      |                                                                             |                  |  |
| 220 | 4           | Het konijn           |                                                                             | 19 december 2005 |  |
| Op Filip na gaan de studenten de hele nacht op stap. Om dat te voorkomen, bezet Filip de badkamer. De studenten vinden dat niet zo erg dus sluiten ze hem in die badkamer op tot de volgende dag. Filip dreigt daarop met een rechtszaak voor morele schade omwille van zijn zogezegde claustrofobie. Jeanne heeft de baas van Jef verteld dat hij graag promotie wil. Daarop krijgt Jef meer werk. Jef is het beu dat Jeanne zich overal mee bemoeit, dus besluit zij om zich nergens nog iets van aan te trekken. Jef vertelt Odilon dat hij ontslag wil nemen in de hoop dat Jeanne er zich mee bemoeit, maar Odilon vertelt dit aan Jeanne terwijl Jefs baas erbij is. Verder heeft Odilon een konijn gekocht dat hij Paula noemt. Jeanne denkt dat Paula zijn vriendin is. |             |                      |                                                                             |                  |  |
| 221 | 5           | Uitbreidingsplannen  |                                                                             | 26 december 2005 |  |
| De buren zijn verhuisd en Jef heeft in hun wijnkelder een dure collectie gevonden. Hij wil deze verkopen aan een wijnkenner en het geld voor zich houden. Daarom licht hij Jeanne niet in. Nadat Jeanne verneemt dat er potentiële kopers zijn voor het huis die er een sekswinkel van willen maken, wil ze zelf het huis kopen. Daarom wil Jef het huis onbewoonbaar laten verklaren door zijn vriend Sander, in ruil voor een fles dure wijn. Odilon geeft hem echter goedkope roséwijn mee. |             |                      |                                                                             |                  |  |
| 222 | 6           | Goeroe               |                                                                             | 2 januari 2006   |  |
| Ondanks dat het snoeitijd is, loopt Jef er goedgezind bij. Hij beweert dat dit komt omwille van de yogalessen die hij heeft gevolgd. Daarop wil Jeanne ook zulke lessen nemen. De waarheid is dat Jef is vrijgesteld van de snoei, omdat hij zijn baas chanteert met het feit dat die een maîtresse heeft. Filip is in alle staten: hij heeft zeer binnenkort examens en zijn gelukbrengende konijnenpoot is spoorloos. |             |                      |                                                                             |                  |  |
| 223 | 7           | Lingerie             | Uitgebracht op dvd 4 (verward met de gelijknamige aflevering uit seizoen 8) | 9 januari 2006   |  |
| Jef is in de finale geraakt van het biljartseizoen. Zijn tegenstander is Jos, de man van Mimi. Jef weet dat hij niet gaat winnen, dus tracht hij het spel te winnen wegens forfait. Daarom maakt hij Mimi wijs dat Jos een buitenechtelijke relatie heeft. |             |                      |                                                                             |                  |  |
| 224 | 8           | De tuinman           |                                                                             | 16 januari 2006  |  |
| Lies stuurt Stef haar kamer uit omdat hij te luid snurkt. Stef denkt dat Lies hem niet meer graag ziet. Saskia laat foto's zien van het toneelstuk waarin ze meespeelt en zogezegd een verhouding heeft met Bobby. Hierdoor is Arnold jaloers. Jeanne krijgt bezoek van Bernadette, een voormalige klasgenote die nu getrouwd is met een succesvol advocaat. Jeanne wil niet onderdoen en pretendeert ook gehuwd te zijn met een knappe, succesvolle man. Wanneer daarop Jef al vloekend de winkel betreedt, maakt Jeanne Bernadette wijs dat Jef de tuinier is. Ze gebruikt Saskia's foto's en doet alsof Bobby haar man is. |             |                      |                                                                             |                  |  |
| 225 | 9           | Troebel water        |                                                                             | 23 januari 2006  |  |
| Op het werk van Jef werd een algenmiddel gestolen. Jef verkoopt dit aan de visclub omdat het middel het water goed zal zuiveren. Hij stuurt Odilon naar de plantsoenendienst om het goedje te stelen. Echter neemt hij een antimosmiddel mee waardoor de vissen sterven. Mimi pocht dat ze bruidsmeisje en getuige is op een huwelijk. Jeanne maakt haar wijs dat zij dat is wanneer Stef en Lies trouwen. Stef en Lies hebben geen trouwplannen, maar door de leugen van Jeanne ontstaat dat gerucht wel. |             |                      |                                                                             |                  |  |
| 226 | 10          | Aanpappen            |                                                                             | 30 januari 2006  |  |
| Nu Jef voor zijn werk in Kent zit, helpt Mimi Jeanne met het behangen. Mimi is verbaasd over Jeannes vrijgeestigheid. De moeder van Filip wil hem koppelen aan de dochter van de notaris, wat hijzelf niet ziet zitten. Om dat meisje te misleiden, overtuigt hij Saskia om zijn zwangere vriendin te spelen. |             |                      |                                                                             |                  |  |
| 227 | 11          | Het schilderij       |                                                                             | 6 februari 2006  |  |
| Jeanne vindt op zolder een spuuglelijk schilderij dat ze ooit erfde van haar vader. Odilon brengt Gilbert, een ex-gedetineerde en kenner van abstracte kunst, mee. Hij schat het schilderij op 12.000 euro, maar zegt dit enkel tegen Jef. Jef laat daarop het schilderij namaken via Filip, die 35% vraagt op de verkoopprijs. Uiteraard worden de twee schilderijen verwisseld en geraakt het echte exemplaar onherstelbaar beschadigd. |             |                      |                                                                             |                  |  |
| 228 | 12          | Het model            |                                                                             | 13 februari 2006 |  |
| Om een fikse korting te krijgen, heeft Jef de uitbater van de hengelsportwinkel beloofd dat Jeanne als zeemeermin zal poseren op een reclamefolder. Jeanne wil dit uiteraard niet. Daarom vraagt Jef dit ook aan Mimi. Wanneer Jeanne verneemt dat Mimi op de poster komt, doet ze er alles aan om alsnog zelf te poseren. |             |                      |                                                                             |                  |  |
| 229 | 13          | Stekels              | Laatste aflevering met Mout Uyttersprot, Han Coucke en Marianne Devriese    | 20 februari 2006 |  |
| Er heerst een reeks van vandalenstreken in Leuven. Jeanne zegt tegen Mimi dat haar studenten poeslief zijn. Wat ze niet weet, is dat Filip een weddenschap heeft opgezet: degene die het strafste voorwerp steelt, wint. Jef heeft cactussen gekregen van een vriend nadat diens vrouw zich had geprikt en hierdoor een bloedvergiftiging kreeg. |             |                      |                                                                             |                  |  |

## Seizoen 16
Hoofdcast: Katrien Devos (Jeanne Liefooghe-Piens), Mark Verstraete (Jef Liefooghe), Odilon Mortier (Odilon Bonheur), Mieke Dobbels (Saskia Moerman), Frederik Huys (Victor Kindermans), Jan Van Hecke (Arnold De Meyer), Ayesha Künzle (Jill)
| Nr. serie | Nr. seizoen | Titel van aflevering | Opmerking                                            | Uitzenddatum      |  |
| --- | ----------- | -------------------- | ---------------------------------------------------- | ----------------- |  |
| 230 | 1           | Alles kan beter      | Eerste aflevering met Frederik Huys en Ayesha Künzle | 31 augustus 2007  |  |
| Jef wordt door Piet gevraagd om zijn partner te worden in een aankomende vogelpikwedstrijd. Om Jeanne te misleiden, stelt Piet zich voor als zijnde een topchirurg die op zoek is naar een tennispartner. Jeanne vraagt zich af of ze plastische chirurgie nodig heeft en wil "een goedkope consultatie" door ook tennispartner te worden van een chirurg. Victor en Jill gaan een weddenschap over het lopen van een halve marathon. Om niet te verliezen, laat Victor uitschijnen een gebroken been te hebben en wil een consultatie bij Piet. |             |                      |                                                      |                   |  |
| 231 | 2           | Valentijn            |                                                      | 7 september 2007  |  |
| Saskia denkt dat Jef een relatie heeft met Mimi. Jef heeft echter enkel raad gevraagd aan Mimi over lingerie die hij wil kopen als Valentijnsgeschenk voor Jeanne. Victor wil wraak nadat Jef zout in zijn koffie deed en maakt Jeanne wijs dat de brandweer een controle uitvoert op nooduitgangen. Omdat het huis deze niet heeft, wordt de klus aan Odilon opgedragen. Hierbij geven Jeanne en Jef tegenstrijdige instructies aan Odilon. |             |                      |                                                      |                   |  |
| 232 | 3           | Webcam               |                                                      | 14 september 2007 |  |
| Jeannes moeder betaalt Arnold rijkelijk voor computerlessen en ze wil ook een deel van haar erfenis al wegschenken. Wanneer Jef dit verneemt, wordt hij plots zeer vriendelijk tegenover haar. Viktor hangt een niet-werkende webcam in de woning, maar maakt Jef wijs dat diens schoonmoeder hem kan volgen in zijn doen en laten. Saskia en Jill hebben een cameraman ingehuurd om een reclameboodschap op te nemen. Wanneer Viktor verneemt dat er met dat filmpje geld te winnen valt, stuurt hij de cameraman weg en benoemt zichzelf tot manager, regisseur en cameraman. |             |                      |                                                      |                   |  |
| 233 | 4           | Jozefa               |                                                      | 21 september 2007 |  |
| Jef verneemt dat een barones haar rozencollectie wil schenken aan een liefdadigheidsinstelling. Daarom doet Jef voor dat het studentenhuis in werkelijkheid een psychiatrische inrichting is. Hijzelf is Jozefa, de vrouw van de directeur. Wanneer de barones Jozefa wil ontmoeten, is hij genoodzaakt zich te verkleden als vrouw. Daardoor denkt Saskia dat Jef een travestiet is. Viktor trekt een verkeerde conclusie uit Saskia's uitleg en denkt dat Jill een nymfomane is. |             |                      |                                                      |                   |  |
| 234 | 5           | Stookhout            |                                                      | 28 september 2007 |  |
| Via een smoes is Jef erin geslaagd een driedaagse visvakantie op de Noordzee te boeken. Hij maakt Jeanne wijs dat hij zijn zieke vriend Bernard helpt met het omkappen van een bos. Jeanne koopt daarop een houtstoof omdat ze er zeker van is dat Bernard hen goedkoop hout kan leveren. Arnold wil dat Saskia en Jill naar de fuif van zijn volksdansgroep komen. Om indruk te maken, pocht hij dat de populaire DJ Frankie aanwezig zal zijn. |             |                      |                                                      |                   |  |
| 235 | 6           | Tango                |                                                      | 5 oktober 2007    |  |
| Jeanne is boos op Jef: hij gaat twee keer per week biljarten en zoekt steeds uitvluchten om met haar niet naar de tangolessen te gaan. Daarom ging ze met Mimi naar de les, maar die had enkel oog voor de dansleraar. Als alternatief stelt Arnold voor om bij zijn volksdansgroep te komen. Jef vreest dat Jeanne nu een affaire heeft met Jean-Luc, een choreograaf, die ze op de les leerde kennen. Jill dumpt haar eerdere sullige vriend Kevin bij Saskia wanneer plots haar sexy chatvriend Leo aan de voordeur staat. |             |                      |                                                      |                   |  |
| 236 | 7           | Faalangst            |                                                      | 12 oktober 2007   |  |
| Het raam van Viktor tocht regelmatig dus heeft Viktor een elektrisch verwarmingstoestel gekocht en wil hij dat Jef dit hem terugbetaalt. Verder weigert hij verdere herstellingspogingen van Odilon en wil hij dat er een echte vakman aan te pas komt. Odilon denkt daardoor dat hij een kluns is en krijgt faalangst. Om hem terug voldoende vertrouwen te geven, maakt Jef opzettelijk zaken stuk en laat die dan door Odilon herstellen. Omdat Jef de terugvordering weigert, maakt Viktor Jeanne wijs dat Jef opzettelijk zaken stukmaakt om aan te tonen dat het huis tot op de draad versleten is met de intentie te kunnen verhuizen naar een kleine woning met grote tuin. Jill wordt gestalkt door Joris. Om van hem af te geraken, veinst ze een relatie te hebben met Arnold. |             |                      |                                                      |                   |  |
| 237 | 8           | Mantelzorg           |                                                      | 19 oktober 2007   |  |
| Jef heeft zich ziek gemeld, maar krijgt sociale controle. Hij huurt een "nep"-Jeanne in die moet pretenderen een psychische ziekte te hebben. De sociale controle concludeert daarop dat Jef recht heeft op twee dagen sociaal verlof per week. Wanneer de echte Jeanne opduikt, lijkt alles in het water te vallen, zij het niet dat ze verkleed is als Clini-clown. |             |                      |                                                      |                   |  |
| 238 | 9           | Op jacht             |                                                      | 26 oktober 2007   |  |
| Prosper, de jachtmeester van de baron, bezoekt de winkel en heeft voor Odilon een rammelaar geschoten. Jeanne wil de baron uiteraard ontmoeten en wil daarom deelnemen aan een jachtpartij op het landgoed. Victor heeft een oude koekoeksklok voor tien euro verkocht aan Jill. Wanneer Jill de klok op eBay zet, blijkt deze heel wat meer waard te zijn. |             |                      |                                                      |                   |  |
| 239 | 10          | Tirolerlust          |                                                      | 2 november 2007   |  |
| Jef had de kans om minder arbeid op het werk te verrichten door vertrouwenspersoon te worden, maar heeft zijn kandidatuur te laat ingediend. Om toch nog in aanmerking te komen, tracht hij de anderen te chanteren door een Tirolerorkest te laten opdraven. Jill en Saskia willen niet ingaan op de vraag van Victor om hem te helpen met een kledinginzamelactie. Daar komt verandering in wanneer Victor de organisator voorstelt: de sexy Sam. Wat de dames niet weten, is dat Sam enkel door Victor is ingehuurd om als zoon van de professor en organisator door te gaan. |             |                      |                                                      |                   |  |
| 240 | 11          | Gezin in nood        |                                                      | 9 november 2007   |  |
| Mimi heeft in het verleden enkele gezinnen in nood opgevangen waardoor ze nu naar een bedankingsreceptie mag gaan op het Koninklijk Paleis. Dat is de hoofdreden waarom Jeanne plots ook interesse heeft om dergelijke families op te vangen. Op aanraden van Jill worden drie motards in huis gehaald alsook een alleenstaande vader met zijn dochter. |             |                      |                                                      |                   |  |
| 241 | 12          | Petitie              |                                                      | 16 november 2007  |  |
| Jeanne is in paniek omdat al haar klanten naar de pas gerenoveerde De Lekkerbek gaan. Daarom wil ze dat Jef en Odilon haar winkel ook renoveren. Omdat Jef onvoldoende verlof heeft, stelt ze voor dat hij zich dan maar ziek moet melden. Tot haar verbazing weigert Jef. Jef dreigt echter geschorst te worden op het werk omdat Jeanne een petitie heeft ondertekend betreffende de inefficiëntie van de groendienst. Arnold heeft tickets voor het galabal van de universiteit en mag iemand meenemen. De andere studenten doen er alles aan om uitgenodigd te worden. |             |                      |                                                      |                   |  |
| 242 | 13          | Levensverzekering    |                                                      | 23 november 2007  |  |
| Saskia wil een gratis reis en overtuigt Arnold om zich als koppel in te schrijven voor Temptation Island. Het enige probleem is dat ze hun aversie voor elkaar geheim moeten houden. Jeanne wil investeren in een levensverzekering, maar Jef is tegen. Dan verneemt hij van een ex-collega dat deze makelaar wil worden: de man moet enkel een aantal levensverzekeringen verkopen zodat hij zijn kantoor op zijn zolderkamer kan maken. Daar staat ook een biljarttafel die hij dan wegschenkt aan een van zijn cliënten. Jef wil uiteraard die biljarttafel en wijzigt zijn mening over levensverzekeringen. |             |                      |                                                      |                   |  |

## Seizoen 17
Hoofdcast: Katrien Devos (Jeanne Liefooghe-Piens), Mark Verstraete (Jef Liefooghe), Odilon Mortier (Odilon Bonheur), Mieke Dobbels (Saskia Moerman), Frederik Huys (Victor Kindermans), Jan Van Hecke (Arnold De Meyer), Ayesha Künzle (Jill)
| Nr. serie | Nr. seizoen | Titel van aflevering   | Opmerking                                             | Uitzenddatum     |  |
| --- | ----------- | ---------------------- | ----------------------------------------------------- | ---------------- |  |
| 243 | 1           | Peppers                |                                                       | 28 december 2008 |  |
| Jef heeft poppers gekocht in de hoop de vissen te kunnen drogeren zodat hij de viswedstrijd wint. Mimi en Jeanne trainen voor de halve marathon. Jeanne wil winnen omdat prinses Astrid de prijsuitreiking doet. Daarom gebruikt ze – zonder het te beseffen – doping. |             |                        |                                                       |                  |  |
| 244 | 2           | Schuld en boete        |                                                       | 4 januari 2009   |  |
| Jeanne is de leugens en uitvluchten van Jef – om toch maar te kunnen vissen – spuugzat, dus verbiedt ze hem om deel te nemen aan de volgende wedstrijden. Jef verklaart dat hij het licht heeft gezien: hij zal vanaf nu regelmatig bedevaarten naar Scherpenheuvel organiseren en mindervaliden meenemen. In werkelijkheid gaat hij stiekem vissen. Uiteraard blijkt een van de mindervaliden toch niet aan zijn rolstoel gebonden te zijn. Arnold wil het einde van de examens vieren, maar Victor is tegen omdat zijn examenperiode nog lopende is. Er ontstaan pesterijen tussen de studenten waardoor Viktor dreigt zijn studies verder te zetten aan een universiteit in Antwerpen.                   |             |                        |                                                       |                  |  |
| 245 | 3           | De X-factor            |                                                       | 11 januari 2009  |  |
| Jef heeft twee stemmen te kort om voorzitter te worden van de visclub. De studentes willen stemmen voor hem ronselen op voorwaarde dat Jef voor hen een zonnebank koopt. Jeanne heeft zich volledig gefocust op haar deelname aan X Factor, maar haar optreden is een complete mislukking. |             |                        |                                                       |                  |  |
| 246 | 4           | Echte man              |                                                       | 18 januari 2009  |  |
| Jeanne wil dat Jef zich wat mannelijker gedraagt. Zijn hobby’s – waaronder vogelpik, biljart en vissen – zijn in haar ogen niet stoer genoeg. Jef maakt Jeanne wijs dat hij motorrijlessen volgt en schakelt de hulp in van de man van Mimi – een echte motard – om zich als hem voor te doen tijdens een rit met Jeanne. Uiteraard loopt een en ander mis en is Jef genoodzaakt om zonder enige ervaring deze rit te doen. |             |                        |                                                       |                  |  |
| 247 | 5           | Winst en verlies       |                                                       | 25 januari 2009  |  |
| Jeanne wil dat Jef meer tijd met haar doorbrengt en dat hij stopt met biljarten. Jef gaat akkoord, maar dan moet hij wel het biljartkampioenschap winnen. Daarop voert de kotmadam de tegenstanders dronken. |             |                        |                                                       |                  |  |
| 248 | 6           | In blijde verwachting  |                                                       | 1 februari 2009  |  |
| Een dronken Jill heeft verkeerdelijk de handtas van een vriendin meegenomen. Saskia vindt in die handtas een predictor en concludeert dat Jill zwanger is. Door misverstanden denken de andere studenten dat Jeanne zwanger is. Jef zoekt een uitvlucht om aan de snoeiweek te ontsnappen. Op aanraden van Arnold maakt hij zijn baas wijs dat Jeanne – gezien haar ouderdom en zwangerschap – moet rusten en dat hij dus instaat voor de winkel en het huishouden. |             |                        |                                                       |                  |  |
| 249 | 7           | Pokerface              |                                                       | 8 februari 2009  |  |
| Jeanne is in alle staten wanneer blijkt dat de ring – die ze van Jef als cadeau wil – uit de etalage bij de juwelier is verdwenen. Wat Jeanne niet weet, is dat Jef de ring heeft gekocht. |             |                        |                                                       |                  |  |
| 250 | 8           | Jimmy                  |                                                       | 15 februari 2009 |  |
| Arnold heeft tijdens het weekend de kamer van Victor onderverhuurd aan enkele vrienden. De kamer is nu behoorlijk beschadigd. Victor overtuigt Jeanne om de wees Jimmy korttijdig op te vangen. Jimmy is in werkelijkheid Lodewijk, een neef van Victor die studeert aan de katholieke hogeschool. Odilon gaat met een parkiet van een van de gevangenen naar een wedstrijd en wint 1000 euro. Jef en Arnold zijn van mening dat ze op korte tijd veel geld kunnen verdienen en verschalken de net gelegde eitjes aangezien de eigenaar van deze eitjes toch niet op de hoogte is. |             |                        |                                                       |                  |  |
| 251 | 9           | Beeldig                |                                                       | 22 februari 2009 |  |
| Jef heeft Albert wijsgemaakt om voor een professionele Congolese doelman te zorgen. Aangezien deze er niet is, moet Arnold zich als Congolese voetballer verkleden. Jeanne wil poseren voor het nieuwe beeld van "de kotmadam". Dat beeld staat op de Oude Markt. Vandalen hebben het beeld beschadigd, dus heeft de burgemeester besloten dat er een nieuw wordt gemaakt. De studenten willen een kotfuif, maar Jeanne wil daar niet van weten. Dan blijkt dat de burgemeester heeft beslist dat het bestaande beeld toch wordt gerestaureerd. De studenten en Jeanne komen tot een akkoord: als er wordt voor gezorgd dat het huidige standbeeld onherstelbaar wordt beschadigd, mag de kotfuif doorgaan. |             |                        |                                                       |                  |  |
| 252 | 10          | Thuiszorg              |                                                       | 1 maart 2009     |  |
| Jef en Arnold willen op de zolderkamer op een luidruchtige manier de matchen met het Belgisch nationale voetbalteam bekijken tot groot ongenoegen van Viktor. Viktor wil daarom dat Jeanne die kamer tijdelijk verhuurt aan zijn studievriend André. Nadat Jef dit plan boycot, stelt Viktor voor dat Jeanne haar ziekelijke moeder komt inwonen. Daarop komt Jef met een ander idee: hij laat uitschijnen dat er een vlooienplaag in het huis is en dat de beestjes met een wit poeder moeten worden verdelgd. |             |                        |                                                       |                  |  |
| 253 | 11          | De gijzeling           |                                                       | 8 maart 2009     |  |
| Marleen, de nieuwe collega van Odilon, heeft de viswedstrijd gewonnen. Jef is razend omdat hij van een vrouw heeft verloren en omdat zij het visvoer van Odilon heeft gebruikt. Victor en Arnold willen geld verdienen en overhalen Jef om in een complot te stappen. Victor en Arnold vermommen zich als gangsters, ontvoeren Jef en sturen dreigbrieven naar Odilon. Het losgeld voor Jef is naast een som geld ook Odilon zijn visvoederrecept. Marleen mengt zich in het onderzoek en achterhaalt het bedrog. |             |                        |                                                       |                  |  |
| 254 | 12          | De kleren maken de man |                                                       | 15 maart 2009    |  |
| Jef krijgt van Vincent – een ex-gedetineerde – een gouden tip: de paardenwedstrijd in Birmingham is verkocht en er staat nu al vast welk paard zou winnen. Zo krijgt Vincent van Jef 500 euro met de belofte dat dit minstens 3500 euro zal opbrengen. Uiteraard draait alles anders uit en is Jef zijn geld kwijt. Dat moet hij voor Jeanne verborgen zien te houden. Jeanne wantrouwt Vincent en is er zeker van dat hij een homoseksuele man is die uit is op Odilon zijn geld. Victor wil iets aan zijn uiterlijk doen en "leent" Jills elektrische spierenstimulator. Door verkeerd gebruik, loopt dit voor hem zeer pijnlijk af.                                                                      |             |                        |                                                       |                  |  |
| 255 | 13          | BMI                    | Laatste aflevering met Jan Van Hecke en Mieke Dobbels | 22 maart 2009    |  |
| Jef heeft tijdens de medische controle een "slecht rapport" ontvangen waardoor hij nu voortaan op de zitmaaier mag. Tuur, die tot nu toe de machine bediende, laat het daar niet bij en zorgt ervoor dat Jef een uitgebreide medische controle in het ziekenhuis krijgt om na te gaan of hij al dan niet iets mankeert. Jef wil het onderzoek boycotten en wil enorm veel gewicht verliezen zodat zijn bloedwaardes en dergelijke slecht zijn. Jef verzwijgt dit alles voor Jeanne. Wanneer zij per ongeluk de brief over de medische controle en de doorverwijzing leest, denkt ze dat Jef zwaar ziek is en dit voor zich wil houden.                                                                      |             |                        |                                                       |                  |  |

## Seizoen 18
Hoofdcast: Katrien Devos (Jeanne Liefooghe-Piens), Mark Verstraete (Jef Liefooghe), Odilon Mortier (Odilon Bonheur), Sarah Van Overwaelle (Paulien Billen), Frederik Huys (Victor Kindermans), Stoffel Bollu (Lukas), Ayesha Künzle (Jill)
| Nr. serie | Nr. seizoen | Titel van aflevering | Opmerking                                                                                    | Uitzenddatum  |  |
| --- | ----------- | -------------------- | -------------------------------------------------------------------------------------------- | ------------- |  |
| 256 | 1           | Renovaties           | Eerste aflevering met Stoffel Bollu                                                          | 7 maart 2010  |  |
| Jeanne heeft haar huis gerenoveerd inclusief alle studentenkamers. De kamers van Arnold en Saskia – die afgestudeerd zijn – staan nog leeg. Na een pesterij van Viktor en een verhoging van de huurprijs verlengt ook Jill haar contract niet. Viktor tracht Jeanne te overtuigen om deze kamers aan zijn sullige vrienden te verhuren, maar tot zijn ontsteltenis wordt hij door Jef geboycot en wordt een kamer toegewezen aan Lukas, een fuifbeest van rijke komaf. |             |                      |                                                                                              |               |  |
| 257 | 2           | Wie wordt het?       | Eerste aflevering met Sarah Van Overwaelle Eenmalige terugkeer van Christel Van Schoonwinkel | 14 maart 2010 |  |
| Jeanne heeft nog steeds twee kamers te huur. Zowel Viktor als Lukas trachten kandidaten te zoeken die voldoen aan hun profiel: respectievelijk "ernstige mannelijke snullen" en "feestvierende aantrekkelijke dames". Jef steunt Lukas terwijl Jeanne eerder Viktor bijstaat. Dit vergroot uiteraard de onderlinge strijd. Betty Billen, die jaren geleden langtijdig een kamer huurde, komt informeren of er iets vrij is voor haar nicht Paulien. Wanneer blijkt dat Paulien er ook voor kan zorgen dat Jill terugkeert, is de keuze van Jeanne snel gemaakt en stapt ze af van eerder gemaakte beloftes richting de mannelijke studenten. |             |                      |                                                                                              |               |  |
| 258 | 3           | Vriendinnendienst    |                                                                                              | 21 maart 2010 |  |
| Jef maakt Jeanne wijs dat hij voor zijn werk naar Londen moet, maar in werkelijkheid gaat hij naar een biljartwedstrijd. Bij Mimi wordt er geschilderd. Omdat zij niet tegen de verflucht kan, logeert ze bij Jeanne. Op een onbewaakt moment vindt Mimi de bankuittreksels van Jef en Jeanne, maar wordt door Jef betrapt, waardoor Mimi echter weet dat Jef niet naar Londen is. Jef chanteert daarop Mimi: als zij verzwijgt dat hij gaat biljarten, zal hij Jeanne niets zeggen over het incident met de uittreksels. |             |                      |                                                                                              |               |  |
| 259 | 4           | Eviva España         |                                                                                              | 28 maart 2010 |  |
| Jeanne tracht voor Jef te verbergen dat haar moeder de intentie heeft om een appartement te kopen in Benidorm. Jeanne tracht dit te verhinderen en weet dat Jef niets liever zou willen dan dat schoonmoeder zo ver mogelijk verhuist. Wanneer Jef hier toevallig toch iets over verneemt, denkt hij dat hij en Jeanne zullen verhuizen. |             |                      |                                                                                              |               |  |
| 260 | 5           | Droogkuis            |                                                                                              | 4 april 2010  |  |
| Jef tracht de viswedstrijd te winnen door vooraf vissen te stelen uit de stadsvijver. Daarbij krijgt hij hulp van Lukas. Omdat de politie een patrouille houdt in het park, moet hij in de vijver springen. Aangezien Jeanne niets van dit incident mag afweten, doet hij zijn kleren naar de droogkuis. Wanneer Jef zijn kleren ophaalt, vindt Jeanne er een mantelpakje tussen waardoor ze Jef van overspel verdenkt. Jill papt aan met Bruno in de hoop zijn nota's te krijgen, maar ze wordt geboycot door Viktor. |             |                      |                                                                                              |               |  |
| 261 | 6           | Dolly                |                                                                                              | 11 april 2010 |  |
| Viktor heeft de liefde gevonden, maar denkt dat ze enkel interesse heeft in paarden. Om haar jarige moeder te verrassen, repeteert Jeanne een act in van Dolly Parton. Met hulp van Lukas veinst Jef ziek te zijn. Zo hoopt hij niet naar het verjaardagsfeest te moeten gaan, maar ook om niet te hoeven gaan werken tijdens de snoeiweek. Zijn leugens komen uit waardoor hij zowel moet meedoen met de act als extra werk krijgt van zijn baas. |             |                      |                                                                                              |               |  |
| 262 | 7           | Kampioen             |                                                                                              | 18 april 2010 |  |
| Jef heeft het viskampioenschap gewonnen, maar heeft daarvoor iemand 1000 euro aan smeergeld beloofd. Omdat hij het geld niet heeft, steelt hij een waterpomp van de visclub om deze onder een valse naam en adres terug te verkopen aan diezelfde club. Het enige probleem is dat de club niet voldoende geld heeft om die pomp te betalen. Lukas en Viktor dagen de vrouwelijke studenten uit om strippoker te spelen. Jills broer heeft haar echter leren pokeren. |             |                      |                                                                                              |               |  |
| 263 | 8           | De piano             |                                                                                              | 25 april 2010 |  |
| Jef heeft Lukas de scoutslokalen laten opruimen met de smoes dat hij zal worden geholpen door enkele scoutsleden. Uit wraak geeft Lukas hem een zogezegde tip over een gratis af te halen piano die veel geld waard zou zijn. Jeanne krijgt bezoek van haar voormalige collega Simonne, die nu voltijds kunstenares is. Jeanne wil niet voor haar onderdoen en zegt te bruisen van talent. Paulien wordt gedumpt door haar vriend Fred. Om pesterijen te voorkomen, maakt Jill de jongens wijs dat het over Pauliens huisdier, een fret gaat. Lukas waagt zijn kans om Paulien voor zich te winnen en koopt voor haar een fret. |             |                      |                                                                                              |               |  |
| 264 | 9           | Armand               |                                                                                              | 2 mei 2010    |  |
| Zowel Paulien als Jill zijn verliefd op TJ, een fanatiek gamer. Ze vragen hem om op de zolderkamer een computerspelwedstrijd te organiseren, maar maken Jeanne wijs dat dit groepsstudiemomenten zijn. Op de plantsoenendienst krijgt Jef Armand onder zijn hoede, de zoon van de eerste schepen. Jef is blij omdat niemand Armand veel werk durft te geven, wat voor hem ook voordelig is. Dan blijkt dat Armand de job onder lichte dwang heeft gekregen om van zijn computerspelverslaving af te geraken. |             |                      |                                                                                              |               |  |
| 265 | 10          | Jury                 |                                                                                              | 9 mei 2010    |  |
| Jef wil naar een exclusieve plantententoonstelling, maar mag niet van Jeanne. Daarom maakt hij met Jill valse papieren op waaruit blijkt dat hij moet zetelen in een assisenzaak over een bankoverval met doden. In de hoop zijn vrouwelijke medestudentes naakt te zien, koopt Lukas Viktor om om hem te assisteren in een gemanipuleerde studentendoop. |             |                      |                                                                                              |               |  |
| 266 | 11          | Wraak                |                                                                                              | 16 mei 2010   |  |
| Jill kan de huur niet meer betalen en overtuigt Jeanne ervan om haar huur te verlagen door haar kamer als "tweedeklasse" te bestempelen. De andere studenten komen dit te weten en eisen eenzelfde regeling. Viktor wil hier niet van weten en doet er nog een schepje bovenop: de studenten met een tweedeklas kamer krijgen voortaan ook tweedeklas eten en behandeling. Odilon krijgt van zijn vrouwelijke collega enkele kois die ze wegschenkt om haar man een loer te draaien. Wanneer Jef verneemt dat Odilon geen interesse heeft, wil hij deze koste wat kost bemachtigen om ze verder te verkopen. |             |                      |                                                                                              |               |  |
| 267 | 12          | Niet te stoppen      |                                                                                              | 23 mei 2010   |  |
| Ondanks dat Odilon al een jaar op pensioen is, gaat hij elke dag werken. Omdat dit legaal gezien niet mag, smeekt de gevangenisdirecteur aan Jeanne om een oplossing te zoeken. Zij komt met het idee dat Jef Odilon moet laten genieten van al zijn vrije tijd en de mooie dingen die hij op zijn leeftijd nog kan verwezenlijken. De studenten doen dan weer het tegenovergestelde: zij vertellen Odilon dat hij omwille van zijn leeftijd te oud is en daardoor opzij wordt geschoven. |             |                      |                                                                                              |               |  |
| 268 | 13          | De beker             |                                                                                              | 30 mei 2010   |  |
| Jeanne vindt in een kast de wedstrijdbeker van de visclub. Jef vertelt haar dat hij het kampioenschap heeft gewonnen en omdat hij niet ijdel is deze beker heeft verstopt. Jeanne vindt echter dat iedereen de beker mag zien en plaatst hem prompt in de vitrine van de snoepwinkel. In werkelijkheid heeft Jef de wedstrijd niet gewonnen en de beker – waarop hij al jaren hoopte te winnen – gestolen. Al snel doet in Leuven de ronde dat Jef heeft gewonnen waarop de visclub een onderzoek start naar de vermiste beker. Jef tracht zijn bedrog nog te verdoezelen door de beker te verwisselen met die van een andere vereniging, maar daardoor start ook het gerucht dat Jef die wedstrijd heeft gewonnen waardoor die betreffende vereniging ook een onderzoek start. Lukas heeft een opdracht voor zijn vak economie niet ingediend. Nu wil hij dat de assistent van de professor dit werk alsnog stiekem bij de stapel toevoegt. De assistent wil dit op voorwaarde dat Lukas een ontmoeting regelt tussen hem en Jill. Jill ziet die afspraak met de assistent totaal niet zitten. |             |                      |                                                                                              |               |  |

## Seizoen 19
Hoofdcast: Katrien Devos (Jeanne Liefooghe-Piens), Mark Verstraete (Jef Liefooghe), Odilon Mortier (Odilon Bonheur), Sarah Van Overwaelle (Paulien Billen), Frederik Huys (Victor Kindermans), Stoffel Bollu (Lukas), Ayesha Künzle (Jill)
| Nr. serie | Nr. seizoen | Titel van aflevering | Opmerking                         | Uitzenddatum     |  |
| --- | ----------- | -------------------- | --------------------------------- | ---------------- |  |
| 269 | 1           | De V-curve           |                                   | 20 februari 2011 |  |
| Jef heeft de wagen van zijn baas gezien aan een "huis van lichte zeden" terwijl diens vrouw dacht dat hij aan het werk was. Jef chanteert nu zijn baas waardoor hij lichter werk krijgt. Victor denkt met een wiskundige grafiek te kunnen bewijzen dat Paulien de perfecte vriendin voor hem is. |             |                      |                                   |                  |  |
| 270 | 2           | Made in China        |                                   | 27 februari 2011 |  |
| Jeanne heeft de dure Chinese vaas van haar moeder tijdelijk in bewaring omwille van een inbraakplaag. Tuur, een vriend van Jef, beweert dat de vaas slechts enkele euro's waard is en in massaproductie wordt gemaakt. Wanneer Jef zijn motor het begeeft, laat hij Odilon "per toeval" de vaas breken om hem zo geld te kunnen aftroggelen om de motor te herstellen. Daarna verwisselt hij de vaas met een identiek exemplaar. Jeanne en Mimi volgen Japanse gevechtslessen om een mogelijke inbreker te kunnen overvallen. Brent, de neef van Lukas, komt op bezoek en beweert dat hij Paulien met gemak kan versieren. |             |                      |                                   |                  |  |
| 271 | 3           | SOS Piet             | Gastoptreden van Piet Huysentruyt | 6 maart 2011     |  |
| De nieuwe buurman Raf blijkt een regisseur te zijn van bekende televisieprogramma's. Paulien en Jill worden smoorverliefd op de jongen en trachten hem via smerige manieren voor zich te winnen. Wanneer blijkt dat Raf ook de regisseur is van SOS Piet, trachten ze er alles aan te doen opdat Piet Huysentruyt ter plaatse komt voordoen hoe een gerecht te maken. Jeanne verneemt dit ook en wil uiteraard dat zij de persoon is met een keukenprobleem. Jef veinst een verstuikte voet te hebben zodat hij met Lukas naar een voetbalmatch kan kijken. Uiteraard komt er medische controle.                           |             |                      |                                   |                  |  |
| 272 | 4           | Bier is gezond       |                                   | 13 maart 2011    |  |
| Paulien start een liefdadigheidscampagne op om geld in te zamelen voor illegale vluchtelingen. Niemand heeft interesse, maar wanneer Jill verneemt dat hun buurman Raf over deze campagne een televisiereportage wil maken, doet ze alsof zij de campagne heeft opgezet. Jef is lid geworden van de kaartclub waarvan de vergaderingen doorgaan in een café. Daarom maakt Jef Jeanne wijs dat hij naar de AA-club gaat om van zijn drankprobleem verlost te geraken. Dat is meteen ook de reden waarom Jeanne al het bier in huis verbiedt en er enkel nog water gedronken mag worden.                                     |             |                      |                                   |                  |  |
| 273 | 5           | De verstekeling      |                                   | 20 maart 2011    |  |
| Jef is het bazige gedrag van Jeanne beu. Vandaar dat hij het huis verlaat en gaat inwonen bij zijn maat Lucien. In werkelijkheid verbergt hij zich in de kamer van Lukas. Bert vraagt aan Jill en Paulien om hem te helpen verhuizen. Jill ziet dit niet zitten en maakt Paulien wijs dat hij een ex van haar is met wie ze niets meer te maken wil hebben. |             |                      |                                   |                  |  |
| 274 | 6           | Paswoord             |                                   | 27 maart 2011    |  |
| Jill heeft een slecht examen gemaakt en zoekt een hacker die kan inbreken op de servers van de universiteit om haar punten te veranderen. Jef is in de wolken: de halve visclub heeft de griep, dus maakt hij veel kans om de wedstrijd te winnen. Jeanne verbiedt Jef echter te gaan omdat zij altijd alleen thuis is. Paulien stelt dan voor dat Jeanne ook lid wordt van de club met als gevolg dat Jeanne de bewuste wedstrijd wint. |             |                      |                                   |                  |  |
| 275 | 7           | Het gsm-winkeltje    |                                   | 3 april 2011     |  |
| Jill heeft een nieuwe vorm van inkomsten: ze heeft een lading gsm's opgekocht aan een spotprijs en verkoopt deze met heel wat winst door. Dit brengt Jeanne op het idee om ook dergelijke apparaten te verkopen, alleen kent ze er niets van. Jef op zijn beurt verhuurt stiekem het materiaal van de plantsoenendienst. |             |                      |                                   |                  |  |
| 276 | 8           | Koud                 |                                   | 10 april 2011    |  |
| Odilon weigert de verwarming bij Jef en Jeanne te repareren. Hij heeft het te druk nu hij heeft geleerd hoe een email te sturen. Jeannes oog valt op een mail betreffende een erfeniskwestie en ze stort zich er volledig op, niet wetende dat het over spam gaat. Paulien komt een kennis van de lagere school tegen, maar wil niets met hem te maken hebben. |             |                      |                                   |                  |  |
| 277 | 9           | De staking           |                                   | 17 april 2011    |  |
| Jef wil de plantsoenendienst doen staken zodat hij naar een hengelbeurs in Tienen kan. Victors aandelen zijn gezakt op de beurs. Jill heeft een nieuwe vriend die joints rookt. |             |                      |                                   |                  |  |
| 278 | 10          | Harde bewijzen       |                                   | 24 april 2011    |  |
| Jef laat Paulien getruceerde foto's maken om te bewijzen dat alleen hij zware karweien krijgt op de plantsoenendienst en dus gepest wordt. Ondertussen vergeet Jef zijn huwelijksverjaardag; Jill maakt Jeanne daarop wijs dat Jef aan geheugenverlies lijdt. Victor wil een ernstige studiesfeer tijdens de blok. |             |                      |                                   |                  |  |
| 279 | 11          | Vliegangst           |                                   | 1 mei 2011       |  |
| De studenten willen een kotfuif organiseren en laten Jeanne meedoen aan een valse quiz waarmee ze een gratis reis naar Vilnius wint. Jef wil echter naar een plantenbeurs en veinst vliegangst. Victor is verliefd op Claudine, die echter alleen op zijn nota's uit is. |             |                      |                                   |                  |  |
| 280 | 12          | De president         |                                   | 8 mei 2011       |  |
| De biljartclub verbroedert met een Franse club. Wanneer Jeanne hoort dat de Franse 'président' langskomt, denkt ze dat het om Nicolas Sarkozy gaat. Victor wil met Paulien naar een galabal van de stad Leuven. Jill is verliefd op een journalist. |             |                      |                                   |                  |  |
| 281 | 13          | De super Rus         |                                   | 15 mei 2011      |  |
| Jef verhandelt buxusplanten en tulpenbollen van zijn werk. Lukas probeert zijn onbaatzuchtigheid te bewijzen door karatelessen te geven. Victor wil een Russische uitwisselingsstudent laten intrekken om zo zijn applicatie voor de UNESCO kracht bij te zetten. Deze student is echter niet tevreden over het logement. Omdat Jeanne heeft zitten opscheppen over de intelligentie van de Rus, laat ze een Russische ex-gedetineerde logeren op Victors kamer. |             |                      |                                   |                  |  |

## Seizoen 20
Hoofdcast: Katrien Devos (Jeanne Liefooghe-Piens), Mark Verstraete (Jef Liefooghe), Odilon Mortier (Odilon Bonheur), Sarah Van Overwaelle (Paulien Billen), Frederik Huys (Victor Kindermans), Stoffel Bollu (Lukas), Ayesha Künzle (Jill)
| Nr. serie | Nr. seizoen | Titel van aflevering   | Opmerking                                                                    | Uitzenddatum        |  |
| --- | ----------- | ---------------------- | ---------------------------------------------------------------------------- | ------------------- |  |
| 282 | 1           | De kleren maken de man |                                                                              | 9 september 2012    |  |
| Victor en Lukas richten een evenementsbedrijf op. Victor aanziet dit als een unieke kans om werkervaring op te doen, maar Lukas is enkel geïnteresseerd in het aanwerven van mooie hostessen. Jeanne wil dat Jef zich restylet nu de man van Mimi dat ook heeft gedaan. |             |                        |                                                                              |                     |  |
| 283 | 2           | Alles voor de kunst    |                                                                              | 16 september 2012   |  |
| Jeanne heeft een beroemde kunstenaar ontmoet die haar wil schilderen op doek. Jeanne is in alle wolken totdat ze verneemt dat ze als naaktmodel moet poseren. |             |                        |                                                                              |                     |  |
| 284 | 3           | Hofleverancier         | Eenmalige terugkeer van Han Coucke en Britt Van Der Borght                   | 8 november 2012 *   |  |
| Lukas ontmoet Stef, een voormalige student op het kot van Jef en Jeanne. Stef daagt Lukas uit om zijn beste studentengrap te overtroeven. Jef heeft aan Willy Lathouwers een gokschuld van 500 euro. Omdat hij deze niet kan betalen, overtuigt hij Willy om Jeanne voor te liegen dat hij er misschien voor kan zorgen dat Jeanne hofleverancier wordt. Hiervoor dient ze wel 500 euro te betalen voor het opstellen van een dossier. Victor nodigt Ria Vranckx uit, die vroeger een kamer huurde bij Jeanne en Jef en nu kabinetschef is. |             |                        |                                                                              |                     |  |
| 285 | 4           | Overspel               |                                                                              | 30 september 2012   |  |
| Pauline heeft een nieuwe vriend: Louis. Lukas ontdekt dat Louis er meerdere vriendinnen op nahoudt en informeert Paulien. Zij is van mening dat Lukas jaloers is waardoor hij er alles aan doet om het overspel te bewijzen. Victor wil dat dit bedrog niet uitkomt omdat hij via Louis' vader een job wil bemachtigen in een groot bankkantoor. Jeanne wil meer romantiek in haar leven en laat een flatscreentelevisie installeren in de slaapkamer. Uit vrees dat Odilon dit zal verklappen, tracht ze er alles aan te doen om de installateur voor hem te verbergen. Hierdoor ontstaat het misverstand dat die installateur de minnaar is van Jeanne. |             |                        |                                                                              |                     |  |
| 286 | 5           | Pesten                 |                                                                              | 7 oktober 2012      |  |
| Jill ging nooit naar de les antropologie omdat de professor volgens haar een hekel aan studenten met tatoeages heeft. Ze heeft nu twee dagen de tijd om een werk in te leveren. Jef geniet van een luilekkerleventje tijdens het werk, maar dat is buiten zijn collega's gerekend. Paulien denkt dat Odilon bedlegerig is. |             |                        |                                                                              |                     |  |
| 287 | 6           | Vervallen              |                                                                              | 14 oktober 2012     |  |
| Jeanne en Mimi willen allebei voorzitster worden van een culturele vereniging. Victor wil echter dat Jeanne voor de studenten zorgt, terwijl Jef wat graag twee vrije avonden per week zou hebben. Lukas' moeder wil weten hoe het met haar zoon gaat. Paulien en Jill willen naar een concert van The Rolling Stones. |             |                        |                                                                              |                     |  |
| 288 | 7           | Petanque               |                                                                              | 1 november 2012 *   |  |
| Lukas installeert een webcam op de zolderkamer nu Jill en Paulien er hun privé-wellnescenter hebben geïnstalleerd. Zo willen hij en zijn vrienden de meiden bespieden. De camera wordt gevonden en op Lukas zijn kamer geïnstalleerd zodat hij, zonder het te beseffen, door de vrouwen wordt bespied. Jef heeft zich ingeschreven bij een petanqueclub die tijdens de zomermaanden regelmatig speelt. Jeanne wil echter op reis naar Spanje. Daarom veinst ze dat er heel wat onkosten zijn waardoor het lidgeld van de petanqueclub niet betaald kan worden en laat ze door Victor valse facturen opstellen.                                            |             |                        |                                                                              |                     |  |
| 289 | 8           | Het huwelijk           | Gastoptreden van Louis Tobback                                               | 25 oktober 2012 *   |  |
| Jeanne is er zeker van dat Jef hun dertigste huwelijksverjaardag niet is vergeten. Zij heeft hem trouwens gezien bij de juwelier toen hij een ring aan het kiezen was. Maar die ring is niet voor Jeanne bestemd waardoor de hoop op de vernieuwing van hun huwelijksbelofte in het water dreigt te vallen. Dankzij de studenten komt alles in orde en brengt Louis Tobback een huldiging ter plaatse. |             |                        |                                                                              |                     |  |
| 290 | 9           | Het sterke geslacht    |                                                                              | 23 september 2012 * |  |
| Jef doet Jeanne een computer cadeau zodat hij meer vrije tijd heeft en kan doen wat hij wil. De kracht van internet, zoekmachines en sociale media zorgt er wel voor dat Jeanne nu perfect weet wat Jef doet en wat hij haar wijsmaakt. Vandaar dat Jef wil dat de computer terug verdwijnt. Jill overtuigt Paulien om een broek van Victor te "herstellen". Victor heeft de broek echter dringend nodig voor een presentatie en hij zint op wraak. |             |                        |                                                                              |                     |  |
| 291 | 10          | De aanslag             |                                                                              | 15 november 2012    |  |
| Lukas wil Jill en Paulien imponeren met de cabrio van zijn vader. Paulien is echter niet geïnteresseerd in auto's en Jill is plots een milieuactiviste die pleit voor veganisme en afschaffing van benzineverslindende auto's. Jef heeft een belangrijke viswedstrijd, maar net op die dag is er de jaarlijkse uitstap van de vrouwenbeweging waarop de partner wordt verwacht. Lukas en Jef trachten Jeanne in te doen zien dat Dokus, de nieuwe vriend van Paulien, een terrorist is die de visvijver wil opblazen. Dat is voor hen dan ook meteen een goede reden om de vijver te bewaken waardoor Jef niet mee op uitstap kan.                        |             |                        |                                                                              |                     |  |
| 292 | 11          | De Sint                | Gastoptreden van Christoff De Bolle                                          | 22 november 2012    |  |
| Zanger Christoff brengt een bezoek aan de snoepwinkel en wil terugkomen met zijn neefje en enkele vriendjes op voorwaarde dat Sinterklaas aanwezig is. Jeanne belooft te zorgen dat de echte Sinterklaas – die elk jaar aanmeert in Antwerpen – aanwezig zal zijn. Wanneer ze verneemt wat dit haar zal kosten, verplicht ze Odilon om voor Sinterklaas te spelen. Lukas neemt de rol van zwarte piet op zich, maar wordt woedend wanneer hij een van de kinderen herkent als fietsendief. Jill heeft een tarantula-collectie kunnen bemachtigen. Uiteraard ontsnappen de spinnen en kruipen tot in de winkel waar het Sinterklaasfeest wordt gehouden.   |             |                        |                                                                              |                     |  |
| 293 | 12          | Hoogtevrees            |                                                                              | 29 november 2012    |  |
| Odilon heeft een daklei op zijn hoofd gekregen. Nu lijkt het alsof hij de toekomst kan voorspellen. Jef veinst een acute aanval van hoogtevrees te hebben in de hoop te kunnen ontsnappen aan de wintersnoei. |             |                        |                                                                              |                     |  |
| 294 | 13          | Doodgelukkig           | Laatste aflevering met Odilon Mortier, Ayesha Künzle en Sarah Van Overwaelle | 6 december 2012     |  |
| De centrale verwarming is stuk. Jeanne heeft een bestek laten opmaken en verwacht elk moment telefoon met de prijsofferte. Daarnaast wacht ze ook op de resultaten van een medische controle. De loodgieter belt met Lukas en vraagt hem een boodschap door te geven aan Jeanne. Jeanne leidt uit die boodschap af dat dit het resultaat is van de medische controle en ze minder dan twee jaar te leven heeft. Daarbij komt dat Paulien een nieuwe relatie heeft met Seppe, de zoon van een begrafenisondernemer. Wanneer deze dan ook nog eens passeert, is Jeanne helemaal van de kaart.                                                               |             |                        |                                                                              |                     |  |

(*) Door de plotse dood van hoofdrolspeler Odilon Mortier werden een aantal scènes uit dit seizoen door de makers als ongepast bevonden. Er is voor gekozen om deze afleveringen in extremis te herwerken, waardoor er een wijziging in de uitzendvolgorde van een aantal afleveringen noodzakelijk was.

## Seizoen 21
Hoofdcast: Katrien Devos (Jeanne Liefooghe-Piens), Mark Verstraete (Jef Liefooghe), Helle Vanderheyden (Martha), Frederik Huys (Victor Kindermans), Stoffel Bollu (Lukas), Anouck Luyten (Ines Van Nothegem)
| Nr. serie | Nr. seizoen | Titel van aflevering | Opmerking                                                 | Uitzenddatum  |  |
| --- | ----------- | -------------------- | --------------------------------------------------------- | ------------- |  |
| 295 | 1           | De psychopaat        | Eerste aflevering met Helle Vanderheyden en Anouck Luyten | 10 maart 2013 |  |
| Martha, de nieuwe kotbewoonster, is er zeker van: ze wordt gestalkt door een enge basketbalspeler. Jef en Roger maken Jeanne wijs dat ze de vorige avond tijdens een viswedstrijd in een bizar avontuur verzeild zijn geraakt en daardoor zeer laat zijn thuisgekomen. In werkelijkheid hebben ze een kroegentocht gehouden. Wanneer Jef even later zijn computer opzettelijk vernielt, is Victor er zeker van dat Jeanne met een psychopaat is getrouwd. |             |                      |                                                           |               |  |
| 296 | 2           | Het droomkoppel      |                                                           | 17 maart 2013 |  |
| Mimi trekt voor enkele dagen in bij Jef en Jeanne omwille van een huwelijksruzie. Jeanne is van mening dat Mimi niet streng genoeg is voor Jos en tracht dit te bewijzen: haar eigen huwelijk is geslaagd omdat Jef enkel datgene mag doen wat zij hem opdraagt. Niet veel later ontstaat er dan ook ruzie tussen Jef en Jeanne omdat hij bij de fanfare van Gijs wil en zij tegen is omdat er twee keer per week wordt gerepeteerd. Martha beweert parapsychologe te zijn en contact te kunnen maken met geesten. Lukas en Victor halen een studentengrap uit door het echt te laten spoken. |             |                      |                                                           |               |  |
| 297 | 3           | Hittegolf            |                                                           | 24 maart 2013 |  |
| Tijdens een hittegolf wil Ines een feestje organiseren voor haar kerkkoor. Omdat er geen budget is, overhaalt ze Jeanne om het feestje bij haar te organiseren. Ze overtuigt de studenten om een financiële bijdrage te doneren, maar maakt hen wijs dat het over een strandvolleybalwedstrijd voor meisjesploegen gaat. Victor heeft een vriendin: een workaholic. Net op de dag van het feestje heeft hij met haar een videoconferentie. Hij wil dan ook dat iedereen zich die dag gedraagt als voorbeeldig student in een voornaam studentenhuis. Verder heeft Jeanne Jef verboden om nog op café te gaan. Zijn maat Jacques komt met het idee dat Jef elke nacht gemeenschap met Jeanne moet hebben; ze zal dan het verbod wel opheffen. |             |                      |                                                           |               |  |
| 298 | 4           | Hoge bloeddruk       |                                                           | 31 maart 2013 |  |
| De hengelsportwinkel doet een uitverkoop. Omdat Jef die dag moet werken, stuurt hij zijn obese maat Ward onder zijn naam naar een net begonnen dokter om een doktersbriefje te krijgen. Wanneer Jeanne daarna verneemt dat "Jef" een te hoge bloeddruk heeft en met hartproblemen kampt, panikeert ze. Lukas heeft twee tickets gekocht voor het concert van DAAN en vraagt Martha mee. Zij gaat er niet op in wegens een andere afspraak, dus vraagt hij Ines. Daarna beseft Martha dat Lukas misschien verliefd op haar is. Volgens Ines is Lukas niet meer dan iemand die elke vrouw tracht te verleiden. |             |                      |                                                           |               |  |
| 299 | 5           | De stagiair          |                                                           | 7 april 2013  |  |
| Raymond koopt Jef om: zijn zoon Danny studeert voor etalagist, maar omwille van zijn aparte ideeën vindt hij nergens een stageplaats. Als Jef Danny als stagiair aanneemt in de snoepwinkel en Danny kan zijn stageperiode volledig uitdoen, krijgt Jef van Raymond een dure vislijn cadeau. Victor heeft een mondeling examen, maar omdat de professor niet kan, zal dit worden afgenomen door diens assistente mevrouw Grauw. Victor ziet dit niet zitten omdat hij steeds wordt afgeleid door haar grote borsten. |             |                      |                                                           |               |  |
| 300 | 6           | Kürt                 | Gastoptreden van Kürt Rogiers                             | 14 april 2013 |  |
| Ploegbaas Flor achterhaalt dat Jef en Gijs niet op het werk aanwezig waren. Zij beweren dat ze hun zieke vriend, die een waterhoofd heeft, dringend moesten bezoeken hoewel ze in werkelijkheid een privétuin hadden bezocht. Wanneer Jeanne en de studenten het verhaal van de zieke vriend vernemen, richten ze prompt een benefiet in. Victor, die het bedrog doorheeft, boekt opzettelijk Kurt Rogiers voor een gastbezoek. Daardoor zijn Jef en Gijs verplicht om naar een derde persoon op zoek te gaan die deze zieke vriend wil spelen. |             |                      |                                                           |               |  |
| 301 | 7           | De Lekkerbek         |                                                           | 21 april 2013 |  |
| Victor organiseert een verjaardagsfeestje, maar enkel Lukas en diens nieuwe vriendin komen even langs voor een drankje en een snelle hap. Omdat Victor nu in zak en as zit, besluiten de meisjes om voor een oppepper te zorgen. Ze kruipen 's ochtends stiekem bij hem in bed. Wanneer hij ontwaakt, veinzen ze dat het feestje wel geslaagd was, maar dat Victor stomdronken werd na een glaasje schuimwijn en zich van de rest van de avond niets herinnert. Ze vertellen hem ook dat ze een trio hebben gedaan en dat Victor zeer goed in bed is. Zowel Victor als Lukas aanzien dit verhaal als zijnde echt gebeurd waardoor Lukas stikjaloers wordt. Jef solliciteert naar de positie van zijn gepensioneerde collega, maar heeft concurrentie. De uitbaatster van De Lekkerbek, een concurrerende snoepwinkel, is getrouwd met het afdelingshoofd van de plantsoenendienst. Zij wil Jef helpen met het bemachtigen van de positie op voorwaarde dat het goede cliënteel van Het Snoepwinkeltje vanaf nu naar De Lekkerbek gaat. |             |                      |                                                           |               |  |
| 302 | 8           | De cactusclub        |                                                           | 28 april 2013 |  |
| Lukas heeft een nieuwe vriendin: Audrey, een echte bimbo. Victor wil ook zo'n bimbo, dus besluiten Martha en Ines om hem een macholook te geven en hem op een (fictieve) datingsite te zetten. Verder starten ze een complot met enkele medestudentes die zich als bimbo presenteren enkel om eens goed met Victor te kunnen lachen. Indien Jef ervoor kan zorgen dat Gijs geen last meer heeft van zijn schoonmoeder, zal Gijs de lastige karweien op het werk van Jef overnemen. Jef wordt daarom lid van de cactusclub om aldaar Gijs' schoonmoeder te overhalen een appartement in Spanje te kopen. |             |                      |                                                           |               |  |
| 303 | 9           | De filmrol           |                                                           | 5 mei 2013    |  |
| Ines vraagt Jeanne of zij bij Mimi wil polsen of die wil meespelen in een kortfilm van de opkomende regisseur Kurt Willems. Hij is namelijk op zoek naar een blonde dame. Jeanne besluit om Mimi niet in te lichten en laat haar eigen haar blond verven. Ze is er namelijk van overtuigd een glamoureuze hoofdrol te kunnen spelen in een kortfilm die alle prijzen zal winnen. Wanneer ze de ware inhoud van de wel zeer kleine rol kent, wil ze haar medewerking stopzetten, maar daar wil de regisseur om contractuele redenen niet van weten. Martha is het geruzie tussen Victor en Jef beu en dreigt het kot te verlaten. Lukas overtuigt haar te blijven en stelt een plan voor om Victor en Jef voor altijd te verzoenen. |             |                      |                                                           |               |  |
| 304 | 10          | Hernia               |                                                           | 12 mei 2013   |  |
| Na een avondje biljarten komt Jef thuis met een lumbago. Hij en Jeanne komen op het idee om er een zogezegd arbeidsongeval met blijvend letsel van te maken. Hierdoor dient Jef niet langer te werken en krijgen ze maandelijks een hoge financiële vergoeding. Tot hun opluchting werkt hun plan en krijgt Jef zelfs een bijkomende invaliditeitsuitkering. Jeanne wil met het extra geld verbouwingen doen: een extra ruimte en badkamer. Wanneer Jef dan verneemt dat zijn schoonmoeder haar meubels verkoopt, vreest hij dat zij komt inwonen. Hij haalt de dokter over dat hij op miraculeuze wijze is genezen en terug aan het werk kan. Uiteindelijk blijkt dat zijn schoonmoeder enkel nieuwe meubels heeft gekocht. |             |                      |                                                           |               |  |
| 305 | 11          | Gepikt               |                                                           | 19 mei 2013   |  |
| De moeder van Jeanne beweert dat er bij haar wellicht werd ingebroken. Zowel Jef als Mimi zijn van mening dat de oude vrouw zich dit enkel inbeeldt en dat er bij haar niets van waarde te stelen valt. Niet veel later vernemen Jef en Mimi echter dat de oude vrouw een juwelencollectie van onschatbare waarde in haar huis zou verbergen. Victor denkt dat de kans groot is dat de vrouw daadwerkelijk wordt bestolen of overvallen, wat een enorm trauma kan opleveren. Om zijn stelling te bewijzen, pleegt hij een opgezette overval op Het Snoephuisje wanneer er niemand in de winkel is. Doch er blijkt een kind aanwezig te zijn en de politie start een onderzoek. |             |                      |                                                           |               |  |
| 306 | 12          | De langstwerkende    |                                                           | 26 mei 2013   |  |
| Jeanne krijgt bezoek van een journalist die een reportage maakt over kotmadammen. Jeanne beweert dat zij de langstwerkende kotmadam van heel Leuven is, maar niet veel later biedt een veel oudere dame zich aan. Martha vindt een portefeuille met geld, maar zonder enige identiteitspapieren. Victor beweert dat hij de eigenaar is. Jef is onwettig afwezig op het werk. Hij belt zijn baas met het smoesje een verkeerspanne in Duitsland te hebben. |             |                      |                                                           |               |  |
| 307 | 13          | Het rusthuisje       |                                                           | 2 juni 2013   |  |
| Jeanne beslist om de huur op te slaan, wat de studenten niet zien zitten. Verder is Jeanne de grappen en dronken toestanden van de studenten meer dan beu. Victor haalt haar over om de lastige studenten van kot te smijten en de kamers te verhuren als een soort van serviceflat. Jef en de andere studenten huren enkele gepensioneerde acteurs in om aan te tonen dat de oudere generatie nog lastiger is dan de jongere. |             |                      |                                                           |               |  |

## Seizoen 22
Hoofdcast: Katrien Devos (Jeanne Liefooghe-Piens), Mark Verstraete (Jef Liefooghe), Helle Vanderheyden (Martha), Frederik Huys (Victor Kindermans), Stoffel Bollu (Lukas), Anouck Luyten (Ines Van Nothegem)
| Nr. serie | Nr. seizoen | Titel van aflevering | Opmerking                                    | Uitzenddatum      |  |
| --- | ----------- | -------------------- | -------------------------------------------- | ----------------- |  |
| 308 | 1           | Kettingbrief         |                                              | 4 september 2016  |  |
| Viktor kan een academische stage in Jakarta lopen, maar weigert. Samen met Ines en Lukas tracht Jef hem te overtuigen om wel te gaan. De fanfare gaat naar het Oktoberfest in München en Jef wil mee. Martha heeft een kettingbrief gekregen en verspreidt deze verder. Jeanne is overtuigd van de waarde van de brief, zeker nadat een gedeelte van het voorspelde onheil werkelijkheid wordt. Daarom besluit ze dat niemand mag reizen. Jef en Lukas verspreiden op hun beurt ook een kettingbrief in de hoop Jeanne van haar beslissing te doen afzien. |             |                      |                                              |                   |  |
| 309 | 2           | Kindervreugde        | Eenmalige terugkeer van Sarah Van Overwaelle | 11 september 2016 |  |
| Voormalig kotstudente Paulien brengt Jef en Jeanne een bezoek. Ze is hoogzwanger en op zoek naar iemand die één avond in de week op de baby kan passen. Jeanne ziet dat echter niet echt zitten. Jef tracht haar te overtuigen uit eigenbelang: als Jeanne oppas wordt, kan hij die avonden naar de bierclub. |             |                      |                                              |                   |  |
| 310 | 3           | Keukenprins          |                                              | 18 september 2016 |  |
| Nu Mimi een nieuwe keuken heeft, wil Jeanne er ook een van hetzelfde merk. Jef vindt dit overbodige kosten omdat enkel de oven defect is. Gijs voert de herstelling uit, maar daardoor geraakt zowat alles in de keuken defect. Via een louche vriend van Gijs koopt Jef bij hem een nieuwe namaakkeuken. Victor denkt een gat in de markt gevonden te hebben door vrouwenondergoed te maken van pantystof. Hij beseft niet dat deze uitvinding al lang bestaat.                                                                                           |             |                      |                                              |                   |  |
| 311 | 4           | De Bedrijfsuitstap   |                                              | 25 september 2016 |  |
| De plantsoenendienst gaat een tuin in Parijs bezoeken. Jef mag van zijn ploegbaas niet mee omdat hij permanentie heeft. Vandaar dat hij met Lukas een plan bedenkt: Jeanne heeft de ziekte van Alzheimer en dit weegt zo zwaar door op Jef zijn gemoedstoestand dat hij dringend nood aan ontspanning nodig heeft. Ines heeft een nieuwe vriend die vanaf het volgende academiejaar op kot mag. Daarom wil Ines Victor wegpesten. |             |                      |                                              |                   |  |
| 312 | 5           | Het Grote Lot        |                                              | 2 oktober 2016    |  |
| Victor denkt dat Mimi de lotto gewonnen heeft en probeert het prijzengeld vast te krijgen. Ines en Martha leren Lukas een lesje door een vriendin langs te sturen die beweert dat Lukas haar dochter zwanger heeft gemaakt. Jef is bevriend geraakt met het koppel-Van Damme, dat een appartement bezit in Knokke. |             |                      |                                              |                   |  |
| 313 | 6           | Snoeifobie           |                                              | 9 oktober 2016    |  |
| Raf, de nieuwe vriend van Ines en laatstejaars psychiatrie, is er zeker van dat Jef een snoeifobie heeft. Jeannes moeder wil niet meer naar de kapper, waarop Jeanne haar haar moet knippen. Victor mag naar het verjaardagsfeest van de decaan. |             |                      |                                              |                   |  |
| 314 | 7           | De Kuisvrouw         |                                              | 16 oktober 2016   |  |
| Martha krijgt een bericht van Jasper, die ze kent van het middelbaar, om eens af te spreken. Ines en Lukas zijn er zeker van dat Jasper een vrouwenverleider is. Jeanne beslist om ook op te zoeken wat haar voormalige klasgenoten nu doen. Ze denkt dat Rita Cloostermans poetsvrouw is en nodigt haar uit, maar Rita blijkt haar eigen poetsbedrijf te hebben. |             |                      |                                              |                   |  |
| 315 | 8           | Twee Tinten Ros      | Eenmalige terugkeer van Mout Uyttersprot     | 23 oktober 2016   |  |
| Jeanne is fier wanneer ze verneemt dat voormalig kotbewoner Filip de Faucille een autobiografische coming of age-roman heeft geschreven over zijn studententijd. Dan blijkt het boek expliciete scènes tussen Filip en Jeanne te bevatten. Ines overtuigt Martha om mee te doen aan een experiment. |             |                      |                                              |                   |  |
| 316 | 9           | Visvijver Te Koop    |                                              | 30 oktober 2016   |  |
| Jef wil samen met Kurt een visvijver kopen. Daarvoor heeft hij 10.000 euro nodig. Om dit geld vast te krijgen, maakt hij Jeanne wijs dat Kurt met huiselijk geweld te maken kreeg en midden in een vechtscheiding zit. Daarom heeft Kurt nu zogezegd 10.000 euro nodig om te kunnen overleven. Jeanne is van mening dat geld niet gelukkig maakt en dat het beter is dat Kurt tijdelijk gratis komt inwonen. Ines heeft een probleem: haar examen boekhouden werd vervroegd.                                                                               |             |                      |                                              |                   |  |
| 317 | 10          | De Schat             |                                              | 6 november 2016   |  |
| Jef schakelt Arthur, een kennis van Lukas, in. Met zijn overredingskracht slaagt deze erin Flor te overtuigen dat Jef een ongeval heeft gehad. Arthur doet Jeanne, Martha en Victor geloven dat er een schat in huis ligt. Ines past op de fret van haar nieuwe vriend. |             |                      |                                              |                   |  |
| 318 | 11          | Watjes               |                                              | 13 november 2016  |  |
| Raf doet al zijn kruidenplanten weg. Jef wil deze overnemen, maar Raf en Jeanne zijn al meer dan twintig jaar aartsvijanden. Jef maakt Raf echter wijs dat Jeanne al lang vergeten is wat er destijds is gebeurd. Hierdoor wil Raf Jeanne opnieuw ontmoeten. Jeanne is echter nog niets vergeten, dus werkt Jef haar de deur uit en voorziet hij een alternatieve Jeanne. Lukas toont zijn gevoelige kant en hoopt zo Martha te kunnen veroveren. |             |                      |                                              |                   |  |
| 319 | 12          | Dubbel Glas          |                                              | 20 november 2016  |  |
| Tijdens de koude winternachten zijn een aantal planten in de serre bevroren geraakt. Jef wil nu dubbel glas plaatsen, maar Jeanne vindt het te duur. Ze is van mening dat ze het geld beter kunnen besteden aan een reis naar de Caraïben. Vandaar dat Jef stiekem gaat bijklussen bij zijn schoonmoeder in de hoop dat zij hem betaalt voor het geleverde werk. |             |                      |                                              |                   |  |
| 320 | 13          | Bollen               |                                              | 27 november 2016  |  |
| Ines haar energie kan niet op en ze gaat dan de laatste tijd ook alle avonden uit tot in de late uurtjes. Wanneer op een avond iemand discreet bloembollen komt ophalen, denkt Victor verkeerdelijk dat het over ecstacy gaat en is er dan ook zeker van dat Ines een drugshandel heeft opgezet en zelf gebruikster is. |             |                      |                                              |                   |  |

## Seizoen 23
Hoofdcast: Katrien Devos (Jeanne Liefooghe-Piens), Mark Verstraete (Jef Liefooghe), Helle Vanderheyden (Martha), Frederik Huys (Victor Kindermans), Stoffel Bollu (Lukas), Anouck Luyten (Ines Van Nothegem)
| Nr. serie | Nr. seizoen | Titel van aflevering | Opmerking                            | Uitzenddatum     |  |
| --- | ----------- | -------------------- | ------------------------------------ | ---------------- |  |
| 321 | 1           | Maffia               |                                      | 18 november 2018 |  |
| Jef heeft geld nodig om vislijnen te kunnen kopen en maakt Jeanne wijs dat ze afgeperst worden door de maffia. Een leerling van Victor zegt het beleggingsalgoritme van Warren Buffett gekraakt te hebben. Martha heeft een nieuwe vlam, Maxime. |             |                      |                                      |                  |  |
| 322 | 2           | Doctor Victor        | Gastoptreden van Kürt Rogiers        | 25 november 2018 |  |
| De receptie voor Victors doctoraatstitel vindt plaats op hetzelfde moment als het vistoernooi-Jacques Toté, waarbij Jef grote kans maakt te winnen. Kürt Rogiers verstopt zich op Martha's kamer voor paparazzi. Ines wil foto's van hen samen bemachtigen om deze te kunnen verkopen aan Dag Allemaal. |             |                      |                                      |                  |  |
| 323 | 3           | De ramp              |                                      | 2 december 2018  |  |
| Ines heeft 400 euro nodig om haar online bestelde schoenen te kunnen betalen. Lukas probeert Martha te versieren. Jef zit in de finale van een biljarttoernooi, maar het putje in de veranda stinkt. Met de hulp van Ines en Lukas doet hij uitschijnen dat er een gifwolk hangt waardoor iedereen boven moet blijven en hij ongestoord kan gaan biljarten.                                                   |             |                      |                                      |                  |  |
| 324 | 4           | Fietsclub            |                                      | 9 december 2018  |  |
| Jef maakt Jeanne wijs dat hij niet uitgenodigd is op de viering voor arbeiders met 40 jaar dienst omdat hij niet genoeg gepresteerd heeft. Jefs vrienden willen met de fiets naar een café-opening in Holsbeek, maar Jef kan niet fietsen. Victor gelooft niet in Martha's klankschalen, waardoor zij zich dom voelt. Ines laat Victor ongelukken overkomen zodat hij toch het nut van de schalen zou inzien. |             |                      |                                      |                  |  |
| 325 | 5           | Jackpot              |                                      | 16 december 2018 |  |
| Jef wil halftijds gaan werken en Ines moet een taak maken over geld en geluk. Daarom maken ze Jeanne wijs dat ze de lotto heeft gewonnen. Martha wil daklozen helpen. |             |                      |                                      |                  |  |
| 326 | 6           | Jef Den Artiest      |                                      | 30 december 2018 |  |
| Jef heeft schilderijen geërfd van zijn neef. Jeanne doet uitschijnen dat Jef de artiest is. Victor en Lukas sluiten een weddenschap: Victor moet binnen de 24 uur ontmaagd worden. |             |                      |                                      |                  |  |
| 327 | 7           | De Piloot            |                                      | 6 januari 2019   |  |
| Jef wil naar een snookerfinale in Luik. Jeanne en Mimi hebben allebei een oogje op een piloot. Victor en Lukas maken ruzie over wie van hen de beste puzzelaar is en Martha's bureau in elkaar mag zetten. |             |                      |                                      |                  |  |
| 328 | 8           | Examenfraude         |                                      | 13 januari 2019  |  |
| Jef wil op visreis in Thailand maar heeft geen geld. Jeanne ondervindt concurrentie van een supermarkt en wil haar winkel vernieuwen. Een studente probeert Victor te verleiden zodat hij haar goede punten geeft op haar examen. |             |                      |                                      |                  |  |
| 329 | 9           | Haar In De Boter     |                                      | 20 januari 2019  |  |
| Na een uit de hand gelopen kotfeest wil Jeanne scheiden. Victor ziet zijn kans om samen met Charlotte, op wie hij verliefd is, het huis te kopen. Martha wordt aangesproken door een malafide talentscout. |             |                      |                                      |                  |  |
| 330 | 10          | Love & Peace         |                                      | 27 januari 2019  |  |
| Jef wil Joris' haag gaan scheren om de zitmaaier te bemachtigen, maar hij zit met een hernia. Jeanne helpt Martha met haar spreekbeurt over Mei '68. Victor denkt dat Jeanne en Jef heel de tijd seks hebben. |             |                      |                                      |                  |  |
| 331 | 11          | Vastgoed             |                                      | 3 februari 2019  |  |
| Zonder Jeannes medeweten heeft Jef een stacaravan gekocht aan een visvijver. Nu veinst hij een depressie waardoor hij een buitenverblijf nodig zou hebben. Victor kan niet tegen het lawaai van de andere studenten en wil op de zolderkamer intrekken. Lukas probeert een act te verzinnen voor een actie voor het goede doel om zo de organisatrice te imponeren.                                           |             |                      |                                      |                  |  |
| 332 | 12          | Waar Is Jos?         |                                      | 10 februari 2019 |  |
| Jef heeft gazonmest gestolen op de plantsoendienst. Mimi zegt dat haar man op safari is in Burundi, maar Jeanne gelooft er niets van. Ines' nieuwe vriend Ben is onderzoeksjournalist en denkt dat Jef en Jeanne seriemoordenaars zijn. |             |                      |                                      |                  |  |
| 333 | 13          | Feestboek            | Laatste aflevering met Stoffel Bollu | 17 februari 2019 |  |
| Nu Mimi Facebook heeft wil Jeanne niet onderdoen, maar ze is al snel verslaafd. Jef probeert te voorkomen dat Theo de zitmaaier mag gebruiken. Lukas' vader geeft minder zakgeld totdat Lukas bewezen heeft dat hij een ijverige student is. Victor is verliefd maar zijn vlam wil doctoreren in Shanghai. |             |                      |                                      |                  |  |

## Seizoen 24
Hoofdcast: Katrien Devos (Jeanne Liefooghe-Piens), Mark Verstraete (Jef Liefooghe), Helle Vanderheyden (Martha), Frederik Huys (Victor Kindermans), Arno Moens (Simon), Anouck Luyten (Ines Van Nothegem)
| Nr. serie | Nr. seizoen | Titel van aflevering | Opmerking                        | Uitzenddatum     |  |
| --- | ----------- | -------------------- | -------------------------------- | ---------------- |  |
| 334 | 1           | Jeugdvlam            | Eerste aflevering met Arno Moens | 20 november 2022 |  |
| Jef wil stiekem met zijn maten gaan vissen in het hoge Noorden. Maar net voor hij vertrekt duikt plots een jeugdvlam van Jeanne op. Jeanne is super blij van hem weer te zien. |             |                      |                                  |                  |  |
| 335 | 2           | De Antillen          |                                  | 27 november 2022 |  |
| Petra zoekt iemand om haar te vergezellen tijdens haar reis naar de Nederlandse Antillen. Ze twijfelt tussen Jeanne of Mimi. Mimi probeert op het gemoed van Petra te spelen, ze wil eindelijk eens weg van haar norse Jos. Jeanne overtreft Mimi: zij wil eindelijk eens weg van haar 'overspelige' Jef. |             |                      |                                  |                  |  |
| 336 | 3           | Hummeltjes           |                                  | 4 december 2022  |  |
| Jef wil met een motoclub de brouwerij van Chimay bezoeken, maar hij heeft zelf geen moto. Gelukkig is er één motard die Jef wel wil meepakken, maar dan verwacht hij een tegenprestatie. |             |                      |                                  |                  |  |
| 337 | 4           | Coup de foudre       |                                  | 11 december 2022 |  |
| Victor is smoorverliefd op een Russische studente en het is wederzijds. De studenten vertrouwen het zaakje niet en ze moedigen Jeanne aan om een verlovingsfeestje te organiseren. |             |                      |                                  |                  |  |
| 338 | 5           | Vals                 |                                  | 18 december 2022 |  |
| Het snoepwinkeltje bestaat bijna 25 jaar en dat moet volgens Mimi gevierd worden. Jef heeft daar geen tijd voor want hij wil net dan aan een vistoernooi deelnemen. Maar dan krijgt hij een geniale inval, als hij nu eens Jeanne een weekendje met Mimi cadeau doet, dan kan hij zijn zin doen.          |             |                      |                                  |                  |  |
| 339 | 6           | Luizen               |                                  | 25 december 2022 |  |
| Jef staat voor een zware klus en wil er kost wat kost onderuit. Hij veinst een "witte angine" maar daar trapt de baas niet in en hij komt persoonlijk Jef controleren. Jef bekent dat hij gelogen heeft... ze zitten eigenlijk met een luizenplaag!                                                       |             |                      |                                  |                  |  |
| 340 | 7           | Rode neuzen          |                                  | 1 januari 2023   |  |
| De studenten bakken wafels voor het goede doel en zetten heel de keuken overhoop. Jeanne vindt het prima, maar Jef niet, tenzij hij mag kiezen naar welke vereniging de opbrengst gaat. |             |                      |                                  |                  |  |
| 341 | 8           | Afkicken             |                                  | 8 januari 2023   |  |
| Jef is in alle staten, hij is nu officieel de oudste werknemer van de plantsoenendienst en toch gaan de sleutels van de zitmaaier naar een jongere collega. Jef zint op wraak én de zitmaaier. |             |                      |                                  |                  |  |
| 342 | 9           | Bushalte             |                                  | 15 januari 2023  |  |
| Door wegenwerken komt er tijdelijk een bushalte voor het Snoephuisje. Jeanne is blij want ze verwacht nu veel meer klanten. Victor ziet dat helemaal niet zitten, want dat betekent ook veel meer lawaai en afleiding.                                                                                    |             |                      |                                  |                  |  |
| 343 | 10          | You make us Q        |                                  | 22 januari 2023  |  |
| Martha heeft een vriend die bij de radio werkt. Victor vindt dat hij reputatieschade lijdt wanneer enkele studenten een varken opsluiten in het bureau van de rector. Jeanne wil graag op de radio getuigen dat niet alle studenten "varkens" zijn.                                                       |             |                      |                                  |                  |  |
| 344 | 11          | Uit de kast          |                                  | 29 januari 2023  |  |
| Het snoeiseizoen begint bijna en desondanks is Jef super vrolijk. Mimi vertelt Jeanne dat er op de planning van de plantsoenendienst een nieuwe kracht werkt waar veel over geroddeld wordt, want is "het" nu een hij of een zij.                                                                         |             |                      |                                  |                  |  |
| 345 | 12          | Oscars               |                                  | 5 februari 2023  |  |
| Jef is er zeker van dat hij eindelijk de biljartbeker gaat winnen; al zijn beste tegenstanders liggen immers in de lappenmand. Maar de voorzitter wil de wedstrijd annuleren: te weinig deelnemers. Jef ontploft!                                                                                         |             |                      |                                  |                  |  |
| 346 | 13          | De ma van Jeanne     | Gastoptreden van Alice Toen      | 12 februari 2023 |  |
| Jef droomt van een huisje in Spanje! Jeanne begrijpt Jef, maar ze kan onmogelijk haar ma achterlaten. Jef is bereid om ma mee te pakken naar Spanje. Victor vertrouwt Jef niet en raadt Jeanne aan om Jef op de proef te stellen door ma op logies te vragen.                                             |             |                      |                                  |                  |  |

## Seizoen 25
Hoofdcast: Katrien Devos (Jeanne Liefooghe-Piens), Mark Verstraete (Jef Liefooghe), Helle Vanderheyden (Martha), Frederik Huys (Victor Kindermans), Arno Moens (Simon), Anouck Luyten (Ines Van Nothegem)
Het volledige seizoen werd al op 25 juli 2024 op Streamz geplaatst.
| Nr. serie | Nr. seizoen | Titel van aflevering | Opmerking                                                                                                  | Uitzenddatum     |  |
| --- | ----------- | -------------------- | --- | ---------------- |  |
| 347 | 1           | Afgezwaaid           | | 30 november 2024 |  |
| Jef wil bij zijn pensioen een kampeerauto kopen voor Jeanne, maar mist het budget. De studenten verkopen haar nep-verjongingspillen om geld in te zamelen voor de auto en een pensioenfeest. Victor, bang om Jeanne te verliezen, probeert Jefs pensioen uit te stellen. |             |                      | |                  |  |
| 348 | 2           | Op hete kolen        | | 7 december 2024  |  |
| Simon veinst dat hij mental coach is om Martha te imponeren. Victor saboteert Jefs plannen met de kampeerwagen, maar zijn acties leiden tot chaos en Jeannes moeder trekt in.                                                                                            |             |                      | |                  |  |
| 349 | 3           | De kluis             | | 14 december 2024 |  |
| Victor probeert Ma naar een rusthuis te krijgen, maar ze sluit vriendschap met Ward. Jef ontdekt een kluis bij haar thuis en probeert deze te openen met dynamiet, wat eindigt in een ontploffing.                                                                       |             |                      | |                  |  |
| 350 | 4           | Lukas                | Gastoptreden van Stoffel Bollu                                                                             | 21 december 2024 |  |
| Na de ontploffing kan 8000 euro gerecupereerd worden, maar de totale inhoud van de kluis blijft onbekend. Hoewel de studenten een ander verhaal verzinnen voor de verzekering, praat Victor toch zijn mond voorbij.                                                      |             |                      | |                  |  |
| 351 | 5           | De ark               | | 28 december 2024 |  |
| De studenten proberen het asiel van Fredje te redden, maar Jef en Jeanne sparen in het geheim voor Ma’s kluis. Ma vraagt Ward ten huwelijk, tot Jefs frustratie om de erfenis.                                                                                           |             |                      | |                  |  |
| 352 | 6           | Vaarwel              | Gastoptredens van Christel Van Schoonwinkel, Anne Denolf, Pepijn Caudron, Bert Van Poucke en Stoffel Bollu | 28 december 2024 |  |
| Jef en Jeanne plannen hun reis na een verzekeringsuitkering, maar door Victor wordt de premie ingetrokken. Lukas wordt ontslagen als verzekeringsinspecteur. |             |                      | |                  |  |